# Bogotà
Bogotà, oficialment Bogotá Distrito Capital, és la capital de la República de Colòmbia. Està organitzada com a districte capital i gaudeix d'autonomia per a la gestió dels seus interessos dins dels límits de la Constitució i la llei. Està constituïda per vint localitats i és el centre administratiu, econòmic i polític del país.
És al centre de Colòmbia, a la regió natural coneguda com a Sabana de Bogotà que forma part de l'altiplà cundiboyacense, formació muntanyosa ubicada a la Serralada Oriental dels Andes.
El 2011, Bogotà tenia una població de 7.467.804 habitants. Té una longitud de 33 km de sud en nord, i 16 km d'orient a occident.
Com a capital, acull els organismes de major jerarquia de la branca executiva, legislativa i judicial. És un important centre econòmic i industrial.
Bogotà és la major i més poblada ciutat del país, a més de ser el principal centre cultural, industrial, econòmic i turístic més important de Colòmbia. L'oferta cultural és representada per la gran quantitat de museus, teatres i biblioteques; alguns són els més importants del país. A més, és seu d'importants festivals nacionals i internacionals. També es destaca l'activitat acadèmica, ja que algunes de les universitats colombianes més importants hi tenen la seu. És de destacar que la UNESCO va atorgar a la ciutat el títol de Capital mundial del llibre per a l'any 2007.
La ciutat va obtenir el lloc 54 a l'índex Global Cities de 2010 i és considerada una ciutat global tipus Beta+ pel GaWC.

## Ubicació i noms històrics
El nom Bogotà té l'origen en la paraula indígena Bacatà, nom de la capital de la confederació del Zipa en l'antiga civilització muisca, que el cronista espanyol Juan de Castellanos tradueix com «el final dels conreus».
L'àrea on actualment està la ciutat rebia el nom de Muequetà (‘camp de terra plana’ i la població del zipa (el més important príncep muisca) fou Funza (‘baró poderós'). Precisament en territori de l'actual municipi de Funza, suburbi de Bogotà, i probablement a la vora seu, a El Cacique, es trobava la capçalera de la població de Bacatà, la ciutat més important del poble muisca, un dels grups indígenes més avançats que els espanyols van trobar quan van arribar a les Índies Occidentals; però el Príncep Muisca rebia educació en l'actual Municipi de Chía.

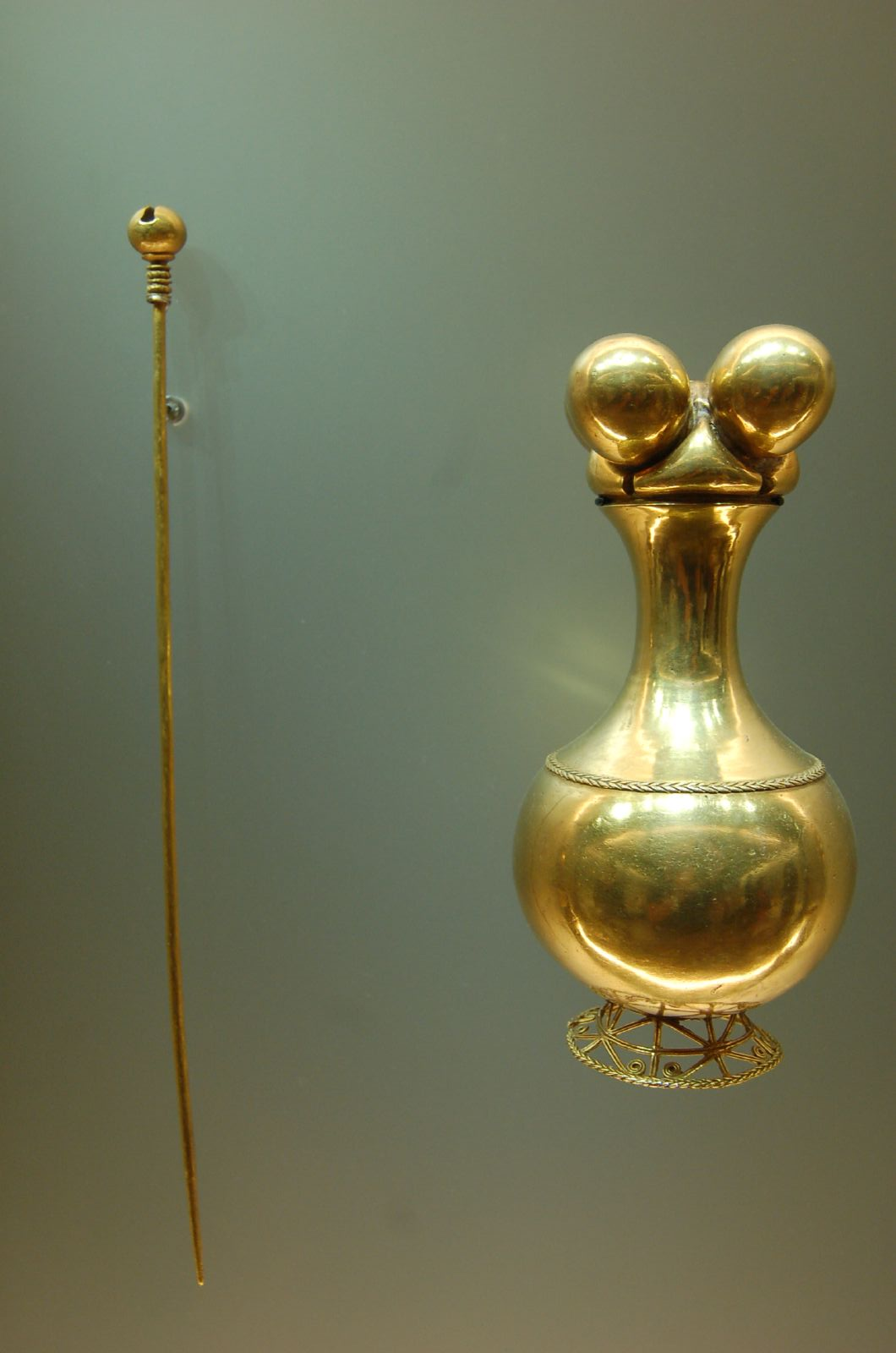
El Poporo Quimbaya, peça precolombina, al Museu de l'Or de Bogotà.

A través de la història, Bogotà i els seus voltants han estat coneguts amb diferents noms. El nom original, en idioma muisca, del lloc en què els espanyols fundarien la ciutat era Thybzacà o Teusacà, del qual es va derivar Teusaquillo.
El 1538, quan el conqueridor Gonzalo Jiménez de Quesada va fundar la ciutat li va donar el nom de Nuestra Señora de la Esperanza. Tanmateix, un any més tard, en 1539, quan la ciutat es va fundar jurídicament, el nom es canvià pel de Santafé o Santa Fe.
El nom Santafé de Bogotá (o Santa Fe de Bogotà) no va ser oficial durant l'època colonial, però el seu ús es va tornar comú per la necessitat de distingir aquesta Santafé d'altres ciutats amb el mateix nom; Bogotà era, doncs, el nom indígena de la regió. Durant aquesta època s'anomenava Bogotà l'actual població de Funza.
Després de la independència de 1819, Santafé va rebre novament el nom indígena de l'antiga capital muisca: Bogotà (nom que en l'època, tenia l'actual població de Funza i a causa d'això va ser rebatejada de tal forma). De fet, des de sempre el seu nom oficial va ser Santafé de Bogotà però habitualment hom la denominava solament com a Santafé per distingir-la de l'actual Funza.
La Constitució de Colòmbia de 1991 indirectament canvià el nom de la capital pel de Santafé de Bogotà. La polèmica desencadenada per aquest canvi obligà a aprovar una reforma constitucional (18 d'agost de 2000) per tal de suprimir les paraules «Santafé de»; així doncs, la ciutat es va quedar de nou amb el nom de mitjançant l'acte legislatiu 1 del Congrés de la República.

## Història

### Època precolombina

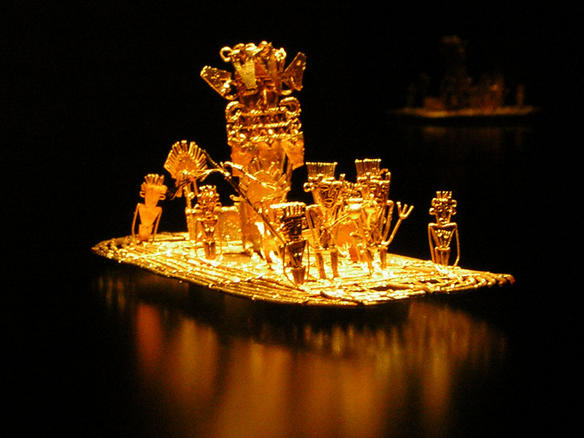
La "Bassa Muisca" fent al·lusió a la llegenda de El Dorado, peça precolombina, al Museu de l'Or de Colòmbia a Bogotà.

Des del 10.500 aC, grups humans habitaven la zona amb activitats de cacera i recol·lecció. Des del 3500 aC, ja es registren activitats hortícoles, de terrisseria i la domesticació del Conill porquí per grups que encara depenien de la cacera i recol·lecció. El 500 aC, ja era molt difós el cultiu del blat de moro i la patata. Cap a l'any 800 de l'era actual, els muisques (poble indígena més important de la família txibtxa habitaven la zona, com a resultat d'una migració d'origen txibtxa, procedent d'un altre territori (probablement vinguts des d'Amèrica Central), que s'havia barrejat amb la població anterior.
La cultura muisca no va tenir escriptura; per això, els cronistes van reconstruir la història aborigen recollint els fets a través de relats orals que es remunten a l'any 1470, quan governava Bogotà el zipa Saguanmachica. Al capdamunt de l'escala social muisca es trobava el monarca absolut (zipa), seguit per l'estrat religiós dels xeics i mohanes. Després hi havia els guerrers o güetxes, seguits pels artesans, mercaders, camperols, etc.
Es creu que els muisques van practicar sacrificis humans de joves verges capturats en la guerra o comprats a altres tribus. Tanmateix no n'existeixen proves sòlides. També van crear un calendari de gran precisió i una complexa estructura jurídica, coneguda amb el nom de «Códi de Nemequene». D'altra banda, les edificacions muisques van ser bastides amb materials peribles que els va impedir de mantenir-se dempeus després de l'arribada dels conquistadors europeus.

### Període colonial

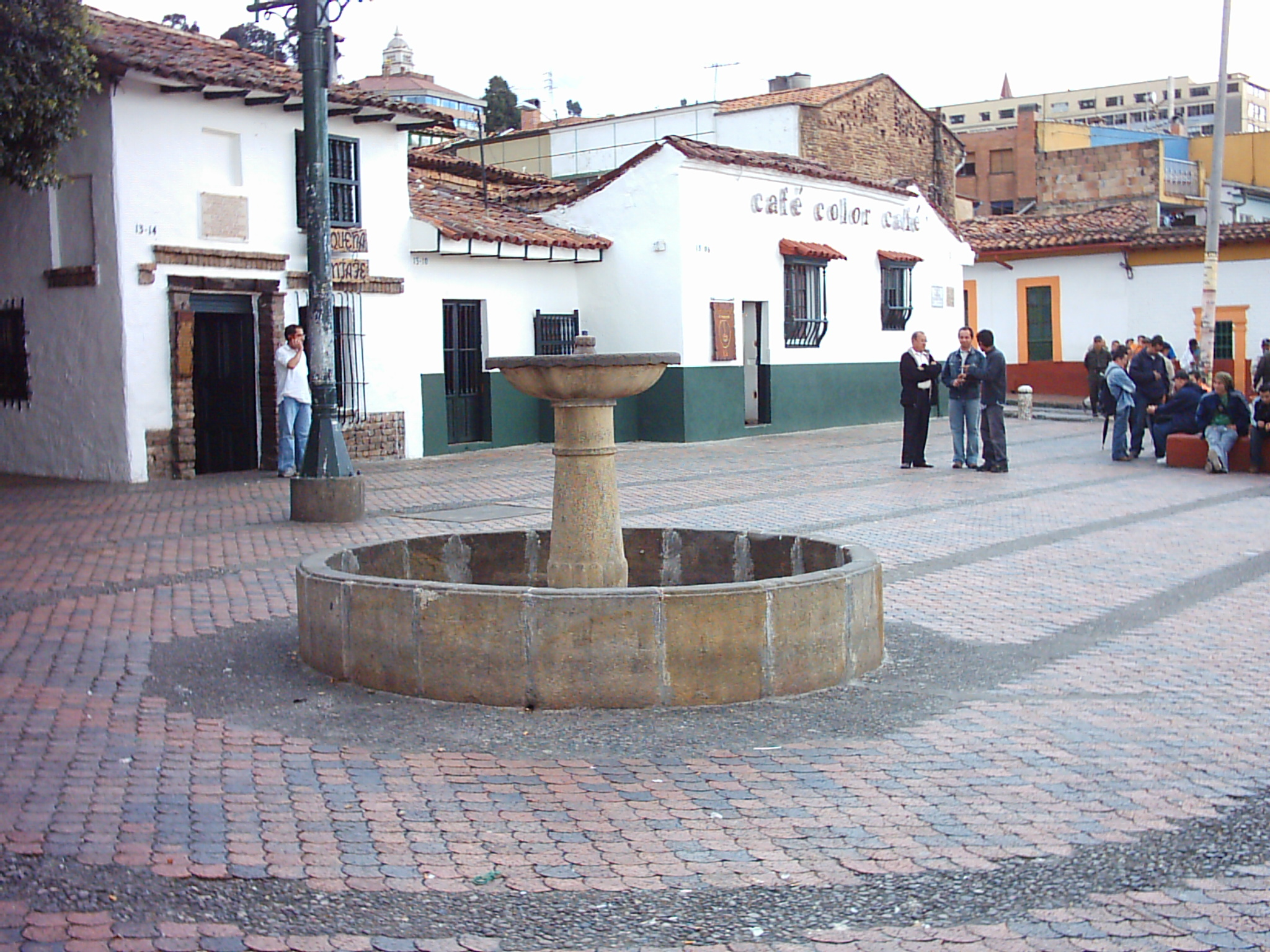
Plazoleta del Chorro de Quevedo, un dels llocs probables on va tenir lloc la fundació de Bogotà

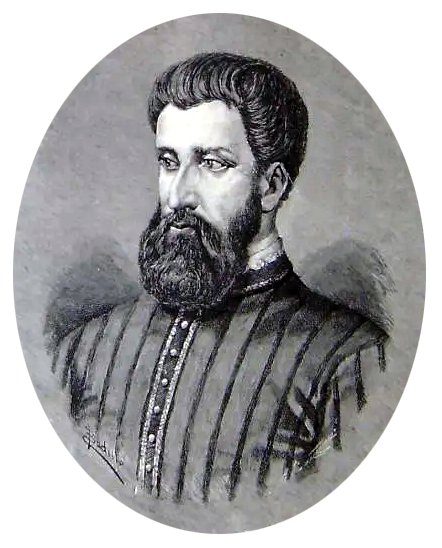
El conquistador espanyol Gonzalo Jiménez de Quesada, va ser el fundador de Bogotà.

Després d'arribar amb més de cinic-cents homes en la seva expedició des de Santa Marta i acabar amb tan sols setanta i després d'haver derrotat els muisques i conquerit la Sabana de Bogotà, Gonzalo Jiménez de Quesada va oficiar la fundació de facto de la ciutat. La cerimònia va tenir lloc el 6 d'agost de 1538, amb la construcció de dotze cabanes i una capella al lloc anomenat Thybzaca (avui Teusaquillo). Es presumeix que l'esdeveniment va ocórrer en l'actual Plazoleta del Chorro de Quevedo, tot i que no hi ha documents que ho confirmin. El 22 d'abril de 1539, Jiménez de Quesada va realitzar la fundació jurídica de Santafé en companyia de Nicolás Federmann i Sebastián de Belalcázar Inicialment anomenada Nuestra Señora de la Esperanza, en la fundació jurídica va canviar el seu nom a Santafé.
La reial cèdula de l'emperador Carles V va elevar Santafé a la categoria de ciutat, el 27 de juliol de 1540. L'Ajuntament de Santafé ja havia estat establert el 1539, i el 1548 l'emperador li va atorgar el títol de molt noble, molt lleial i ciutat més antiga del Nou Regne, i per blasó d'armes un escut on es pot veure una àguila negra en camp d'or, amb una granada oberta a cada grapa, orlada amb alguns rams d'or en camp blau.
Des que Jiménez va denominar, el 1538, tots els territoris que envoltaven Santafé com a Nuevo Reino de Granada, Santafé va ser durant tot el període colonial la seu del govern de l'Audiència del Nou Regne de Granada creada el 1550 i capital d'aquest, dependent del Virregnat del Perú. A partir de 1717, la ciutat va ser capital del Virregnat de Nova Granada, que acollia els virreis, després d'haver disputat la seu virregnal a Cartagena de Indias. El 1783, el virrei va crear una comissió científica, dirigida per José Celestino Mutis, que va començar a investigar els turons de Santafé, primers passos del que després es coneixeria com a Expedició Botànica. Alexander von Humboldt va visitar Bogotà a començament del segle xix, atret per les seves institucions culturals i científiques, entre les quals s'hi comptava el primer observatori astronòmic d'Amèrica, que havia estat promogut per Mutis.
A la ciutat hi vivien alguns dels criolls més influents del Virregnat (pròcers de la talla de Policarpa Salavarrieta i Antonio Nariño), raó per la qual s'hi va gestar el moviment independentista en el qual es destaquen els fets que es coneixen com l'esdeveniment de «El Florero de Llorente», quan els germans Francisco i Antonio Morales van entrar a manllevar, per adornar un sopar amb un funcionari reial arribat d'Espanya, un gerro al comerciant espanyol José González Llorente, que tenia un magatzem a la cantonada nord-oriental de l'avui anomenada Plaza de Bolívar. Foren rebutjats de mala forma per aquest, la qual cosa va ser presa com a excusa per provocar una baralla que va acabar en disturbis entre la població. Aquest fet marca l'inici de les lluites i el Crit d'Independència. Si bé el territori va ser reconquerit pels espanyols el 1816, finalment el 1819 es va obtenir la independència definitiva.

### Període republicà

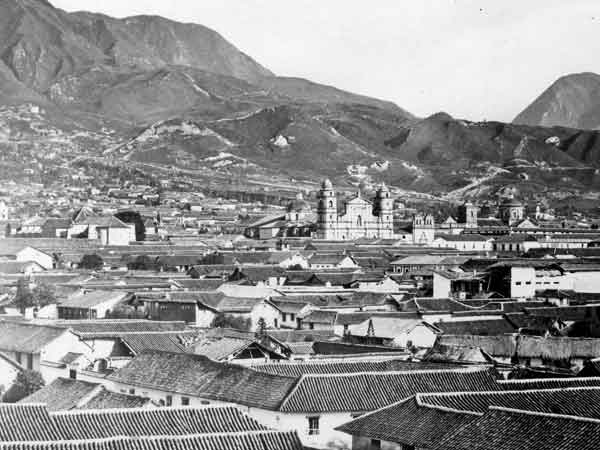
Bogotà en 1868.

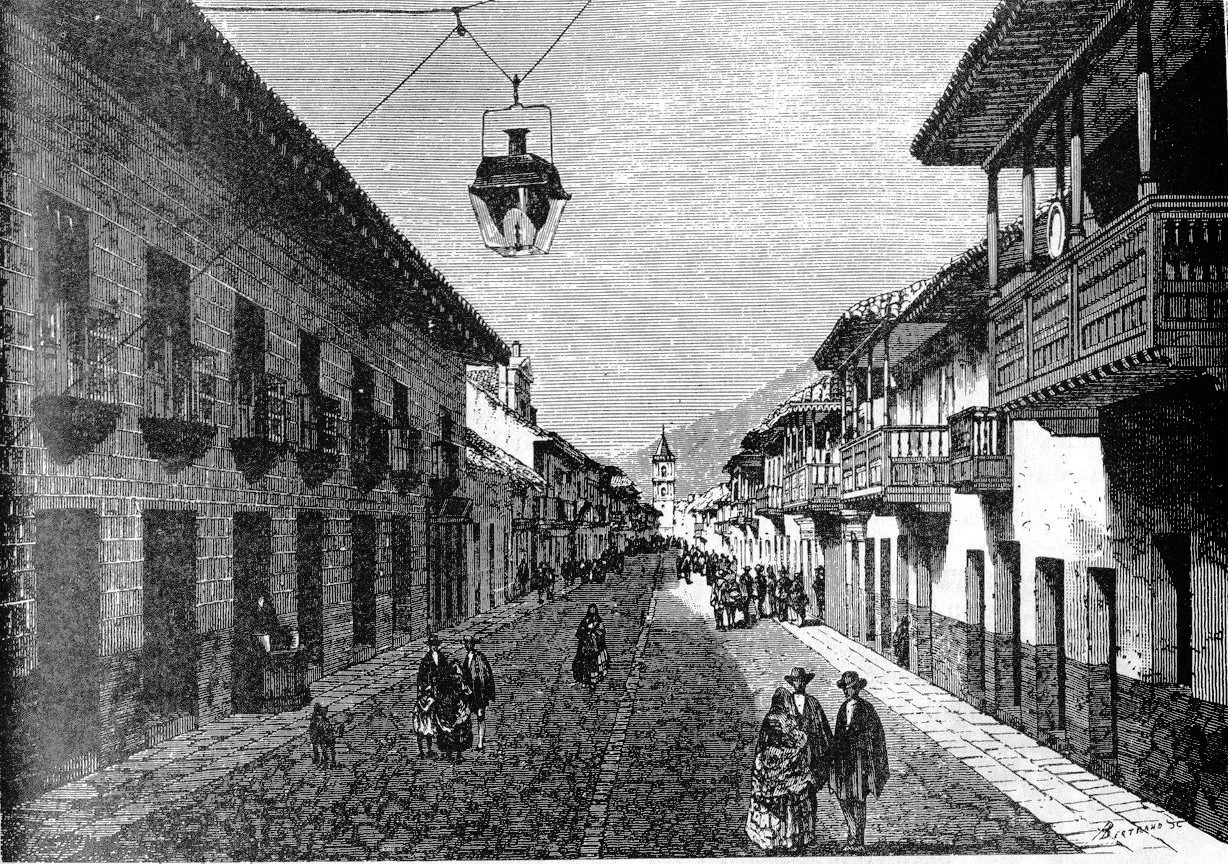
Calle Real, avui Carrer 7, de Bogotà el 1869.

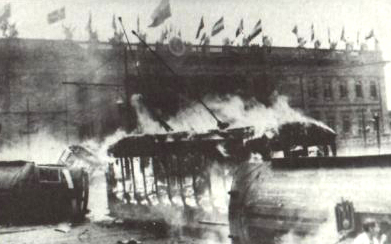
Amb la mort del popular dirigent liberal Jorge Eliécer Gaitán, es va originar El Bogotazo.

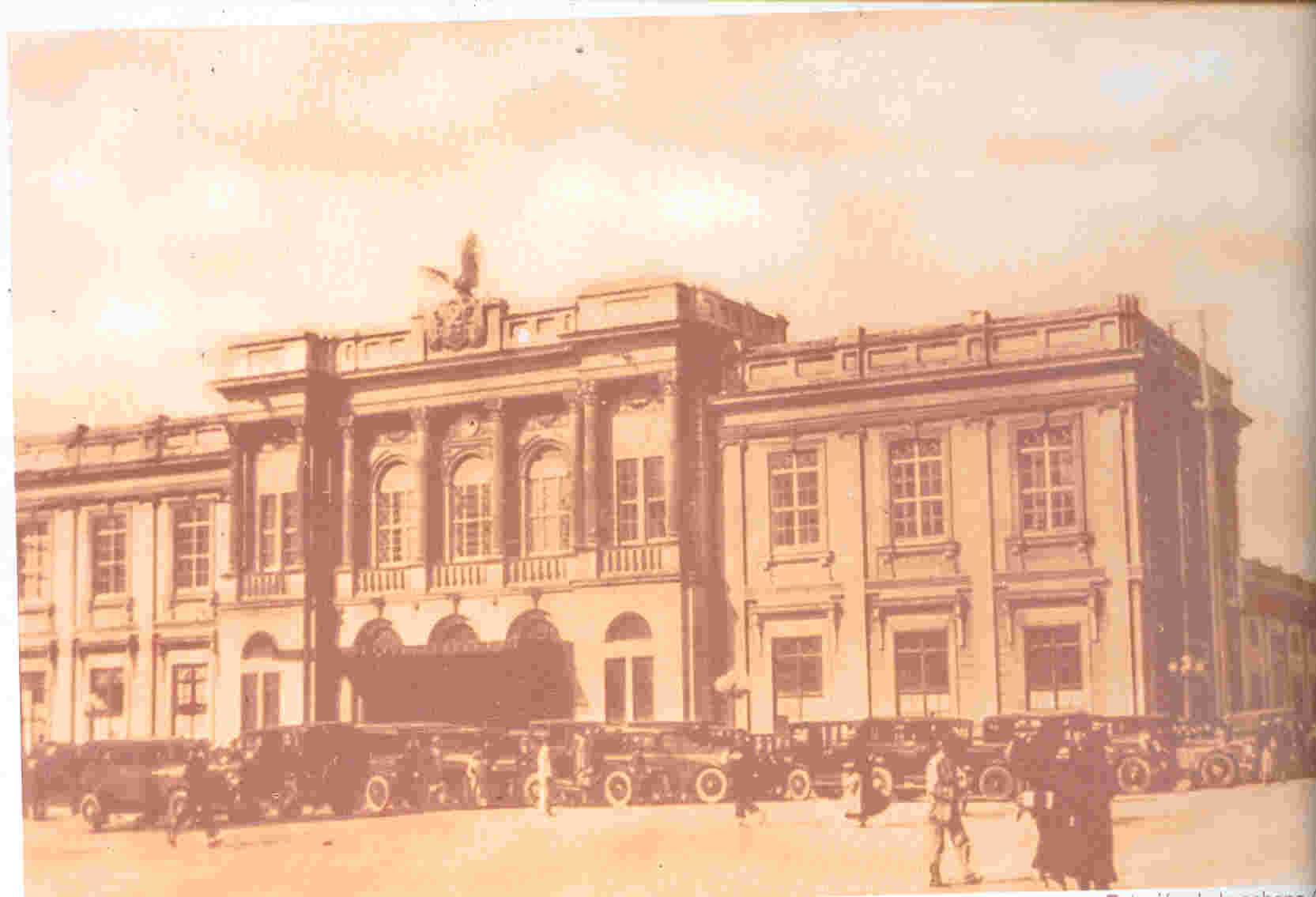
Estació Central del Ferrocarril de la Sabana en 1930.

La ciutat va ser la capital de la Gran Colòmbia fins a 1830, quan aquest estat es va dissoldre i va donar inici als actuals estats de l'Equador, Veneçuela i Colòmbia (Panamà se separaria el 1903). La història de Colòmbia de la resta d'aquell segle fou un seguit de guerres civils, entre les quals la més transcendental va ser la Guerra dels Mil Dies, en la qual les faccions conservadora i liberal van dessagnar el país al pas del segle xix al segle xx.
El 1876 el Consell de la ciutat va establir la nomenclatura i numeració de calles i carrers, canviant els tradicionals noms dels carrers per números consecutius tal com es pot veure en l'actualitat. Durant l'existència dels Estats Units de Colòmbia (1863 - 1886), Bogotà va rebre el títol de Capital Federal i els seus pocs localita van ser elevats a la categoria de cantons. El 1889 es va estrenar la primera línia del Ferrocarril de Bogotà des de San Victorino fins a Facatativá, que, en acabar el segle xix, ja comptava amb més de 100 km de vies fèrries que permetien, amb els entroncaments, arribar a diferents zones del país, fins i tot al Mar Carib. El 1884 va començar a operar el servei de tramvia de mules (de la Plaza de Bolívar a Chapinero), i el 1910 es va endegar també el sistema de tramvia elèctric, que fins als anys 1940 es va estendre en múltiples línies al voltant de la ciutat i els afores. Junt amb el tren, aquests mitjans de transport van ser els pilars del desenvolupament de la ciutat que el 1912 tenia una població que tot just superava els 120.000 habitants.
En els anys 1920 es va inaugurar a Bogotà el primer aeroport de Llatinoamèrica i es va iniciar el subministrament d'energia elèctrica ininterromput a la ciutat, amb la construcció d'una central elèctrica al Salto del Tequendama que encara és activa. A partir de la dècada següent es van realitzar els primers projectes urbanístics amb motiu del quart centenari de la fundació de la ciutat: complex urbanístic al barri de Teusaquillo, la Ciutat Universitària, el Parc Nacional «Enrique Olaya Herrera» i l'Estadi Nemesio Camacho El Campín. Tanmateix, aquest creixement es va veure deturat després de la mort de Jorge Eliécer Gaitán el 9 d'abril de 1948, que va ser seguida per la destrucció i el saqueig de part de la ciutat, en l'esdeveniment conegut com el bogotazo. Una de les conseqüències va ser que les famílies benestants, que fins aleshores s'estaven majoritàriament el centre de la ciutat, es van anar desplaçant gradualment a altres sectors com ara Chapinero i Chicó, i fins i tot a pobles properes com Usaquén i Suba.
Durant la IX Conferència Panamericana realitzada a la ciutat el 1948, es va firmar el Pacte de Bogotà que va generar la creació de l'Organització dels Estats Americans (OEA). La dictadura militar que hi va haver al mig dels anys 1950, dirigida pel General Gustavo Rojas Pinilla, va contribuir al desenvolupament de la ciutat, gràcies a la construcció de l'Autopista Norte, del nou Aeroport Internacional El Dorado i la reconstrucció de l'Avenida que l'unia al centre de la ciutat (Calle 26) i el Centre Internacional de Bogotà, no gaire lluny d'on feia pocs anys que s'havia inaugurat l'Hotel Tequendama. El 1961, es va construir el barri Ciutat Kennedy com a part de l'Aliança per al Progrés, liderada pel govern nord-americà.
Diversos fets s'han desenvolupat a la ciutat en el marc del Conflicte Armat a Colòmbia iniciat en els anys 1960. Entre els més transcendentals es poden assenyalar: la Presa de l'Ambaixada de la República Dominicana, l'Assalt Al Cantón Norte, la Presa del Palau de Justícia, l'Atac Terrorista contra el Club El Nogal, així com l'Atemptat a l'edifici del DAS perpetrat pel narcotràfic.
A partir del primer mandat d'Antanas Mockus com a alcalde major el 1994, la ciutat ha experimentat importants canvis. S'ha desenvolupat el sistema de transport TransMilenio i s'ha recuperat de l'espai per als vianants, a la qual cal afegir la construcció d'una xarxa de biblioteques públiques i una xarxa de carrils-bici. A més d'això, es van introduir mesures que limiten l'ús del vehicle privat, com ara el Pico y Placa, l'Hora zanahoria i programes socials, que inclouen la creació de menjadors comunitaris i l'ampliació de la cobertura educativa per a la població de baixos recursos.
Malgrat estar allunyada dels principals actes terroristes i de la guerra que es viu al país, Bogotà ha estat colpejada diverses vegades per atemptats amb bombes. L'últim atemptat (que no va provocar ferits, però sí danys materials), fou perpetrat el 12 d'agost del 2010 contra l'emissora Radio Caracol. Tanmateix, la seguretat de la ciutat, a hores d'ara, és força millor que fa uns anys.

## Geografia

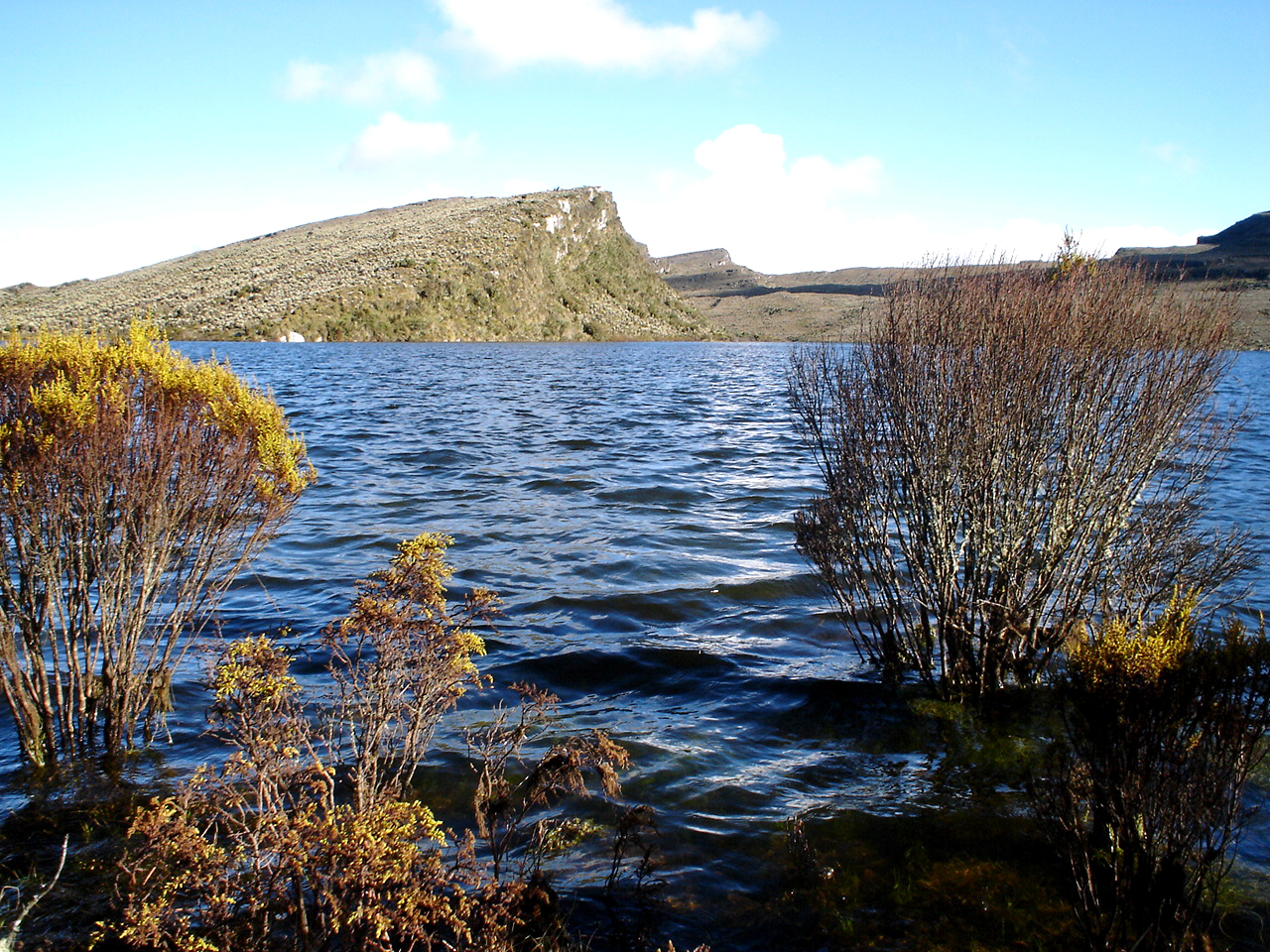
Llacuna Chisacá al Páramo de Sumapaz, Districte Capital.

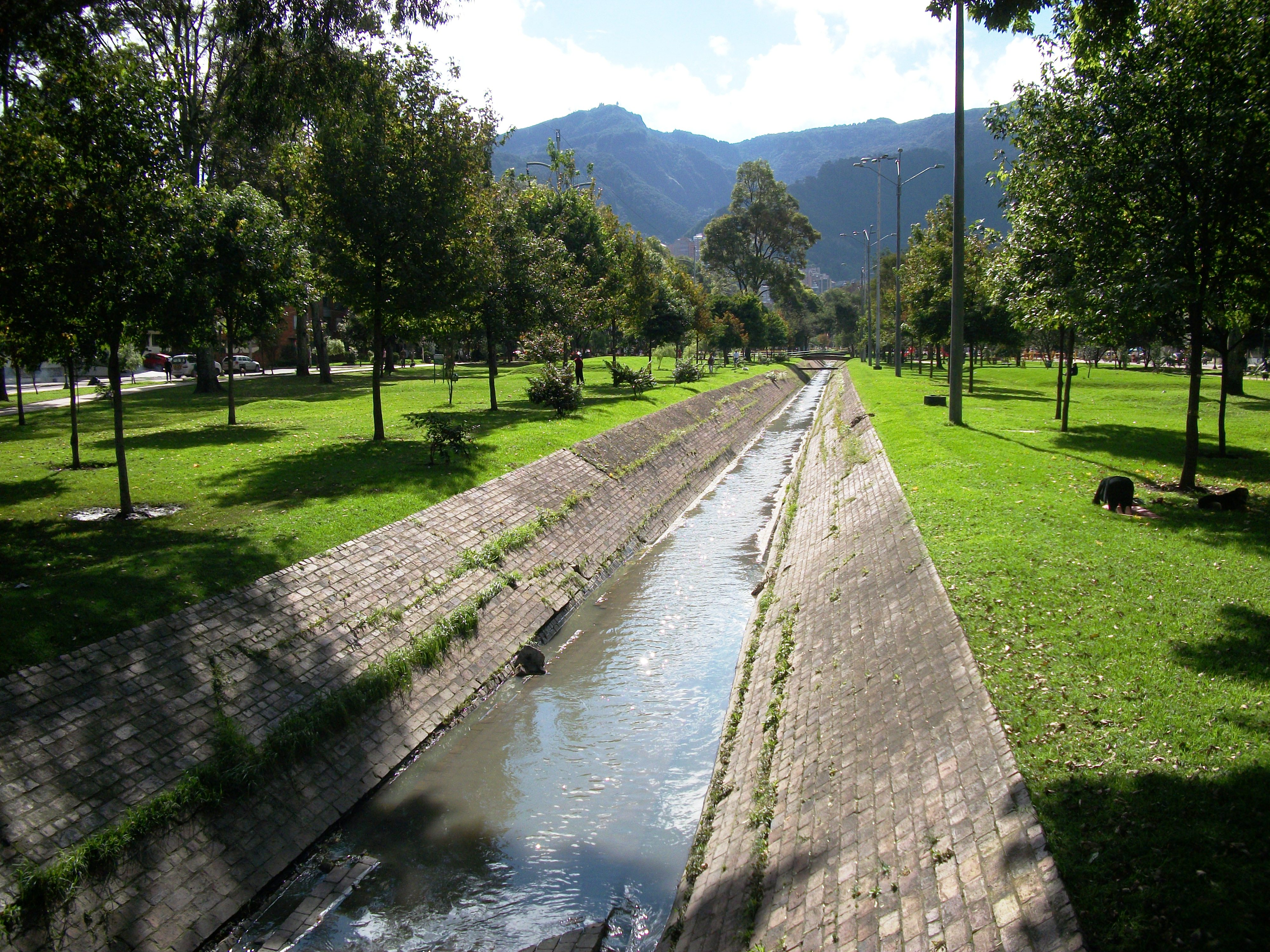
Canal del Parc El Virrey.

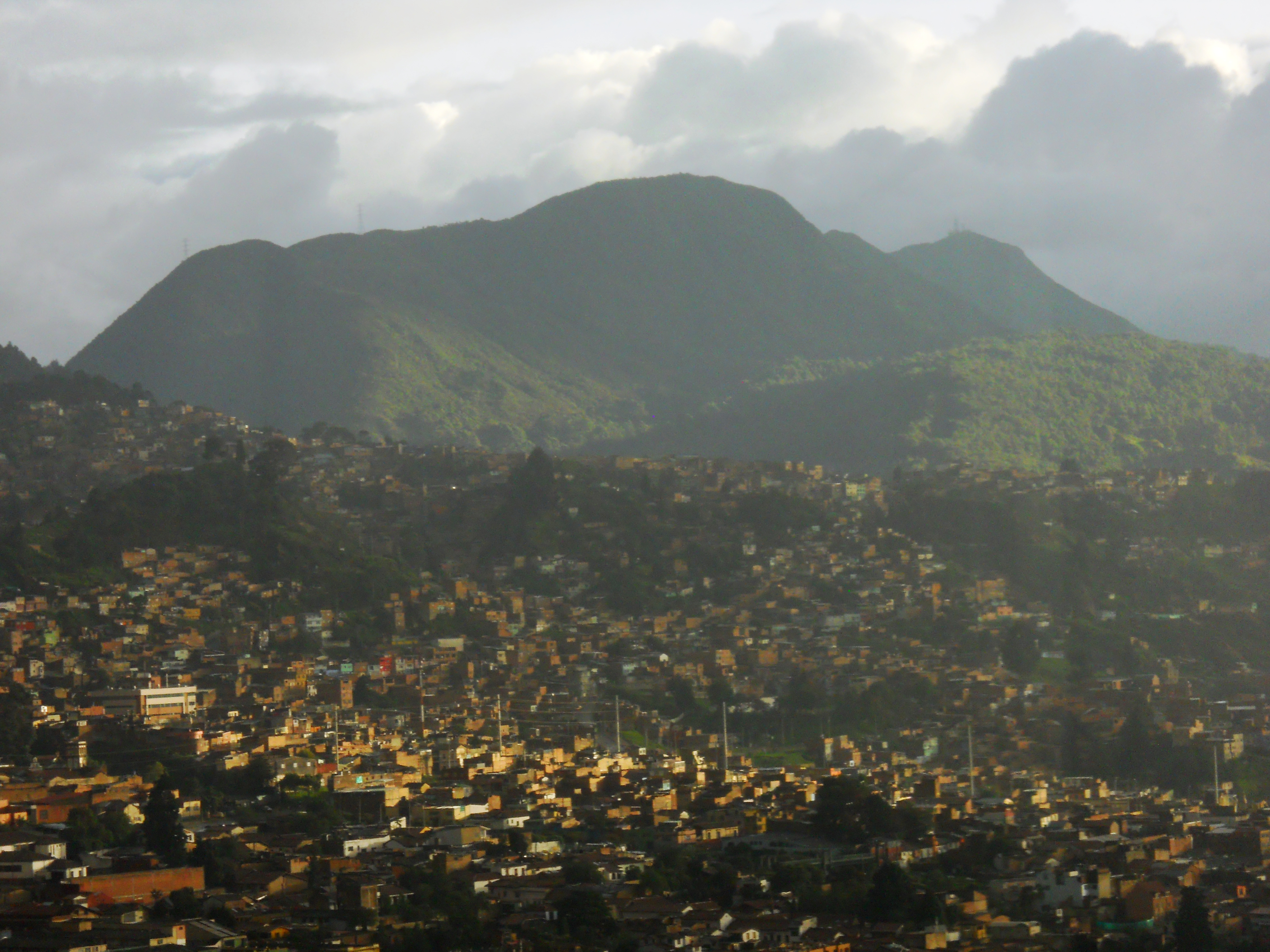
Zona sud dels turons orientals de la ciutat.

La ciutat capital és a la Sabana de Bogotà, sobre l'altiplà cundiboyacense, una plana d'altitud situada a una mitjana a 2630 msnm encara que les zones muntanyoses del districte arriben a 3.250 msnm, la qual cosa en fa la metròpoli més alta del món i la tercera capital després de Quito i La Paz. Té una àrea total de 1776 km² i una àrea urbana de 307 km². El territori on s'assenta la ciutat va ser antigament un llac. D'això testimonien els aiguamolls que cobreixen alguns sectors no urbanitzats de la Sabana i a la localitat de Suba. A l'arribada dels primers conquistadors el territori estava cobert de pantans.
Bogotà limita al sud amb els departaments del Meta i de l'Huila, al nord amb el municipi de Chía, a l'oest amb el riu Bogotà i els municipis de Cabrera, Cota, Funza, Mosquera, Pasca, San Bernardo, Sibaté, Soacha i Venecia del departament de Cundinamarca. Per l'est arriba fins als turons orientals i els municipis de La Calera, Chipaque, Choachí, Gutiérrez, Ubaque, Une. Està delimitada per un sistema muntanyós en el qual es destaquen els bescolls de Monserrate (3152 msnm) i Guadalupe (3250 msnm) a l'orient de la ciutat. Es troba comunicada amb el bescoll de Monserrate a través dels serveis de transport de telefèric i funicular.
El riu més extens és el Bogotà, que des de diverses dècades presenta alts nivells de contaminació; per aquest motiu, el govern de la ciutat ha liderat diversos projectes de descontaminació. Altres rius importants són el riu Tunjuelo, que discorre pel sud de la ciutat, el San Francisco, Fucha, el Juan Amarillo o Salitre, els quals desemboquen, al seu torn, en el Bogotà.
La zona de la ciutat correspon a la placa tectònica sud-americana i presenta una important activitat sísmica, causa dels terratrèmols que ha sofert durant la història, registrats el 1785, 1827, 1917 i 1948. Aquests dos últims, sumats a diversos incendis, van destruir gran part de la zona colonial de l'antiga Santafé.
A més, tot i que encara continuen sent municipis pertanyents al departament de Cundinamarca, les poblacions de Soacha, Zipaquirá, Facatativá, Chía, Mosquera, Madrid, Funza, Cajicá, Sibaté, Tocancipá, La Calera, Sopó, Tabio, Tenjo, Gachancipá i Bojacá conformen l'Àrea Metropolitana de Bogotà.
Hi són integrats a més, conurbats al seu territori (és a dir sense peatges), Soacha i Sibaté fins a l'arribada a les cascades del Salto de Tequendama i el Zoològic de Santa Cruz en el peatge Chusacá cas de la part sud. En la part nord fins al Puente del Común en el límit amb Chía. A l'occident fins al peatge Siberia absorbint el Parc Metropolità La Florida i part de Cota. A l'orient hi ha La Calera.

## Clima

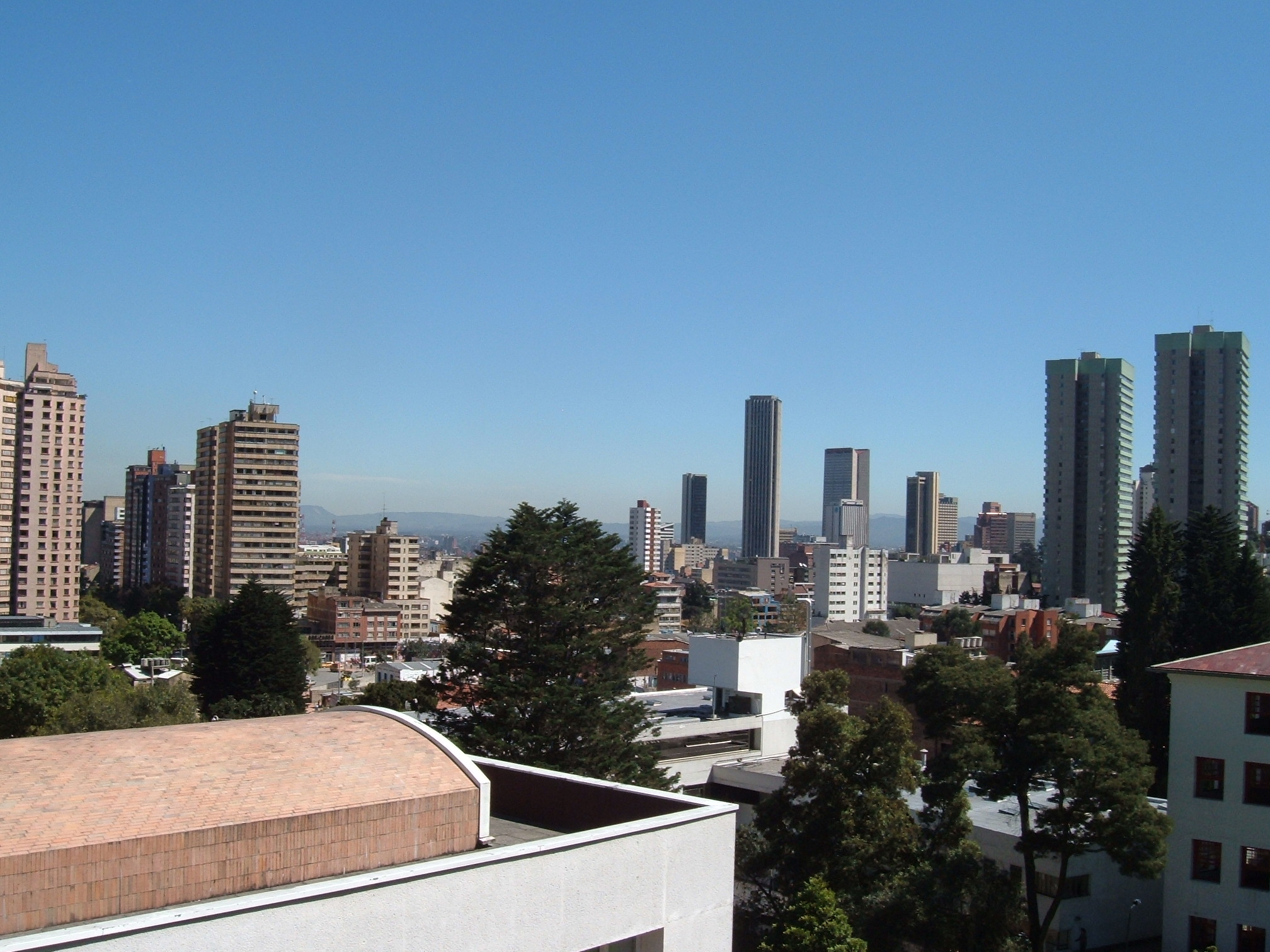
La ciutat de Bogotà en un dia assolellat.

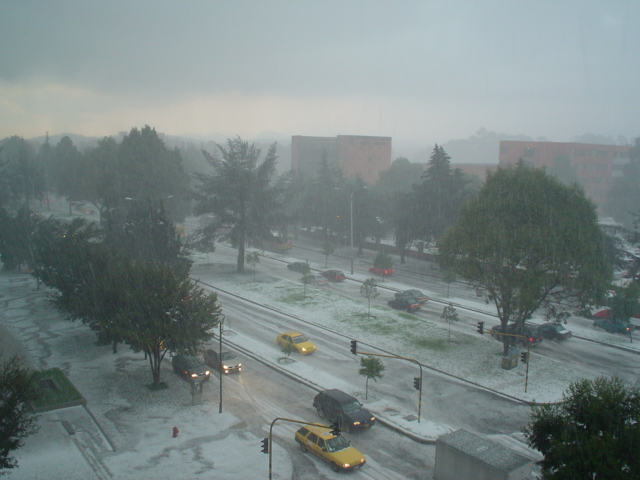
Calamarsada ocorreguda el 3 de març del 2006.

A causa de la gran altitud, Bogotà té un clima temperat; per la baixa latitud presenta una escassa oscil·lació tèrmica al llarg de l'any. Les temperatures regularment oscil·len entre els entre els 6 i els 24 °C, amb una mitjana anual de 15 °C.
Les pluges són abundants de març a maig i d'octubre a novembre, coincidint gairebé amb els equinoccis de primavera i tardor, respectivament, a causa que el sol creua per la línia equatorial i la radiació solar és major, la qual cosa augmenta la calor a la selva i afavoreix la formació de tempestes a la serralada.
En contrast amb això, les temporades més seques de l'any són entre gener i febrer i de juliol a agost. La boira és el fenomen meteorològic més comú: hi ha 220 dies boirosos per any.
La calamarsa és un fenomen poc freqüent,. S'esdevé de mitjana tres vegades l'any - entre 1939 i 2008 se n'han registrat 231. Les tempestes de calamarsa es produeixen en hores de la tarda durant les temporades de pluges, quan es desenvolupa molt ràpidament cel·les de núvols cumulonimbes que faciliten la formació de tornados; també causen un notable descens de temperatura a les zones afectades, algunes vegades dràstics; la temperatura arriba a baixar fins a vint graus en menys d'una hora.
La temperatures extremes registrades dins dels límits del Districte Capital han estat de 30.0 °C i −7.1 °C, ambdós registres procedents de l'estació meteorològica de l'Aeroport de Guaymaral.
| Mes                                                                        | gen         | febr        | març        | abr         | maig        | juny        | jul         | ag          | set         | oct         | nov         | des         | anual         |
| -------------------------------------------------------------------------- | ----------- | ----------- | ----------- | ----------- | ----------- | ----------- | ----------- | ----------- | ----------- | ----------- | ----------- | ----------- | ------------- |
| Màxima rècord °C (°F)                                                      | 26.4 (79.5) | 25.2 (77.4) | 26.6 (79.9) | 24.4 (75.9) | 25.0 (77)   | 28.6 (83.5) | 25.0 (77)   | 23.3 (73.9) | 26.0 (78.8) | 25.1 (77.2) | 25.6 (78.1) | 24.4 (75.9) | 28.6 (83.5)   |
| Màxima mitjana °C (°F)                                                     | 20.2 (68.4) | 20.3 (68.5) | 19.4 (66.9) | 20.1 (68.2) | 19.0 (66.2) | 19.2 (66.6) | 18.6 (65.5) | 18.8 (65.8) | 19.2 (66.6) | 19.5 (67.1) | 19.6 (67.3) | 19.9 (67.8) | 19.6 (67.3)   |
| Mitjana diària °C (°F)                                                     | 14.3 (57.7) | 14.5 (58.1) | 14.9 (58.8) | 14.9 (58.8) | 15.0 (59)   | 14.5 (58.1) | 14.6 (58.3) | 14.1 (57.4) | 14.3 (57.7) | 14.3 (57.7) | 14.4 (57.9) | 14.6 (58.3) | 14.4 (57.9)   |
| Mínima mitjana °C (°F)                                                     | 7.6 (45.7)  | 8.4 (47.1)  | 9.5 (49.1)  | 9.7 (49.5)  | 9.7 (49.5)  | 9.5 (49.1)  | 9.2 (48.6)  | 8.9 (48)    | 8.7 (47.7)  | 9.0 (48.2)  | 9.2 (48.6)  | 8.0 (46.4)  | 9.0 (48.2)    |
| Mínima rècord °C (°F)                                                      | −1.5 (29.3) | −5.2 (22.6) | −0.4 (31.3) | 0.2 (32.4)  | 0.2 (32.4)  | 1.1 (34)    | 0.4 (32.7)  | 0.4 (32.7)  | 0.3 (32.5)  | 1.8 (35.2)  | 0.5 (32.9)  | −1.1 (30)   | −5.2 (22.6)   |
| Precipitació mitjana mm (polzades)                                         | 50 (1.97)   | 68 (2.68)   | 91 (3.58)   | 135 (5.31)  | 120 (4.72)  | 54 (2.13)   | 35 (1.38)   | 45 (1.77)   | 70 (2.76)   | 137 (5.39)  | 127 (5)     | 81 (3.19)   | 1.012 (39,84) |
| Mitjana de dies de pluja (≥ 1 mm)                                          | 9           | 12          | 14          | 18          | 19          | 17          | 15          | 14          | 16          | 21          | 16          | 11          | 181           |
| Humitat relativa mitjana (%)                                               | 75          | 76          | 75          | 77          | 77          | 75          | 74          | 74          | 75          | 76          | 77          | 76          | 76            |
| Mitjana mensual d'hores de sol                                             | 156         | 128         | 107         | 88          | 83          | 94          | 114         | 117         | 109         | 96          | 103         | 138         | 1.328         |
| Font: Instituto de Hidrología, Meteorología y Estudios Ambientales (IDEAM) |             |             |             |             |             |             |             |             |             |             |             |             |               |

## Demografia

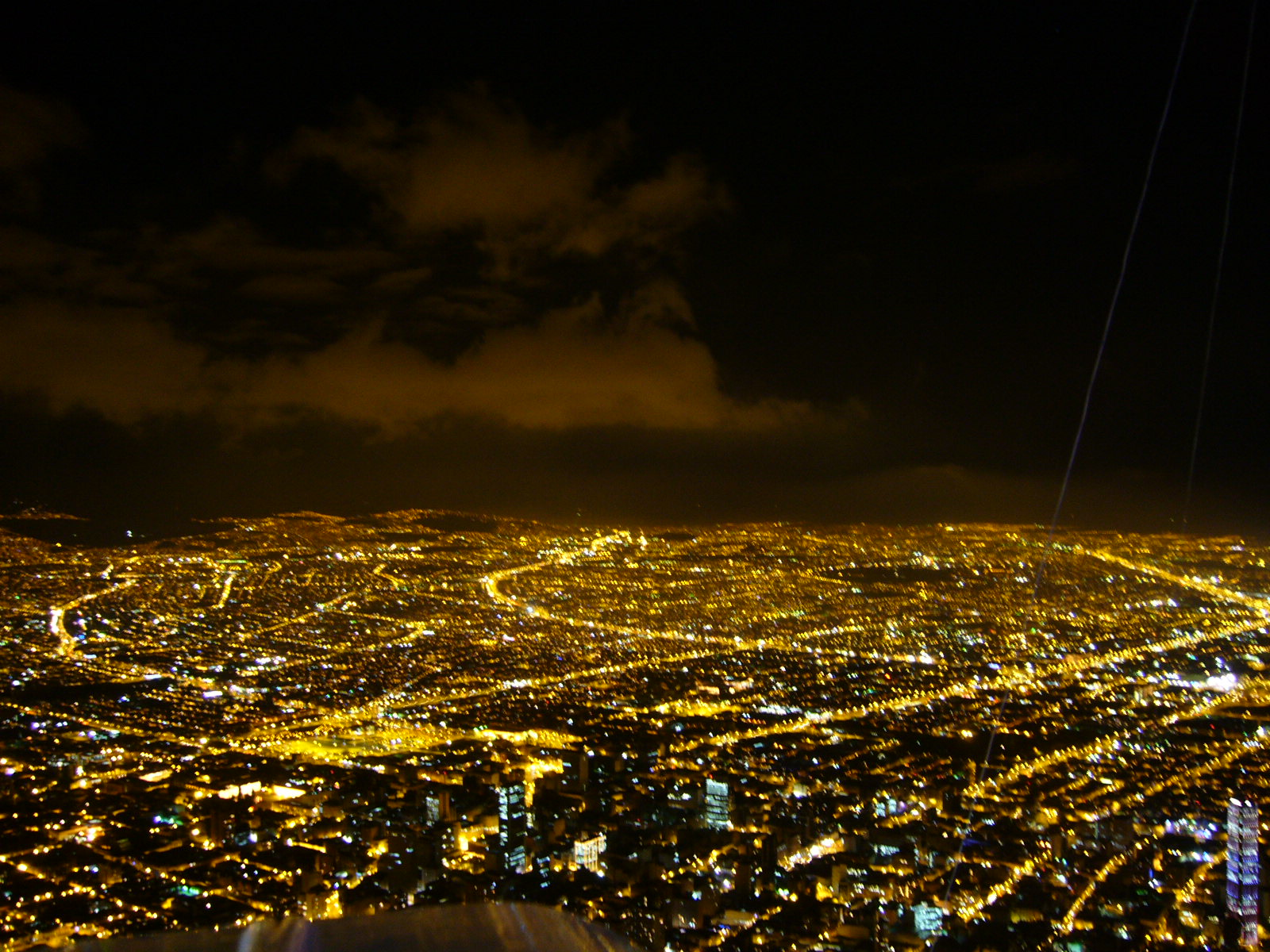
Bogotà és la ciutat més poblada de Colòmbia i una de les més poblades a Amèrica Llatina.

Segons xifres del DANE, l'any 2010 Bogotà tenia 7.363.782 habitants i 7.347.795 en l'àrea metropolitana, amb una densitat de població d'aproximadament 4.146 habitants per quilòmetre quadrat. Tan sols 15.987 habitants viuen a la zona rural del Districte Capital. Els 47,8% de la població són homes i el 52,2%dones. La ciutat compta amb la taxa d'analfabetisme més baixa del país amb tan sols 3,4% en la població major de cinc anys.
És la major aglomeració de persones del país; supera per més del 21% a la segona a nivell nacional: tot el departament d'Antioquia inclosa la capital Medellín (6.065.846 hab).
Els serveis públics tenen una alta cobertura: un 99,4% dels habitatges compta amb servei d'energia elèctrica, mentre que un 98,6% té subministrament d'aigua i un 87,8% de comunicació telefònica. No obstant això, segons la missió per al disseny d'una estratègia per a la reducció de la pobresa i la desigualtat, el 2005 la ciutat tenia un 28,5% de pobres o persones que viuen amb l'equivalent de menys de dos dòlars americans al dia).
A Bogotà, igual com en tota la resta del país, el procés d'urbanització accelerat no es deu exclusivament a la industrialització, ja que existeixen unes complexes raons polítiques i socials com la pobresa i la violència, les quals han motivat la migració del camp a la ciutat al llarg del segle xx, i han determinat un creixement exponencial de la població a les zones urbanes i l'establiment de cinturons de misèria als afores.
Un exemple d'això és el nombre de desplaçats que han arribat a Bogotà. Segons la consultoria per als Drets Humans, Codhes, en el període 1999-2005 van arribar a Bogotà més de 260.000 persones com a resultat de desplaçaments, aproximadament el 3,8% del total de la població de Bogotà. Les localitats on es concentren la majoria de la població desplaçada són: Ciutat Bolívar, Kennedy, Bosa i Usme.

### Ordre social
Els últims governants de la ciutat han realitzat campanyes dirigides a la ciutadania per a reduir l'alt índex de delinqüència. D'acord amb un informe oficial de la Inspecció de Districte, en els últims deu anys s'ha passat de 89,4 morts violentes per cada 100.000 habitants el 1996, a 37,9 el 2005, una reducció del 57,6%, tenint en compte que en el mateix període la població va augmentar d'un quart. D'aquestes morts violentes, segons aquest informe, un 62,8% van ser homicidis, mentre que el 20,5% van ser causades per accidents de trànsit; a més es revela que un 85,1% de les víctimes van ser homes i un 14,9% dones. Malgrat això presenta nivells de delinqüència menors als d'altres grans capitals del món.

## Organització politicoadministrativa

### Creació del Districte

Districte Federal de Bogotà el 1861, sobreposat a l'actual Districte Capital de Bogotà.

El primer districte entorn de la capital del país va ser el Districte Federal de Bogotà, creat el 23 de juny de 1861 per tal que la ciutat fos residència del govern federal del que eren llavors els Estats Units de Colòmbia. En aquell temps, els límits del districte eren els rius Arzobispo pel nord, Fucha pel sud, Bogotá per l'oest i els Turons Orientals per l'est. Tanmateix va ser suprimit el 1864 i el territori fou tornat al que era aleshores Estat Sobirà de Cundinamarca.
El 1905, per la llei número 17 de l'11 d'abril, es va reorganitzar completament la divisió territorial de Colòmbia. Es va crear novament el districte amb el nom de Districte Capital de Bogotà. Tal divisió va ser derogada el 1910; el districte va deixar d'existir i Bogotà es va convertir de nou en municipi de Cundinamarca.

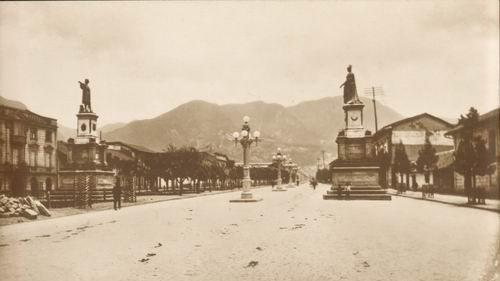
El monument a Colom a l'actual Carrer 13, en una imatge dels anys 20.

El Decret Legislatiu 3640 del 17 de desembre de 1954 va crear el Districte Especial de Bogotà aprovat pel president Gustavo Rojas Pinilla, que va entrar en vigor l'1 de gener de 1955. Mitjançant l'Ordenança Número 7 del Consell Administratiu de Cundinamarca se li van annexar els municipis cundinamarquesos veïns a Bosa, Engativá, Fontibón, Suba, Usme i Usaquén, així com part de la Colònia Agrícola de Sumapaz. Aquestes localitats van conservar part de llur antiga autonomia, fins que els anys següents van néixer les alcaldies locals, entre elles el mas de Chapinero que es va constituir com la primera alcaldia menor de la ciutat, i fou seguida el 1964 per Puente Aranda i 1967 per Ciudad Kennedy. Cinc anys més tard es va dividir el districte en 16 alcaldies menors, incloent-hi els municipis annexos. Es van crear noves alcaldies en els tres tradicionals sectors del centre: Santafé, Teusaquillo y Los Mártires; los Barrios Unidos del Norte, Antonio Nariño, San Cristóbal i Tunjuelito, segregada d'Usme. El 1977 es va crear l'alcaldia menor de La Candelaria, i el 1983, a causa del caos generat per les invasions al sud, el govern va disposar el pla Ciudad Bolívar i aquesta va passar a ser una altra localitat més de la ciutat.
Amb la Constitució de Colòmbia de 1991, el Districte Especial va esdevenir Districte Capital, les zones es van elevar a localitats, i el Districte es va dividir en vint localitats, incloent-hi ara la localitat de Rafael Uribe Uribe, segregada de la d'Antonio Nariño.

### Administració de Bogotá DC

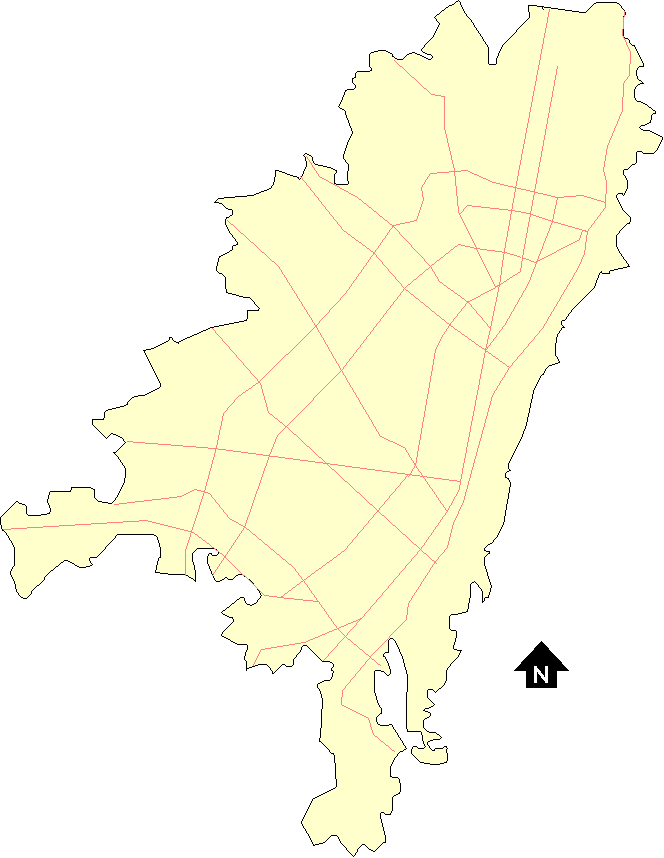
Àrea urbana de Bogotà DC

Bogotà DC està conformada per l'àrea urbana i l'àrea rural. Equival a un departament, una divisió territorial de primer ordre a Colòmbia i, per tant, gaudeix dels mateixos atributs que la legislació les atorga.
El Consell de Bogotà té atribucions legislatives (tot i que emet acords i no pas lleis) i és l'encarregat del control polític de l'administració del districte. Està compost per 45 regidors representatius de les vint localitats, els quals són elegits cada quatre anys; de la mateixa forma, compta amb secretaries de districte (salut, mobilitat, educació, entre d'altres) i un departament que s'ocupa dels afers mediambientals (Departament Tècnic Administratiu del Medi Ambient - DAMA).
El poder judicial compren diferents jutges i magistrats. Pel fet de ser la capital, hi ha totes les jerarquies jurisdiccionals: a nivell nacional, la Cort Suprema de Justícia, El Consell d'Estat, la Cort Constitucional i el Consell Superior de la Judicatura; a nivell de districte, el Tribunal Superior de Bogotà amb les diferents Sales de Decisió, el qual està compost per noura: Sala de decisió Civil, Agrària i de Família, Sala de decisió Laboral, Sala de decisió Penal i Sala de decisió Administrativa. Finalment al nivell bàsic hi ha els Jutjats de Circuit i els Municipals en les seves diferents especialitats (Civil, Penal, Laboral, etc.).

#### Alcalde
L'Alcalde Major de Bogotà DC és el cap de govern i de l'administració del Districte capital, i el representa legalment, judicialment i extrajudicialment. És considerat el segon càrrec més important del país, després del President de la República. El càrrec és elegit per un període de quatre anys. A més cada una de les localitats té un alcalde local, nomenat per l'alcalde major del Districte i sota la supervisió d'aquest, els quals s'encarreguen de coordinar l'acció administrativa del govern de districte a la localitat.
Gustavo Petro, membre del Movimiento Progresistas, elegit el 2011 va ser alcalde major del 1r de gener 2012 fins a la fi de 2015.

### Consell de Districte
El Consell de Districte és la màxima autoritat legislativa de la ciutat i junt amb l'alcalde fan acords, és a dir, normes que vigeixen dins de la ciutat. El càrrec de regidor és elegit per a un període de quatre anys.

### Divisió administrativa

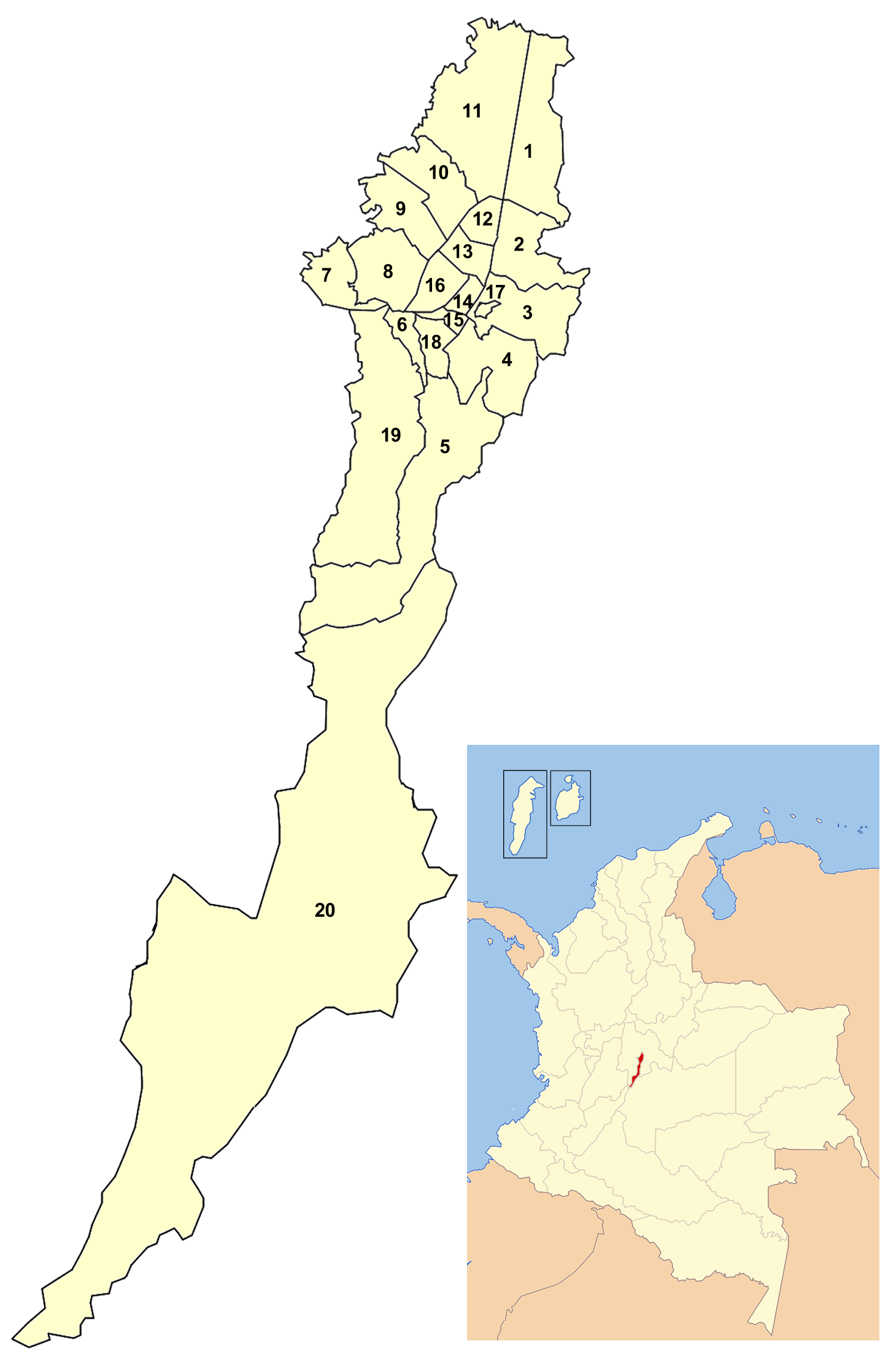
Mapa de les localitats de Bogotà.

El Districte Capital se subdivideix en vint localitats i s'hi grupen més de mil dos-cents barris. Llevat de la localitat de Sumapaz que és àrea rural, les altres formen part del territori urbà.
Cada localitat compta amb una Junta Administradora Local (JAL), integrada per no menys de set ni més d'onze membres, elegits per votació popular per a un període de quatre anys que coincideixen amb el període del Consell de Districte.
Les JAL compleixen funcions relatives als plans i programes de districte de desenvolupament econòmic i social, d'obres públiques, vigilància i control de la prestació dels serveis públics a la seva localitat i les inversions que es facin amb els recursos del Districte Capital, a més d'allò relatiu a la distribució de les partides globals que els assigni el pressupost del districte i, en general, han de vetllar pel compliment de les seves decisions i han de recomanar l'adopció de determinades mesures per part de les autoritats del Districte Capital, a més de promoure la participació ciutadana.
Les localitats són:
| 1. Usaquén 2. Chapinero 3. Santa Fe 4. San Cristóbal 5. Usme | 1. Tunjuelito 2. Bosa 3. Kennedy 4. Fontibón 5. Engativá | 1. Suba 2. Barrios Unidos 3. Teusaquillo 4. Los Mártires 5. Antonio Nariño | 1. Puente Aranda 2. La Candelaria (Centre històric) 3. Rafael Uribe Uribe 4. Ciudad Bolívar 5. Sumapaz |

Les localitats se subdivideixen al seu torn en Unitats de Planejament Zonal (UPZ), i aquestes agrupen diversos barris i en la part rural, veredas.

## Economia

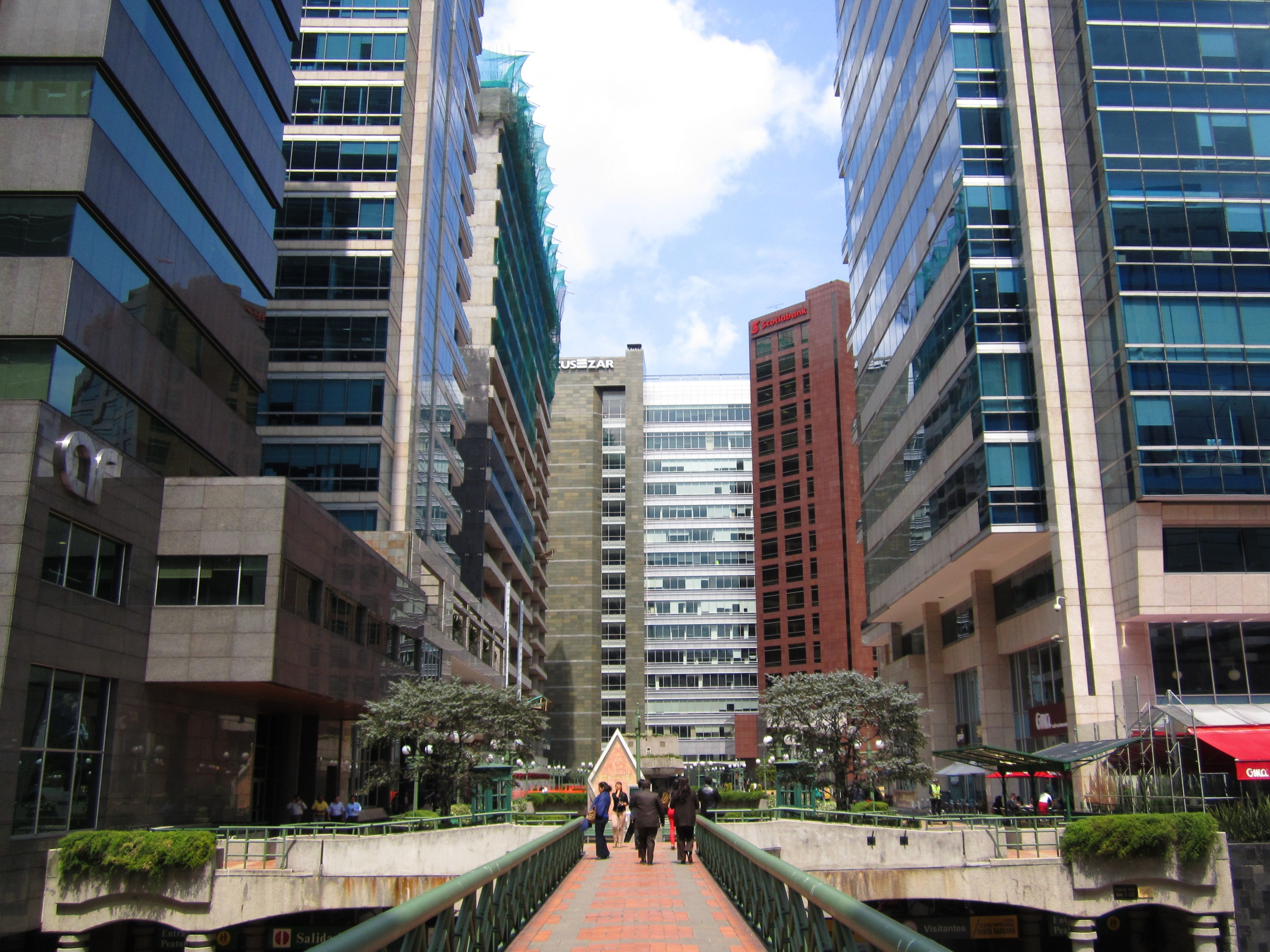
Centre Empresarial Santa Bàrbara

Bogotà és el principal centre econòmic de Colòmbia; allà convergeixen la majoria de capitals provinents de les altres ciutats en ser el focus del comerç del país a causa de la seva gran població. Rep inversors de tota Colòmbia i d'altres llocs del món. Així mateix, en 2008 la ciutat es va situar com a quart centre financer més influent d'Amèrica Llatina.

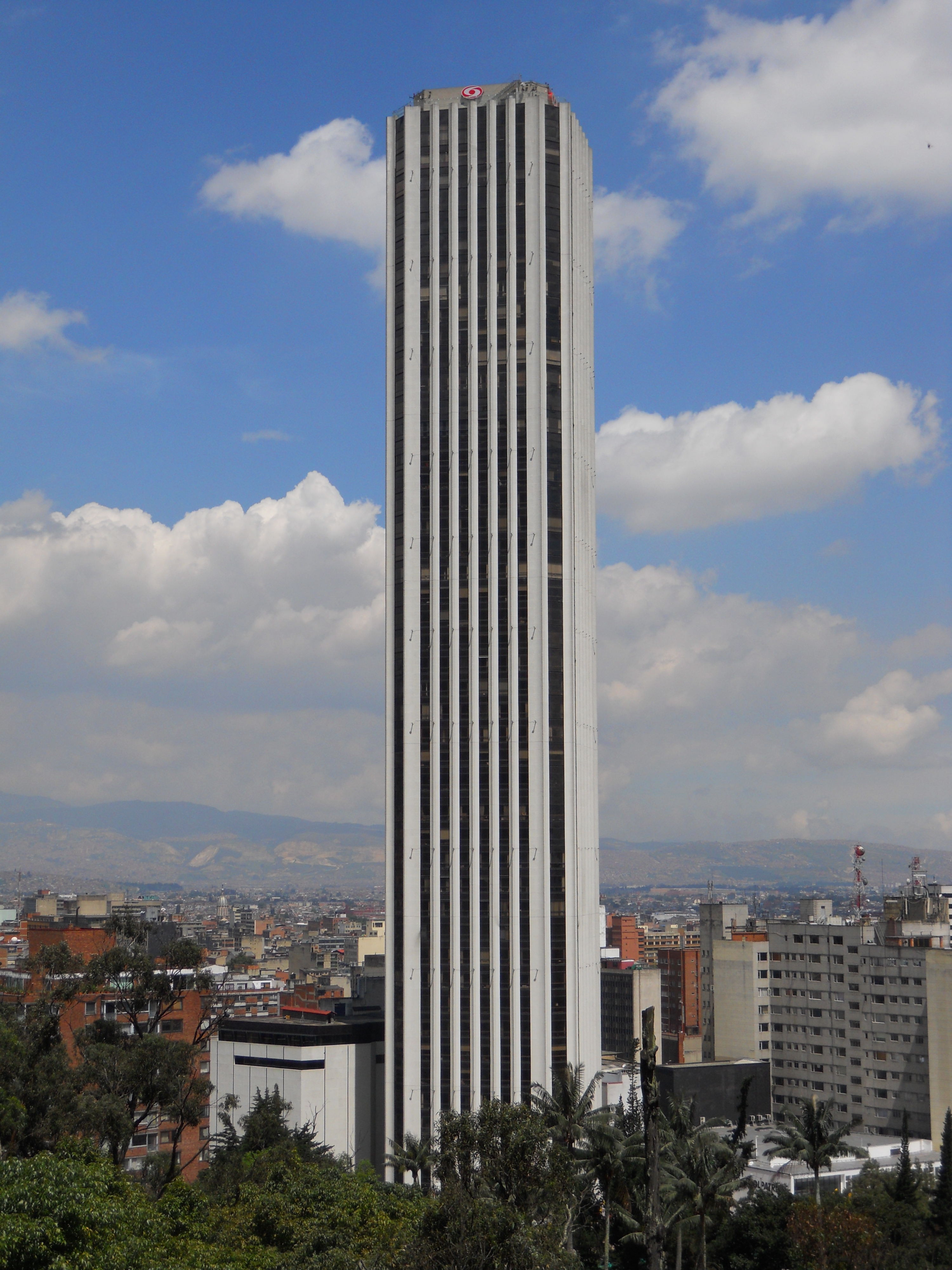
La Torre Colpatria, l'edifici més alt de la ciutat i el tercer de Sud-amèrica.

En el període 2003-2006, el PIB comercial (producte interiur brut) de Bogotà va créixer un 10,3% anual, i representa el 25,3% del PIB comercial nacional. En ell s'hi compten els actius provinents de la inversió de les altres ciutats del país a la ciutat i el de moltes empreses multinacionals; i és més alt que el PIB de l'Uruguai. No obstant això, la taxa de desocupació assoleix un 9,8% i hi ha una subocupació del 29,7 per cent. D'altra banda, el cost de vida és inferior a la mitjana de les 40 principals ciutats d'Amèrica Llatina. A més d'això Bogotà es projecta a mitjà termini com una de les destinacions de negocis més importants del món.

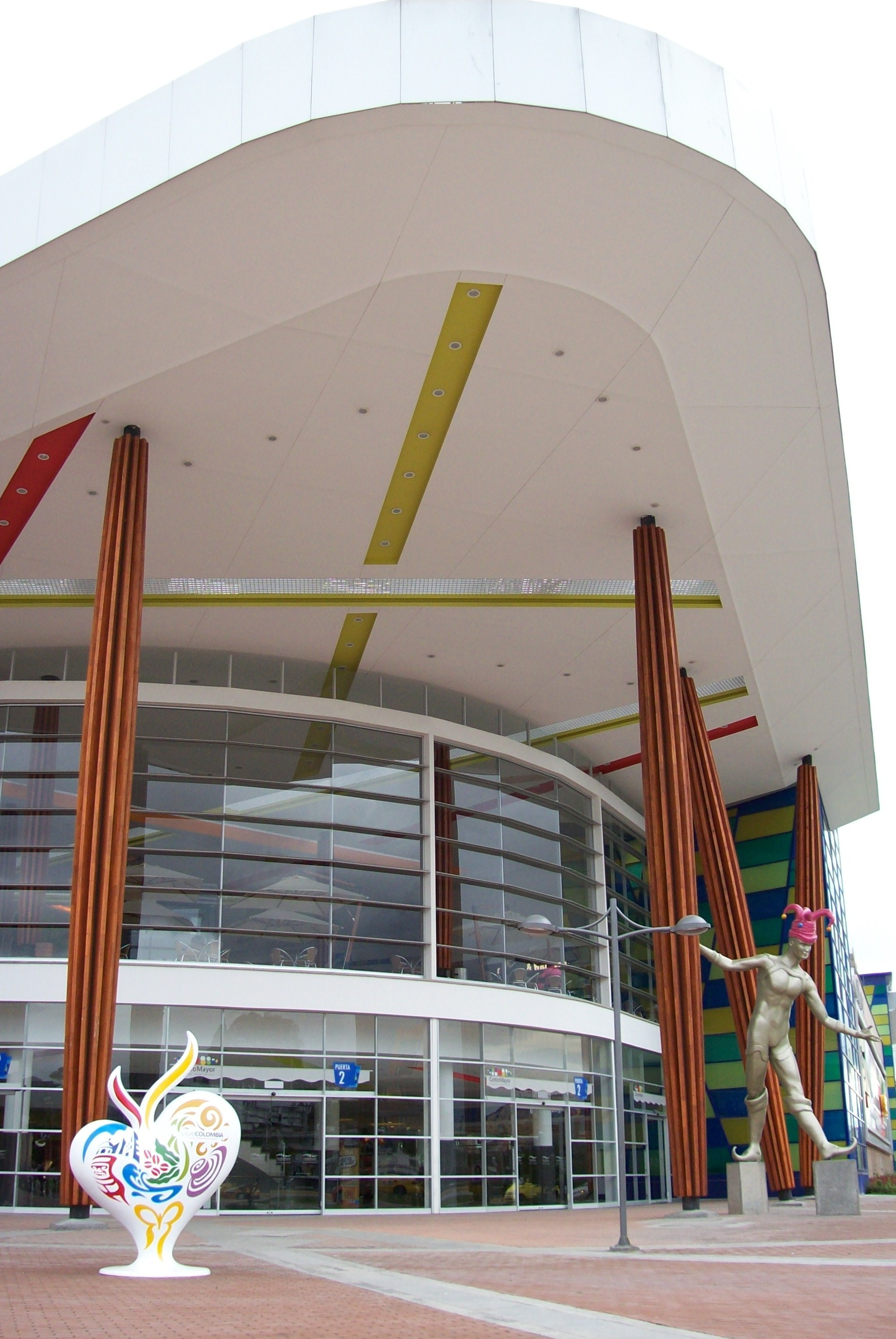
Centre Comercial Centro Mayor.

Bogotà DC va ocupar el sisè lloc entre 50 ciutats d'Amèrica Llatina pels seus estàndards en qualitat de vida, alt potencial per fer negocis, i excel·lents condicions per al desenvolupament professional, segons l'escalafó establert per Amèrica Economia Intelligence. A nivell nacional, la importació de béns de capital ha estat incentivada pel Govern, i ha beneficiat de forma especial Bogotà, que participa amb el 24,4% del total de la indústria nacional (2003). La causa d'això és, en part, la seva ubicació geogràfica, que fa de la ciutat un punt estratègic en termes logístics, ja que el transport de mercaderia cap a altres llocs del país és relativament ràpid. De la mateixa manera es facilita l'abastament de matèries primeres per al sector industrial a la ciutat, per la seva proximitat a regions agrícoles com els Llanos Orientales. Per tot això, diverses companyies multinacionals han establert la seva operació regional allà durant les últimes dècades. Tanmateix, la distància respecte als ports disminueix els avantatges competitius per exportar productes industrials. Per aquesta raó, els serveis (incloent les telecomunicacions i el comerç), estan guanyant participació davant la indústria.
El 2005, els béns de consum van liderar la producció industrial, seguits pels béns intermedis i de capital. De les 248 mil empreses amb què compta Bogotà, el 78% es troben vinculades a activitats de serveis, i contribueixen amb el 76% de l'ocupació i el 79% del PIB. Les localitats en les quals es concentra el major nombre d'establiments industrials són Puente Aranda, Fontibón, Kennedy, Los Mártires, Engativá i Barris Units (en aquest ordre), on es destaquen la indústria alimentària, química, indústria farmacèutica, tèxtil, editorial i mecànica. També el 2005, la localitat amb major productivitat laboral va ser Tunjuelito, seguida per Chapinero i Teusaquillo.
Bogotà és la principal destinació turística del país, la qual cosa té una particular importància si tenim en compte el creixement positiu d'aquest sector a nivell nacional durant anys recents. Un altre sector industrial que ha crescut és el de la construcció, que contribueix directament a reactivar l'activitat econòmica de la capital.
El principal soci comercial internacional de Bogotà el 2003 van ser els Estats Units, seguit per la Unió Europea. La ciutat exporta principalment productes agropecuaris (30%), químics (10%), i tèxtils (7%), i importa material de transport (17%), maquinària excepte elèctrica (17%), i maquinària elèctrica (14%). A més, Bogotà compta amb diverses zones comercials i una creixent quantitat de centres comercials repartits en el seu territori. Els de mida petita, són nombrosos a les zones comercials com Suba i Fontibón.

## Mobilitat a Bogotà

### Transport

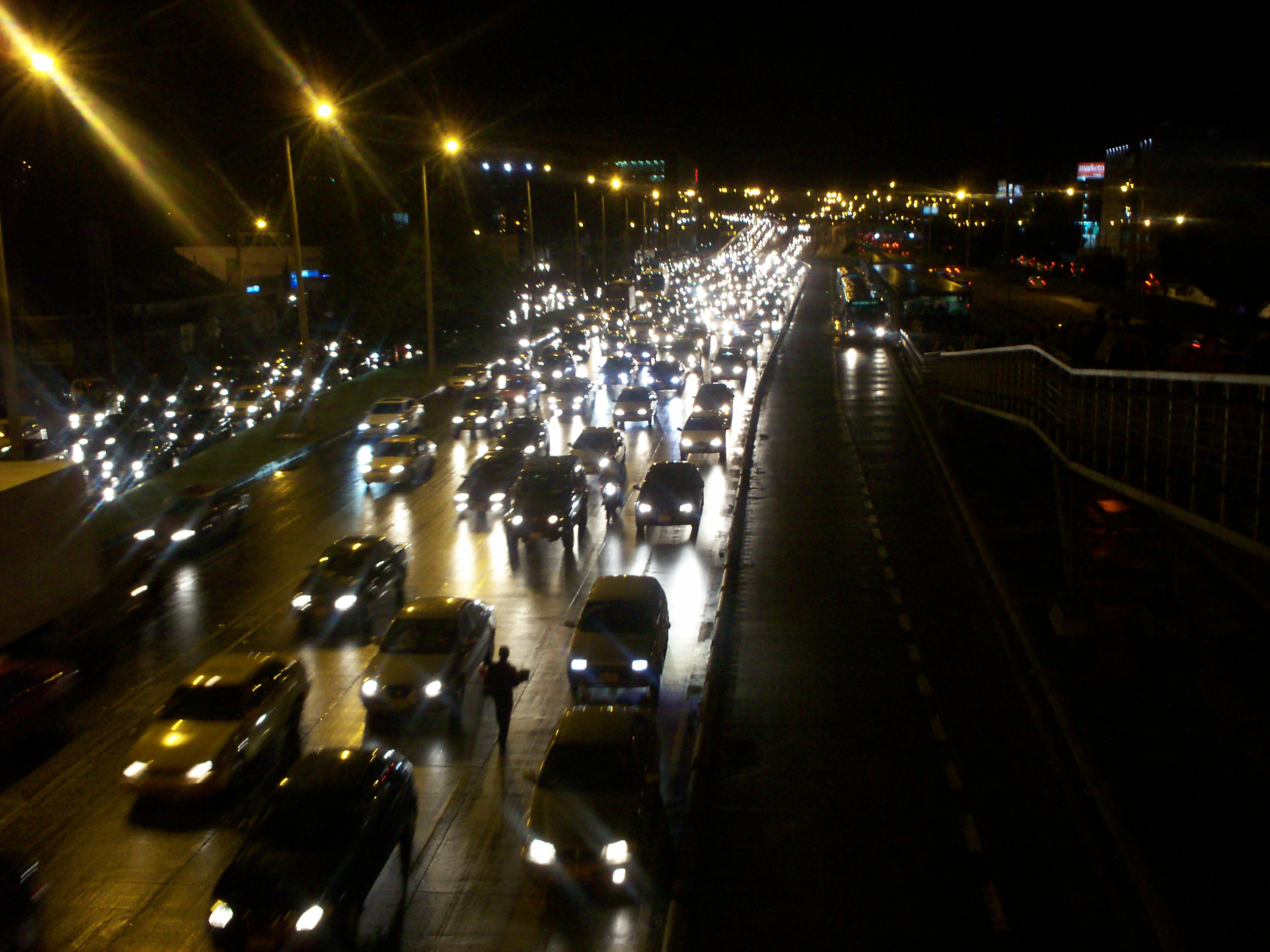
Embús de trànsit en hora punta a l'altura del Carrer 100 amb Autopista Norte.

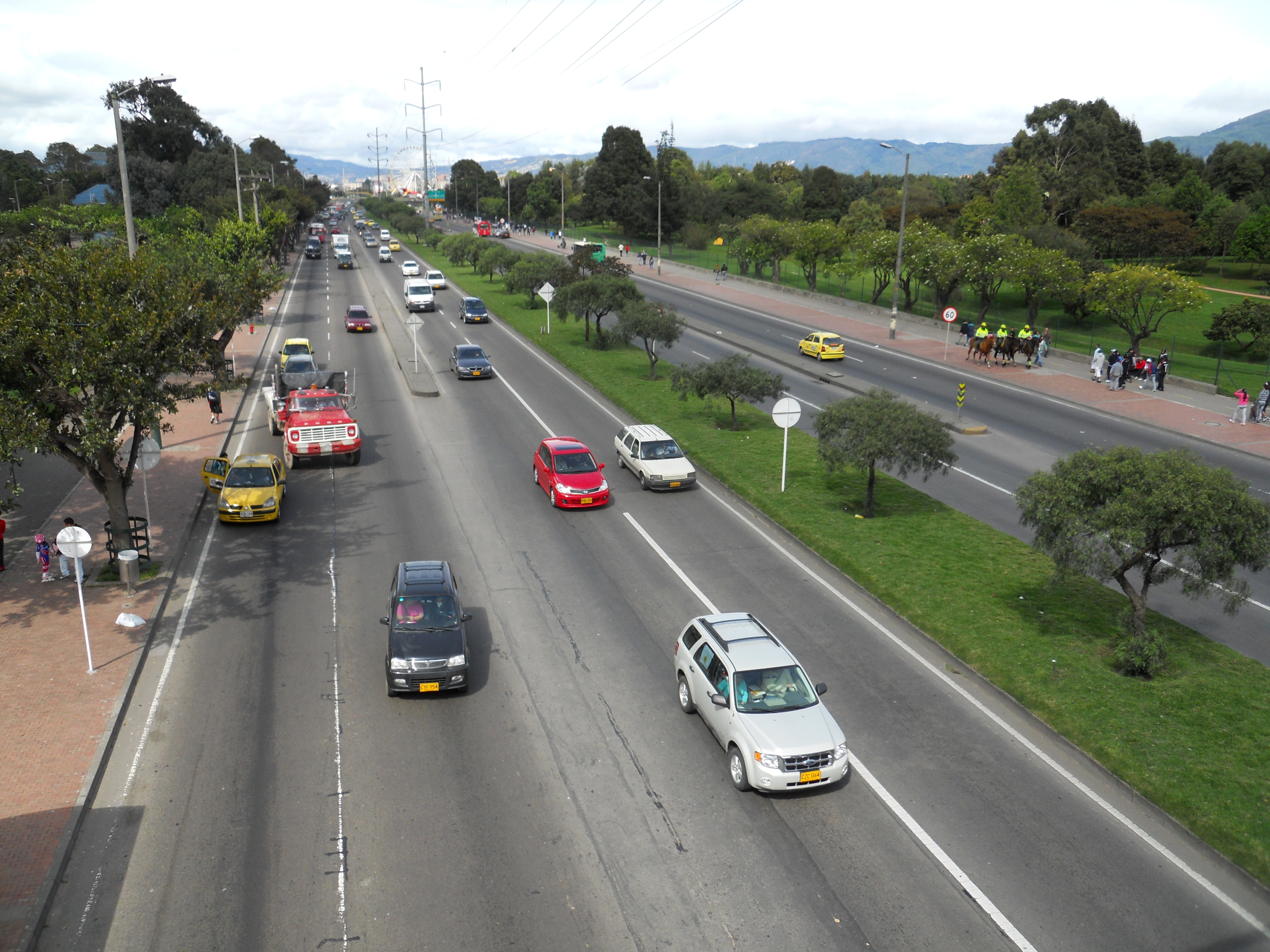
Avenida 68 cap al Parc Simón Bolívar.

A Bogotà es duen a terme més de 13 milions de desplaçaments al dia. La majoria d'aquests viatges es duen a terme en transport públic col·lectiu (tradicional). L'altre sistema de transport públic és el Sistema metropolità de transport massiu TransMilenio. En transport privat, l'automòbil i la motocicleta tenen un paper molt important. El sistema de ciclovies (344 quilòmetres de vies dedicades per a l'ús exclusiu de bicicletes) és un dels més extensos d'Amèrica. Per la seva part, els taxis realitzen prop d'1,1 milions de viatges al dia (vegeu Transport de Bogotà).
Les principals vies terrestres d'accés a la ciutat són l'Autopista Norte i la Norte Quito-Sur, que al costat de la Troncal Calle 13, formen part de la Carretera Panamericana en el tram Simón Bolívar que la uneix amb Caracas, Maracaibo, Quito i Guayaquil. A l'Occident, es troba el Carrer 80, que després del Pont sobre el Riu Bogotà, es converteix en l'Autopista Medellín-Bogotá. També al nord, la Carrer Séptima que després de la Calle 170 es denomina Carretera Central del Norte i serveix com a via alternativa per a l'Autopista Norte. En el suroriente, l'Avinguda Boyacá que empalma amb l'Avinguda Caracas i l'Autopista al Llano, es connecten comunicant la ciutat amb els Llanos Orientales. D'altra banda, l'Avinguda Circunvalar (via perifèrica als Turons Orientals), s'uneix en els seus extrems amb la Via a Choachi i l'Avenida de los Cerros que s'uneix a la Via a La Calera (vegeu Transport de Bogotà).
El 2019, s'esperava que als pròxims anys comencés la construcció de l'Avinguda Longitudinal d'Occident, via perifèrica de l'occident per a descongestionar el trànsit a l'interior de la ciutat.

### Servei de transport públic col·lectiu de passatgers
Bogotà compta amb més de 498 rutes de transport públic col·lectiu (bus, microbús…). Els busos o microbusos circulen per la xarxa viària d'acord amb un conjunt de rutes pre-establertes. Els passatgers poden agafar el bus en qualsevol punt del trajecte de la ruta i descendir igualment en qualsevol punt.
Més de 24.800 autobusos i microbusos de 66 empreses privades presten el servei de transport urbà, que continua sent la base principal del transport a la ciutat. El servei ha millorat en els últims anys amb l'adquisició de nous vehicles, però fins i tot circulen busos que porten més de 20 anys de circulació, la qual cosa genera una contaminació crítica i una sobre oferta caòtica.
A Bogotà hi ha uns 47.000 taxis, distingibles clarament pel seu color groc. Funcionen amb taxímetre i són un mitjà de transport molt utilitzat pels bogotans.
El tren de rodalia de Bogotà està inclòs en el Pla Mestre de Mobilitat de la ciutat, i s'espera el suport del govern nacional, que actualment estudia i gestiona el projecte, per a la seva futura realització. El 2004 el govern nacional va reparar la línia fèrria del nord, que de Bogotà arriba fins a les Acereries i Ciments Pau del Riu a Boyacá, per al transport de càrrega durant els dies hàbils, en canvi els caps de setmana i dies festius la línia fèrria s'utilitza per al Tren Turístic de la Sabana de Bogotà. Ocasionalment la línia fèrria de l'occident també és usada per a transport de càrrega.
La ciutat compta a més amb la Terminal Terrestre de passatgers i càrrega ubicada en Ciutat Salnitre Occidental dins de la localitat de Fontibón, dividida en 5 Mòduls de Mini-Terminals:
- Groc (1) Rutes Al Sud del País
- Blau (2) Rutes a l'Est i Oest del País
- Vermell|Roig (3): Rutes al Nord del país i a tot Sud-amèrica.
- Verd (4): Servei de Taxis Intermunicipals i Interdepartamentals
- Morat (5): Arribada de passatgers i abordatge de Taxis i Busos de servei urbà.

A més, funciona un estació satèl·lit a l'altura del Portal del Norte de TransMilenio amb destinacions cap al nord-est de la ciutat (Cundinamarca, Boyacá i Santander) i un altre a l'altura de l'Estació Avenida Américas 53 A, amb destinació als municipis metropolitans de l'occident de la ciutat.
La ciutat està en procés de posar en funcionament Terminals de Transport als extrems Nord i Sud, i ja ha començat la construcció de la del sud.

### TransMilenio

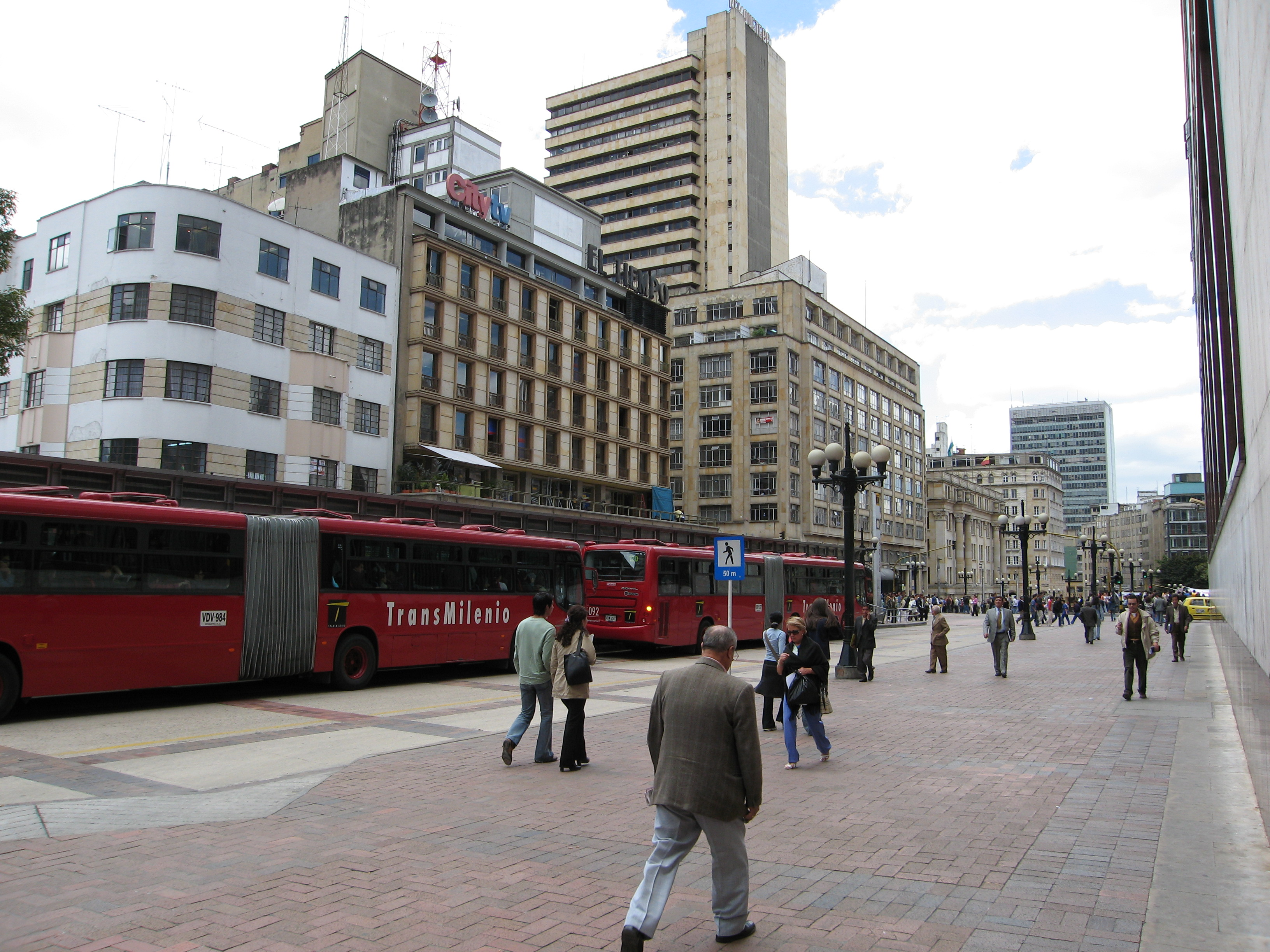
Busos articulats per l'Avenida Jiménez, arribant a l'Estació Museo del Oro del sistema TransMilenio.

Cap a la dècada de 1990, el sistema de transport de la ciutat es trobava a punt d'esfondrar-se. Durant dècades es va debatre sobre la construcció d'una xarxa de transport metropolità, però mai no va tenir el suport del govern nacional i es va haver de descartar-se i ajornar diversos projectes de construcció d'un sistema de tren metropolità.
Finalment el 1998 va començar un projecte de transport públic massiu. El govern va optar per una solució diferent al metro, per a estalviar costos i fer possible una major extensió de les línies. És conegut com a Sistema de Transport Massiu del Tercer Mil·lenni TransMilenio. És una xarxa d'autobusos articulats que tenen un carril segregat, semblant als tramvies. Té un servei de «llançadores» que enllacen les estacions del TransMilenio amb els barris perifèrics de la ciutat. Els autobusos que fan el servei són de color vermell i les llançadores de color verd. Hi ha diversos projectes per a ampliar el recorregut d'aquest mitjà de transport.

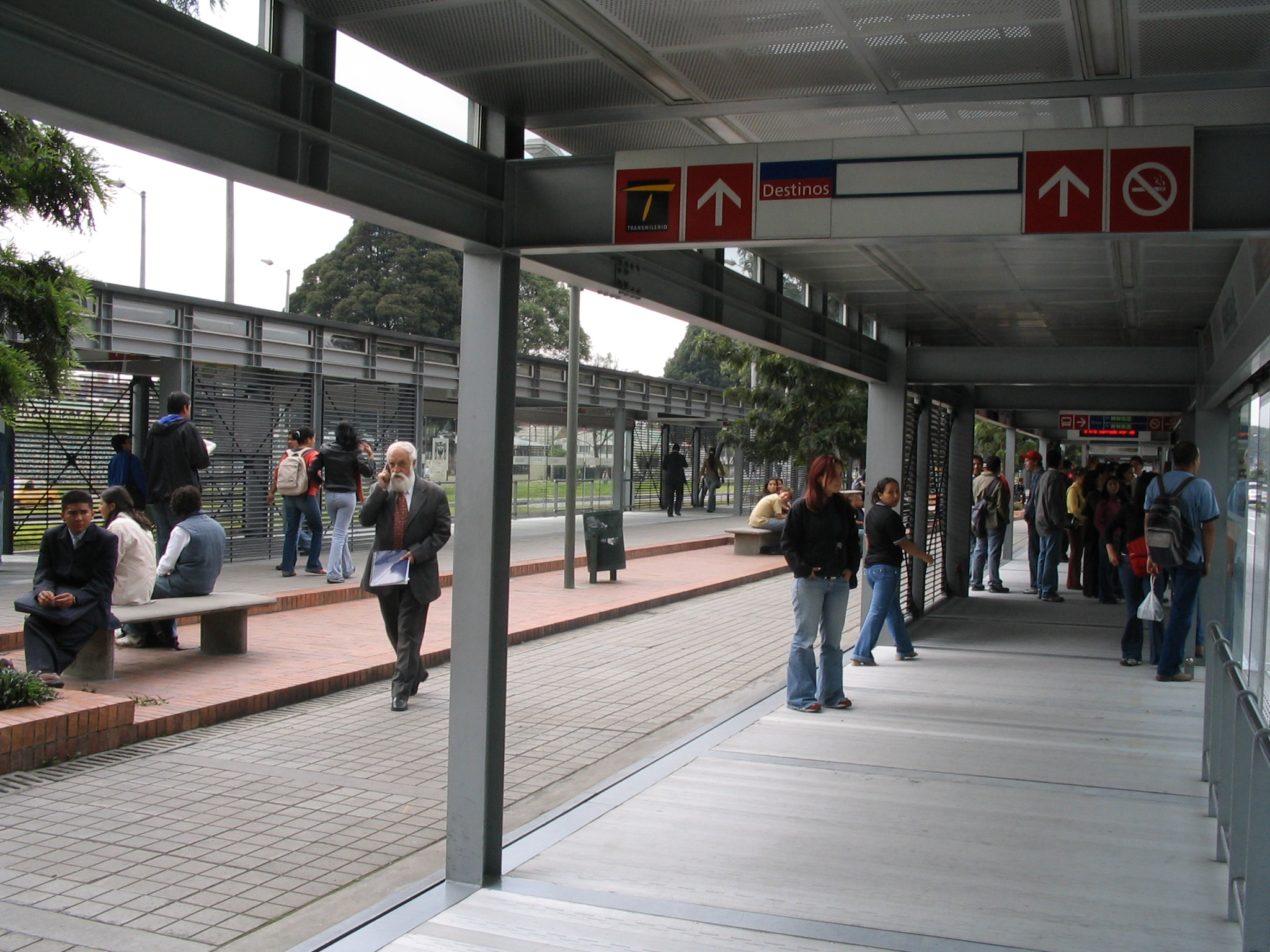
Estació Héroes de TransMilenio sobre l'Autopista Norte.

Es calcula que gairebé 1.500.000 de Bogotà fan servir el sistema TransMilenio cada dia. El 2012 el passatge tenia un preu de $1.700 en hora punta i $1.400 en hora vall.
S'ha construït a més una xarxa de línies de ciclorrutes de més de tres-cents km, que és la més extensa de Sud- i Centreamèrica, per reduir l'ús de l'automòbil. El seu ús ha augmentat gradualment, per bé que encara falta connectar algunes de les línies i crear xarxes secundàries, terciàries i completar els llocs de trobada com és pressupostat.

### Metro
Durant més de seixanta anys es va debatre i ajornar el projecte de construcció d'una primera línia de metro. S'espera que la construcció de la primera línia comence en 2017 i que la primera línia de metro per a Bogotà siga per fi una realitat en 2020. Segons el disseny actual, serà una línia elevada amb alt impacte en el desenvolupament urbanístic de la ciutat.

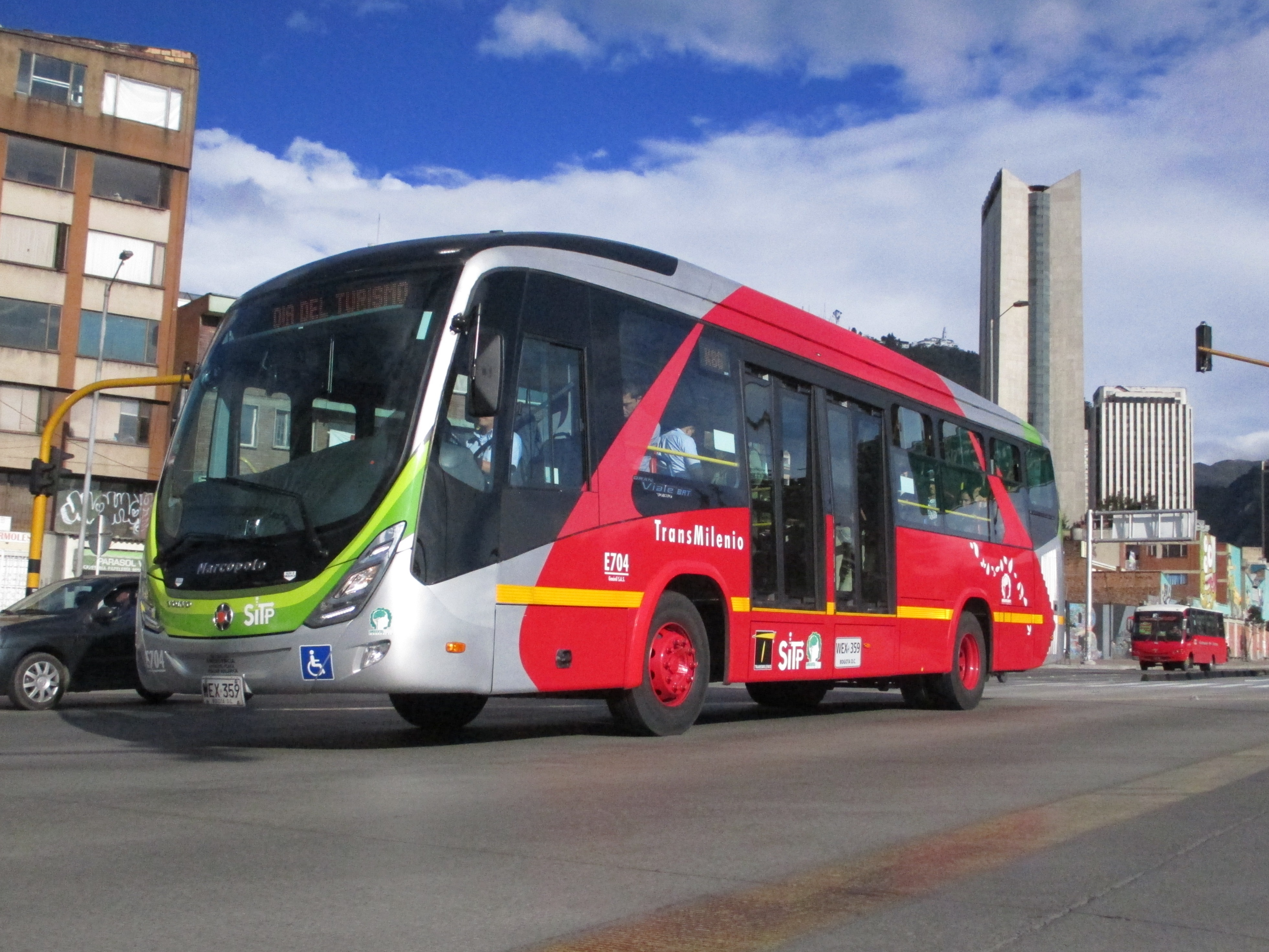
Bus Dual Ecològic. Sistema Integrat de Transport Públic.

### Sistema Integrat de Transport Públic

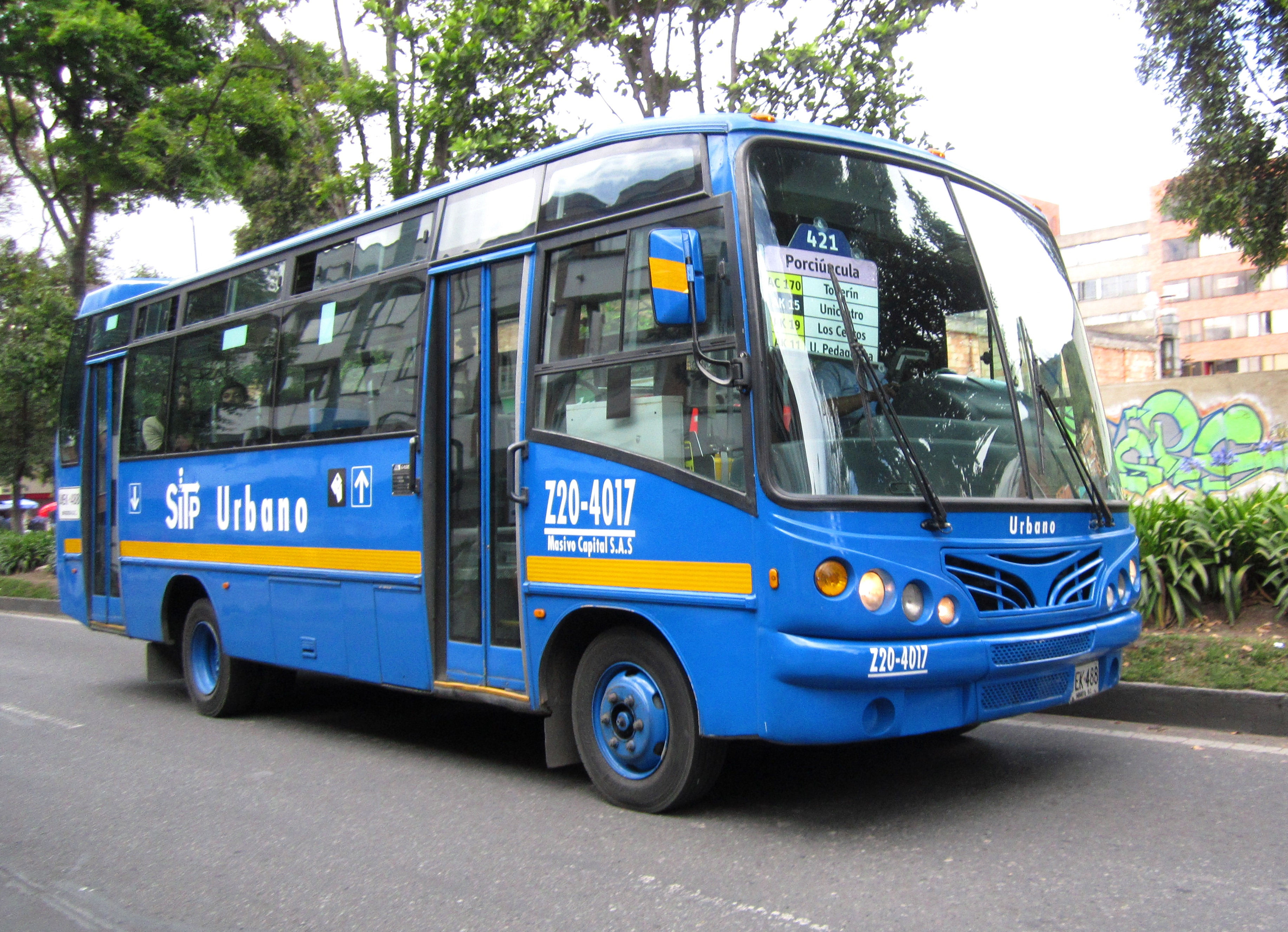
Ruta del SITP en el barri El Chicó.

El Sistema Integrat de Transport Públic (SITP) (Sistema Integrado de Transporte Público oficialment), és el sistema de transport de Bogotà que té com a objectiu integrar, reduir i modernitzar el nombre d'empreses prestadores del servei a només tretze que operen en tretze zones en les quals la ciutat està dividida (més una zona neutra). Bogotà compta amb més de 498 rutes del Sistema Integrat de Transport de Bogotà (SITP). Els busos o petits busos circulen per la xarxa viària d'acord amb un conjunt de rutes establides a partir de 2012.

### Transport aeri

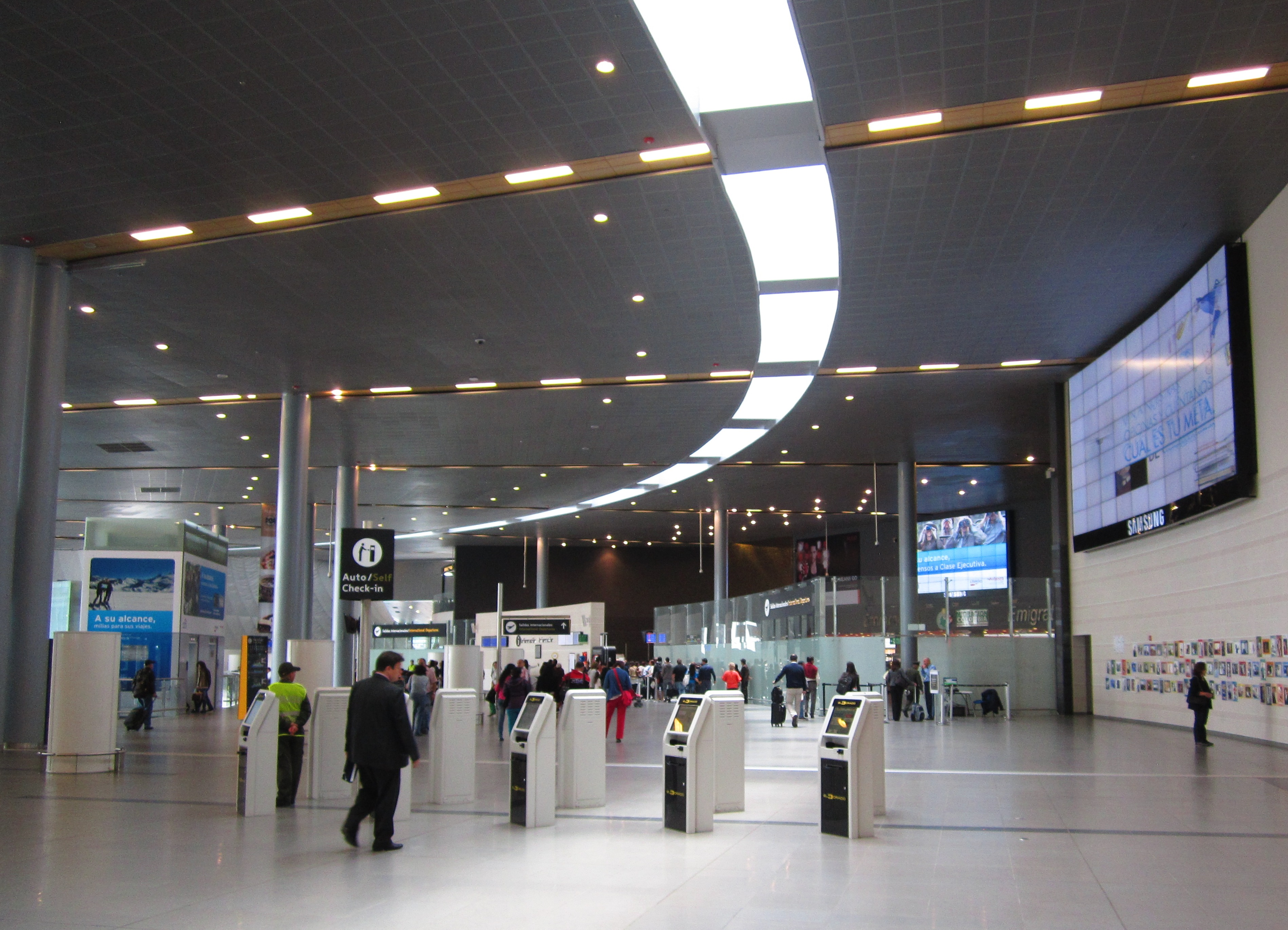
Aeroport Internacional El Dorado.

El 1919 es va inaugurar l'Aeroport de Sostre, que va ser reemplaçat el 1959 per l'Aeroport Internacional El Dorado, construït durant el govern de Gustavo Rojas Pinilla a la localitat de Bogotà de Fontibón, molt a prop de la capital. Aquest aeroport és el més important del país, amb una terminal nacional i un altre d'internacional, a més d'un terminal de càrrega compost per dues terminals i una de les tres pistes d'aterratge més grans del món. El 1998 es va inaugurar una segona pista, actualment l'aeroport internacional El Dorado és un dels més importants de Llatinoamèrica i és el primer aeroport quant a moviment de càrrega de tot Llatinoamèrica, i el tercer quant a moviment de passatgers.
A causa de la congestió presentada a l'Aeroport El Dorado, el 1981 va ser inaugurat un aeroport annex denominat Puente Aéreo, administrat per l'aerolínia Avianca. En aquesta terminal operen tots els vols nacionals de la companyia i de la seva subsidiària SAM.
També, annex a El Dorado es troba l'Aeroport Militar CATAM (Comando Aeri de Transport Militar), reservat per a vols militars i governamentals.
Tot el complex d'El Dorado (Aeroport Internacional, Pont Aeri i CATAM) conforma l'aeroport amb major volum de càrrega i el tercer quant a passatgers en Amèrica Llatina (després de Ciutat de Mèxic i São Paulo), amb més de 9 milions de viatgers per any.
A la zona rural de Suba, al nord-oest hi ha l'Aeroport Guaymaral, que permet l'aterratge de petites aeronaus i manejar l'operació aèria de la policia metropolitana. Al veí municipi de Madrid, part de la zona metropolitana, hi ha un aeròdrom militar de la Força Aèria Colombiana (FAC).
El 2006 es va lliurar la licitació per a la concessió per vint anys del complex aeri d'El Dorado, això, a fi d'efectuar una gran remodelació durant els pròxims cinc anys. Es busca ampliar l'espai de l'aeroport per augmentar la seva capacitat a 16 milions de passatgers, el doble de l'actual. Tot l'anterior permetrà convertir a l'Aeroport Internacional El Dorado en un dels més grans centres d'operacions aèries del continent. Tanmateix, a causa de problemes estructurals descoberts en l'edifici principal, es va cancel·lar la remodelació en curs d'execució, per a enderrocar-lo i finalment construir-ne un de nou al mateix lloc.

## Salut
Bogotà compta amb una xarxa d'institucions prestadores de serveis de salut adscrites a la Secretaria de Salut del Districte.

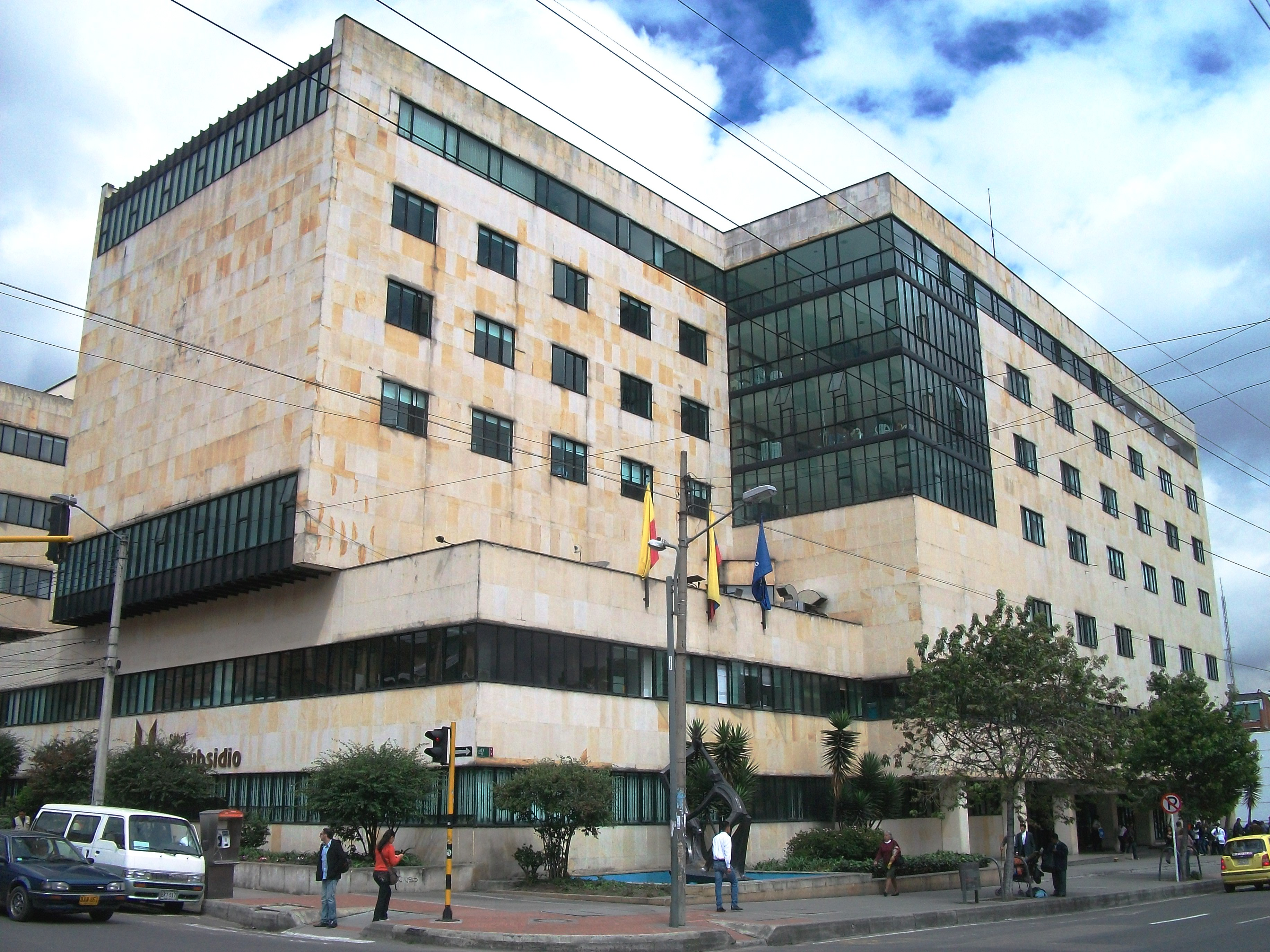
Clínica Infantil Colsubsidio al carrer Sesenta y siete.

Aquestes institucions s'agrupen en tres nivells d'acord amb l'atenció que presten: el primer nivell compta amb deu hospitals i s'hi ofereix atenció bàsica, medicina general, exàmens de laboratori, urgències, hospitalització i odontologia; el segon nivell compta amb set hospitals, els quals a part dels serveis del primer ofereixen a més atenció en especialitats bàsiques, optometria i psicologia, el tercer nivell n'agrupa cinc, que presten addicionalment serveis de subespecialitats com ara cardiologia, neurologia, genètica, dermatologia, etc.
Addicionalment, el Districte Capital compta amb 142 punts d'atenció mèdica distribuïts en totes les localitats, que donen serveis de diversa complexitat. L'atenció en cada institució està regida pels continguts de la llei 100 de 1993 i els seus decrets reglamentaris, els quals estableixen el règim subsidiat per als usuaris. En l'actualitat existeixen 22 entitats prestadores de salut (EPS), les quals tenen una cobertura de 4.963.607 usuaris d'acord amb les estadístiques presentades pel Ministeri de Protecció Social corresponents al 30 de novembre de 2005. La capital, recentment, s'ha constituït en destinació per a nacionals i estrangers, que busquen tractaments mèdics, a causa de la presència d'institucions mèdiques reconegudes a nivell internacional, com ara la Clínica Barraquer (especialitzada en Optometria i Oftalmologia) i la Fundació Abood-Shaio, així com centres de tractament de càncer, tractament de malalties neurològiques i de cirurgia plàstica i reconstructiva, a més de l'existència de diversos bancs de sang, teixits i cèl·lules mare.

## Educació

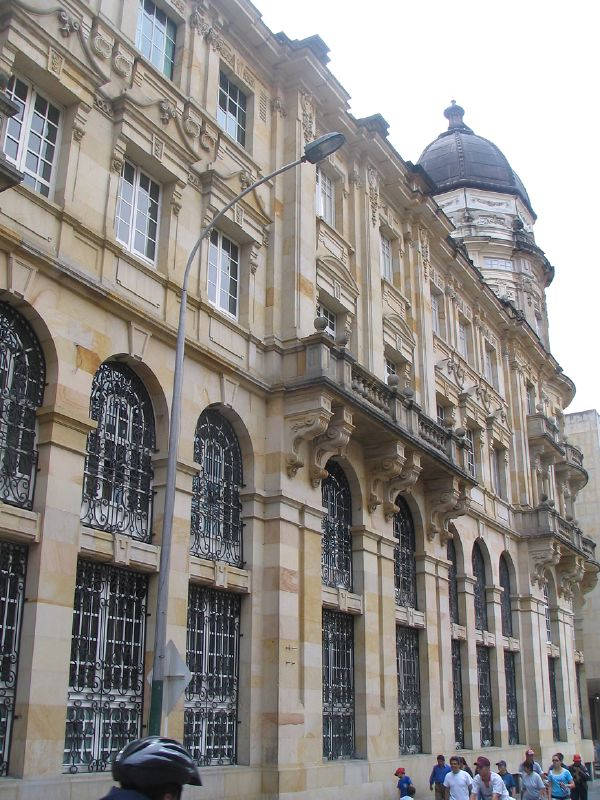
Col·legi Major de San Bartolomé.

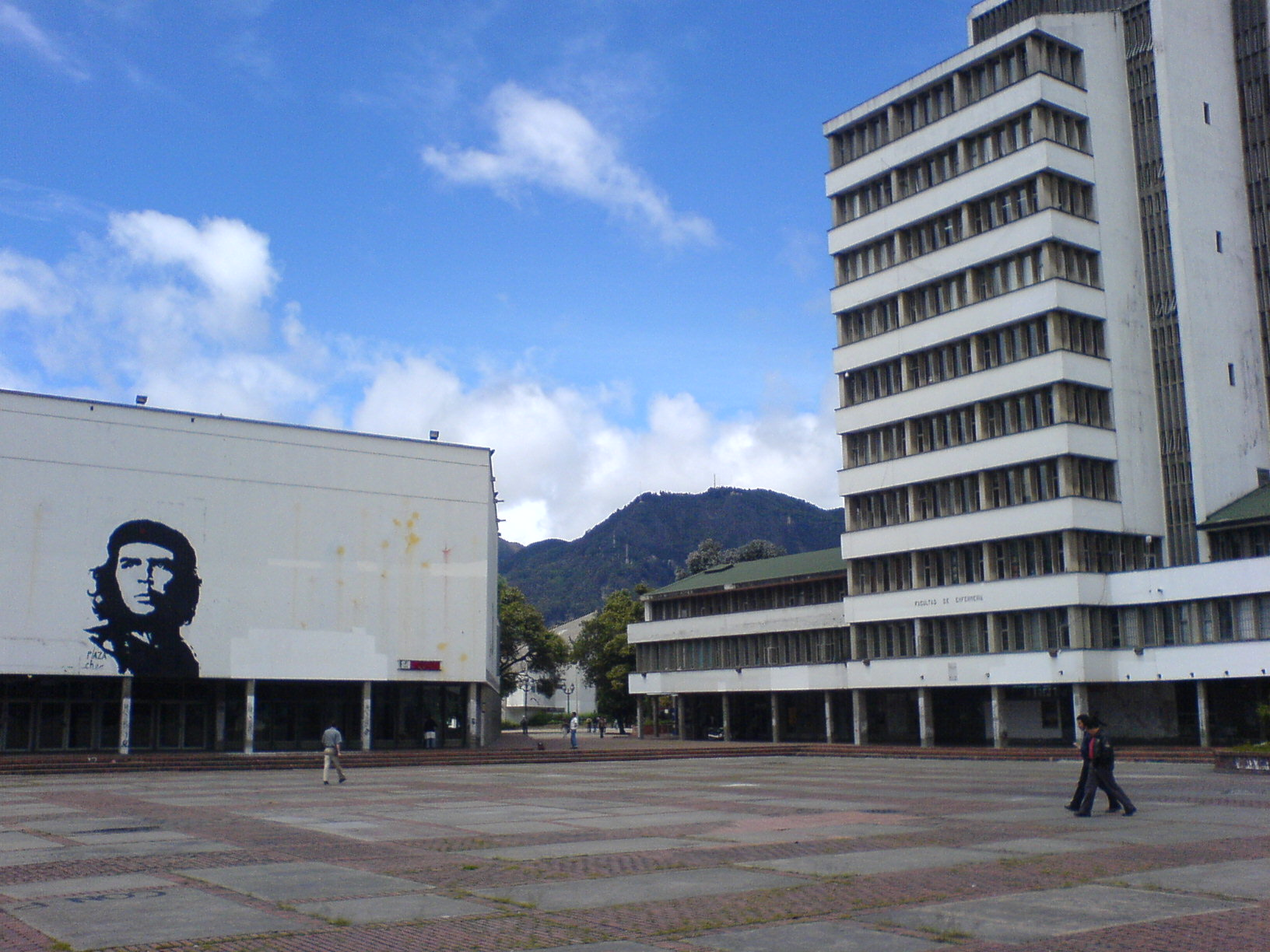
Plaça del Che; Ciutat Universitària de la Universitat Nacional de Colòmbia.

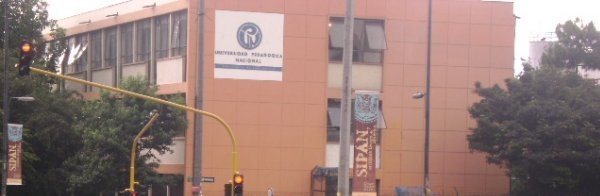
Universitat Pedagògica Nacional.

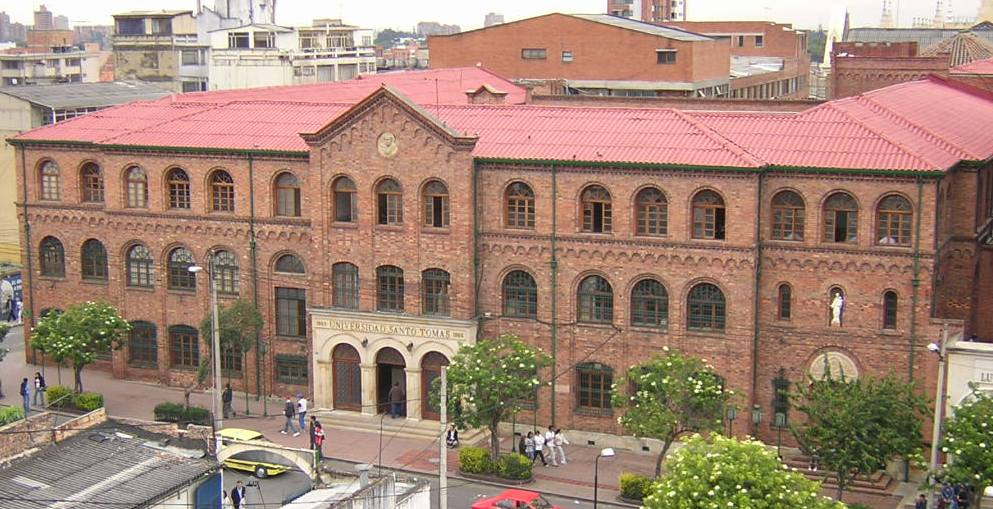
Universitat Santo Tomás.

La ciutat compta amb un ampli sistema educatiu, tant a nivell de primària i secundària com universitari. A causa de la constant migració de persones cap a la capital del país, la disponibilitat de quotes per accedir a l'educació que ofereix l'Estat és sovint insuficient. La ciutat compta a més amb un variat sistema de col·legis i escoles de caràcter privat.
Hi ha un gran nombre d'universitats, tant públiques com privades. (L'any 2002 havia un total de 106 institucions d'educació superior). Bogotà compta amb la sisena universitat inaugurada al continent americà: la Universitat Santo Tomás, fundada el 13 de juny de l'any 1580 per l'Ordre Papal a Roma i denominada com el "Primer Claustre Universitari de Colòmbia". A Bogotà es troben 7 de les millors universitats del país, segons el Ministeri d'Educació Nacional, totes acreditades parcialment o totalment pel CNA (Consell Nacional d'Acreditació); aquestes són: La Universitat Nacional de Colòmbia, la Universitat dels Andes, la Universitat de La Salle, la Pontifícia Universitat Javeriana, la Universitat del Rosario, la Universitat Externado de Colòmbia i la Universitat Santo Tomás. També cal destacar la Universitat de San Buenaventura, la Universitat Autònoma de Colòmbia, la Universitat Catòlica de Colòmbia, l'Escola Colombiana d'Enginyeria, la Universitat Central, la Universitat Sergio Arboleda, la Universitat de Bogotà Jorge Tadeo Lozano, la Universitat Pilot de Colòmbia, la Universitat Militar Nueva Granada, i la Universitat Pedagògica Nacional.
A Bogotà hi ha 450.000 estudiants d'educació superior, més que a Santiago o Lima, i 70.000 graduats d'educació superior, més que a Xile o Perú.
La ciutat compta amb la Universitat Distrital Francisco José de Caldas, que és la institució oficial d'educació superior del Districte Capital. També compta amb una Ciutat Universitària de la Universitat Nacional de Colòmbia, situada en el tradicional sector de Teusaquillo. Així mateix, a la localitat de la Candelaria s'hi troba la major concentració d'universitats privades, única a Amèrica Llatina.

## Cultura

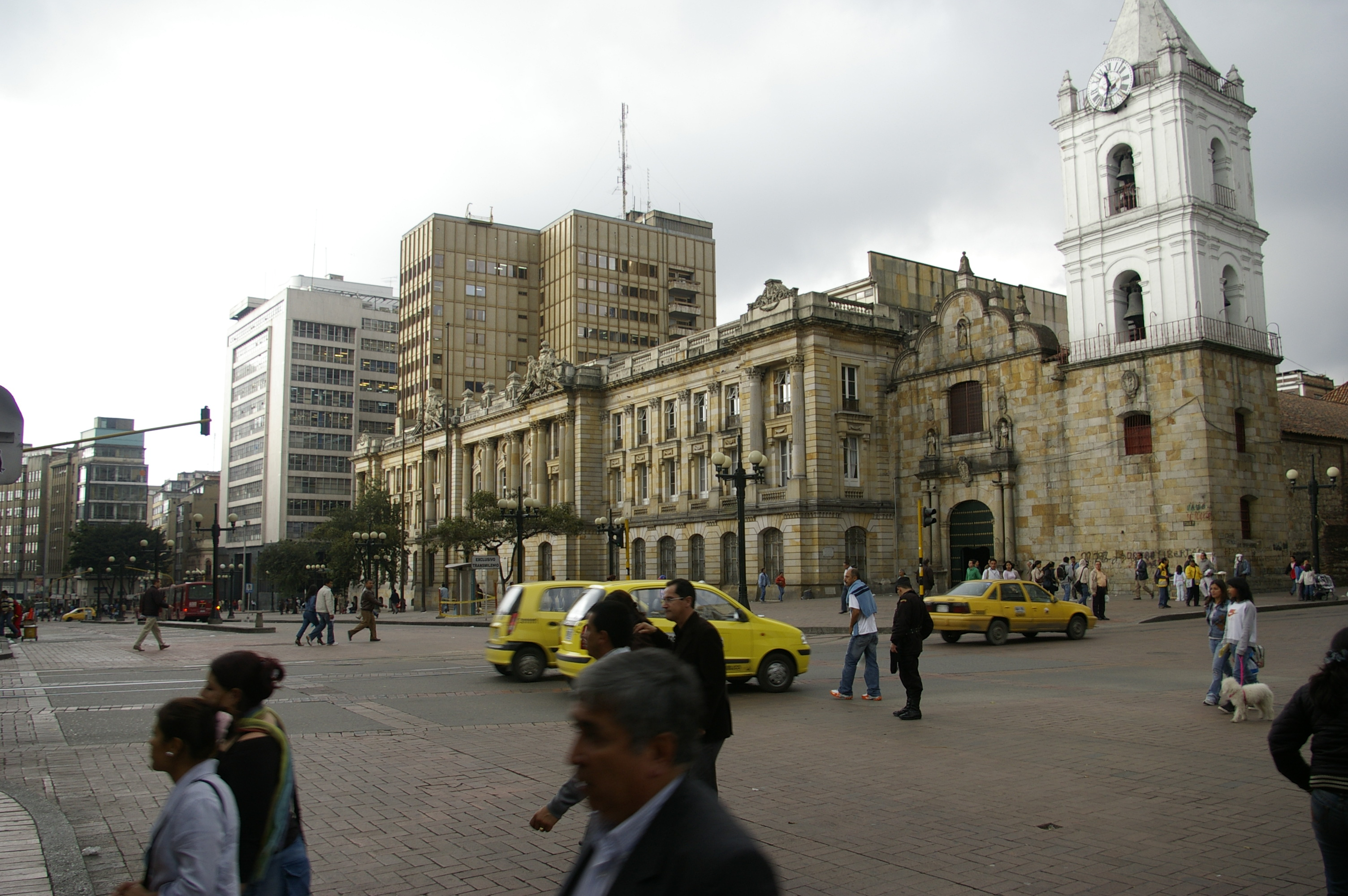
Centre de Bogotà, avinguda Jiménez de Quesada amb Carrer Séptima.

Bogotà ha estat anomenada «L'Atenes Sud-americana», sobrenom que es va enfortir a final del segle xix i principi del segle xx. La ciutat disposa d'una àmplia oferta cultural que s'ha incrementat considerablement en les últimes dècades. Hi resideixen persones provinents de tot el país, que han vingut contribuint a les antigues tradicions culturals típiques de la ciutat.

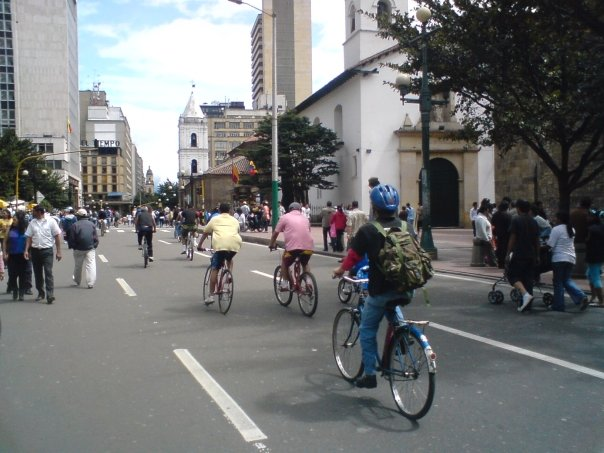
Carril bici, activitat dominical dels bogotans.

El Centre de Fires i Exposicions de Corferias és seu d'esdeveniments de tipus cultural. Aquí es va fer la Fira Internacional del Llibre de Bogotà, Expoartesanías, i ArtBo (Fira Internacional d'Art de Bogotà). A més, el 2008 Corferias va ser centre important en el Festival Iberoamericà de Teatre i seu del Campus Party. El recinte també acull esdeveniments d'un altre caràcter com la Fira Internacional de Bogotà (indústria i comerç) que es realitza durant els anys parells, i en el 2009 també va ser seu dels Premis MTV per a Amèrica Llatina.
Els Festivals al Parc són un conjunt de nou esdeveniments realitzats al llarg de cada any. Entre aquests els més famosos són: el Festival de Rock al Parc (rep més de 500.000 assistents en els tres dies de celebració, un dels majors esdeveniments gratuïts de rock en el món.), el Festival de Jazz al Parc i el Festival de Salsa al Parc, ambdós realitzats en el Parc Metropolità Simón Bolívar. Aquest parc acull a més la inauguració i les activitats més importants del Festival d'Estiu que se celebra a diversos punts de la capital durant el mes d'agost.
Altres esdeveniments destacats són el Festival de la chicha, la vida i la dicha, el Carnestoltes de Bogotà, que se celebra en l'aniversari de la ciutat, i el Festival de Cinema Europeu, mostra cinematogràfica anual. No obstant això un dels esdeveniments culturals més importants de la capital és el Festival Iberoamericà de Teatre que es realitza cada dos anys i està catalogat com un dels més prestigiosos d'Amèrica Llatina.

### Arquitectura i Infraestructura

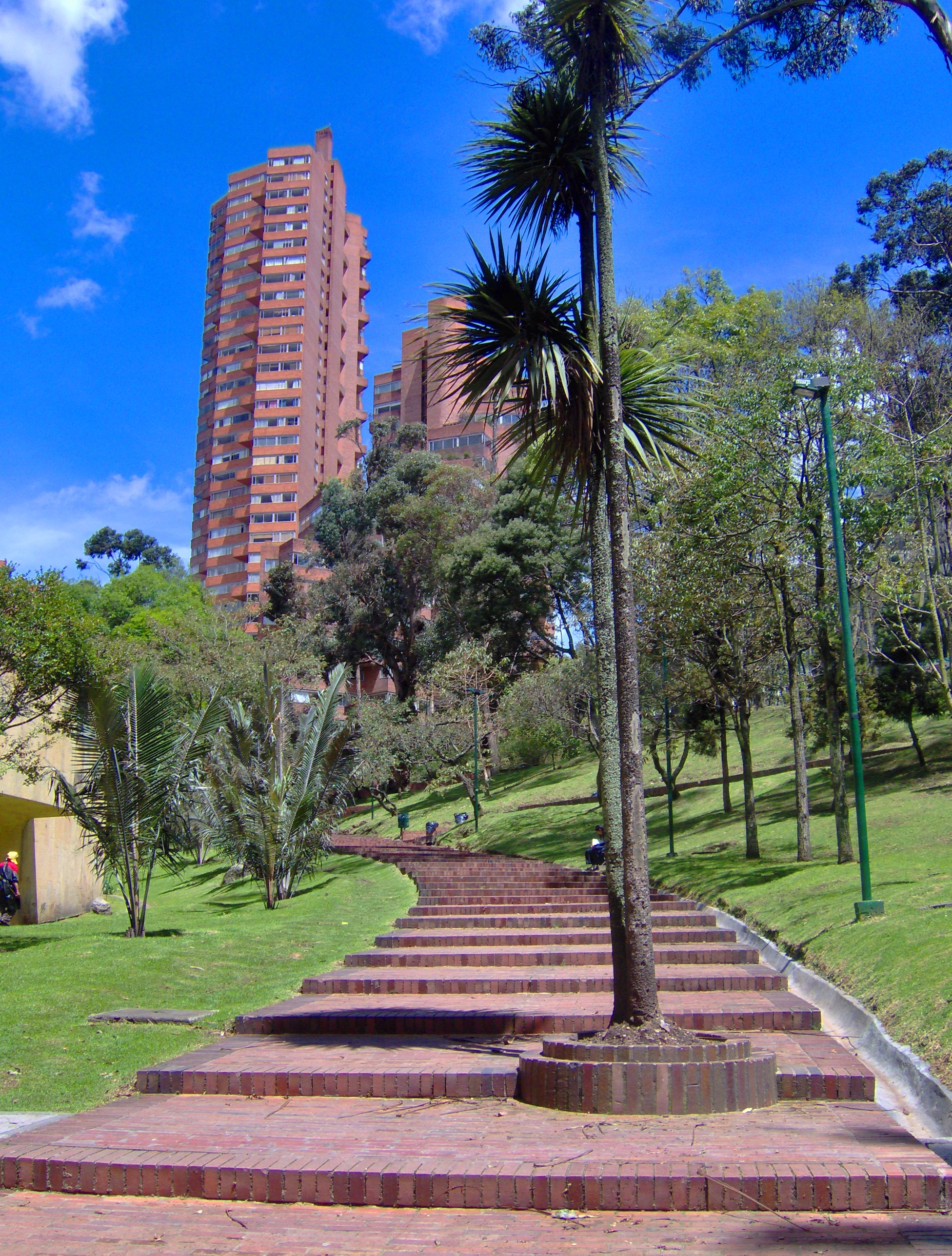
Parc de la Independència al fons les Torres del Parque, icona de l'arquitectura bogotana.

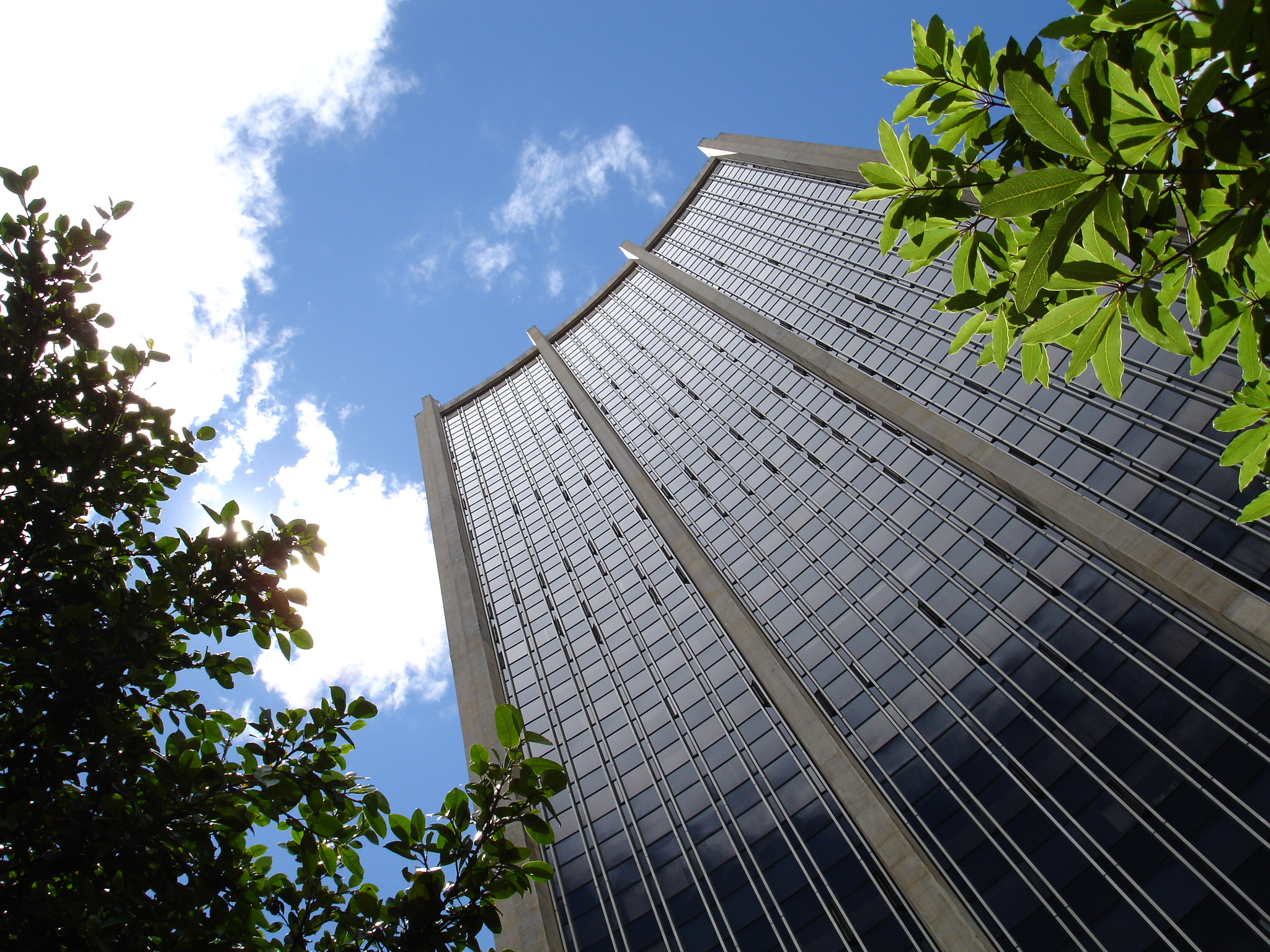
Edifici Tequendama.

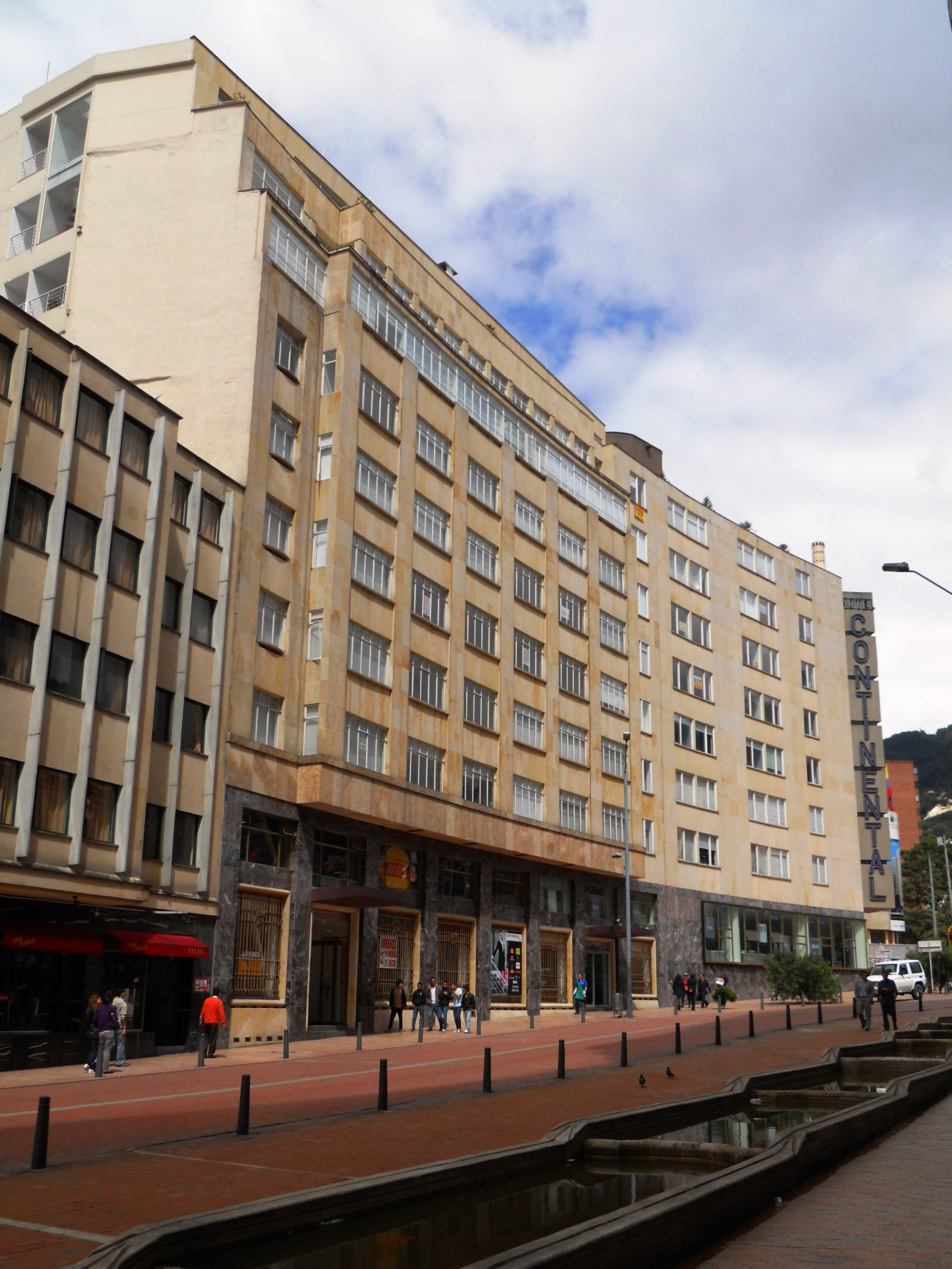
Edifici Hotel Continental, obra de Vicente Nasi a l'Avinguda Jiménez.

Al Districte Capital es troba una infraestructura molt variada que va des dels anomenats tuguris al sud i occident de la ciutat, passant per cases colonials al centre històric i la localitat de La Candelaria, fins a edificis moderns al carrer 26. La ciutat compta amb els anomenats "barris", que són cases d'un màxim 4 pisos, usades com a habitatge de la classe popular. Finalment, en alguns turons de la ciutat es troben cases que tenen el títol d'invasió de domini, ja que aquests territoris van ser ocupats il·legalment a principi dels anys 70. aquests, al principi, no comptaven amb serveis públics, però en els últims anys ja compten amb ells.
La morfologia urbana i la tipologia de les construccions colonials de Bogotà es van mantenir fins, fins i tot, finals del segle xix, molt temps després de la Independència de Colòmbia (1810). El traçat urbà corresponia amb el Pla hipodàmic implantat per les Lleis d'Índies des de mitjan segle xvi. Aquesta persistència de la configuració colonial és visible, actualment, en part de La Candelaria, el Centre Històric de Bogotà. També fins a finals del segle xix, es van mantenir les cases colonials, d'un màxim dos pisos, amb pati central, sostre a dues aigües, teules de fang i balcons volats. En alguns casos, aquests balcons van ser tancats amb vidres durant el període republicà, característica que distingeix de forma particular l'arquitectura del sector (per exemple, la Casa de Rafael Pombo, etc.).
L'"Arquitectura Republicana" va ser l'estil que va prevaldre entre 1830 i 1930. Encara que va haver intents per consolidar un llenguatge modern, només fins a la construcció de la Ciutat Universitària o Ciutat Blanca per a la Universitat Nacional de Colòmbia (1936 - 1939), es va aconseguir aquest propòsit. El traçat d'aquesta obra va ser desenvolupat per l'arquitecte alemany Leopold Rother, encara que en el disseny dels edificis del campus, van participar altres arquitectes de tendència racionalista. A més d'aquesta vessant, també es manifestarien en l'arquitectura bogotana tendències pròximes a l'Art déco, a l'expressionisme i a l'arquitectura orgànica. Aquesta última tendència va ser acollida per arquitectes bogotans de la segona meitat del segle xx com Rogelio Salmona, considerat el millor arquitecte colombià de la història.
El 2006 Bogotà va rebre The Golden Lion Award en la Desena Exhibició Internacional d'Arquitectura de La Biennale de Venezia, en reconeixement «dels seus esforços cap a la inclusió social, l'educació, l'habitatge i l'espai públic especialment a través d'innovacions en transport».

### Activitat literària, biblioteques i arxius

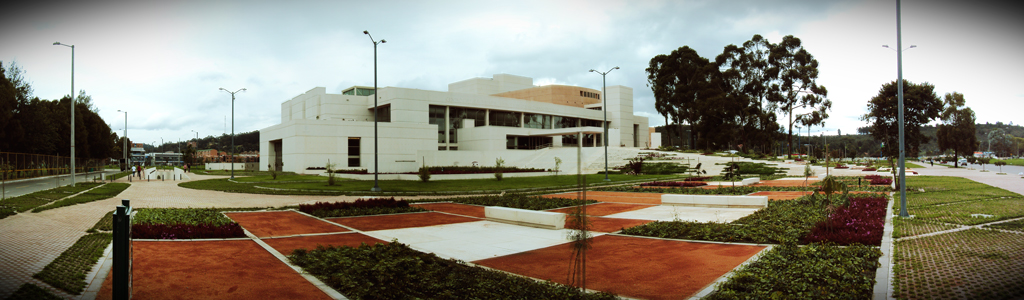
Centre Cultural Julio Mario Santo Domingo

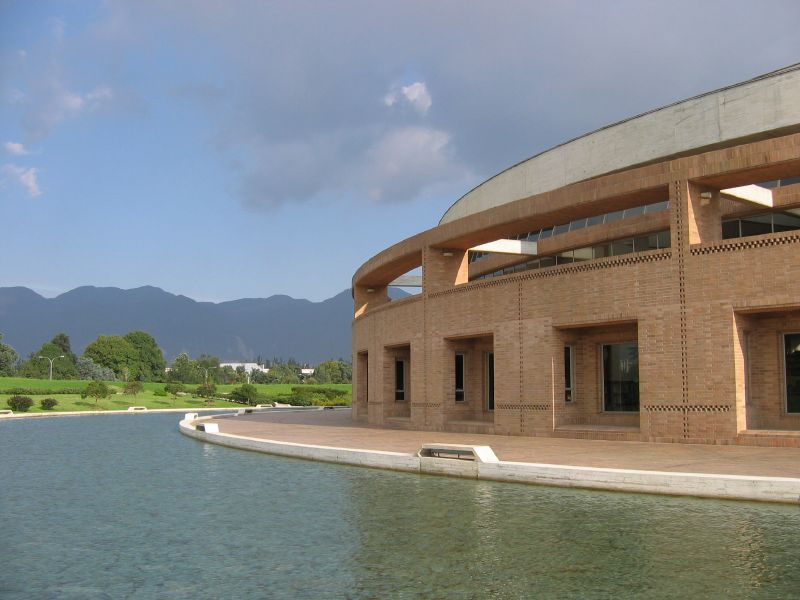
Biblioteca pública Virgilio Blanco.

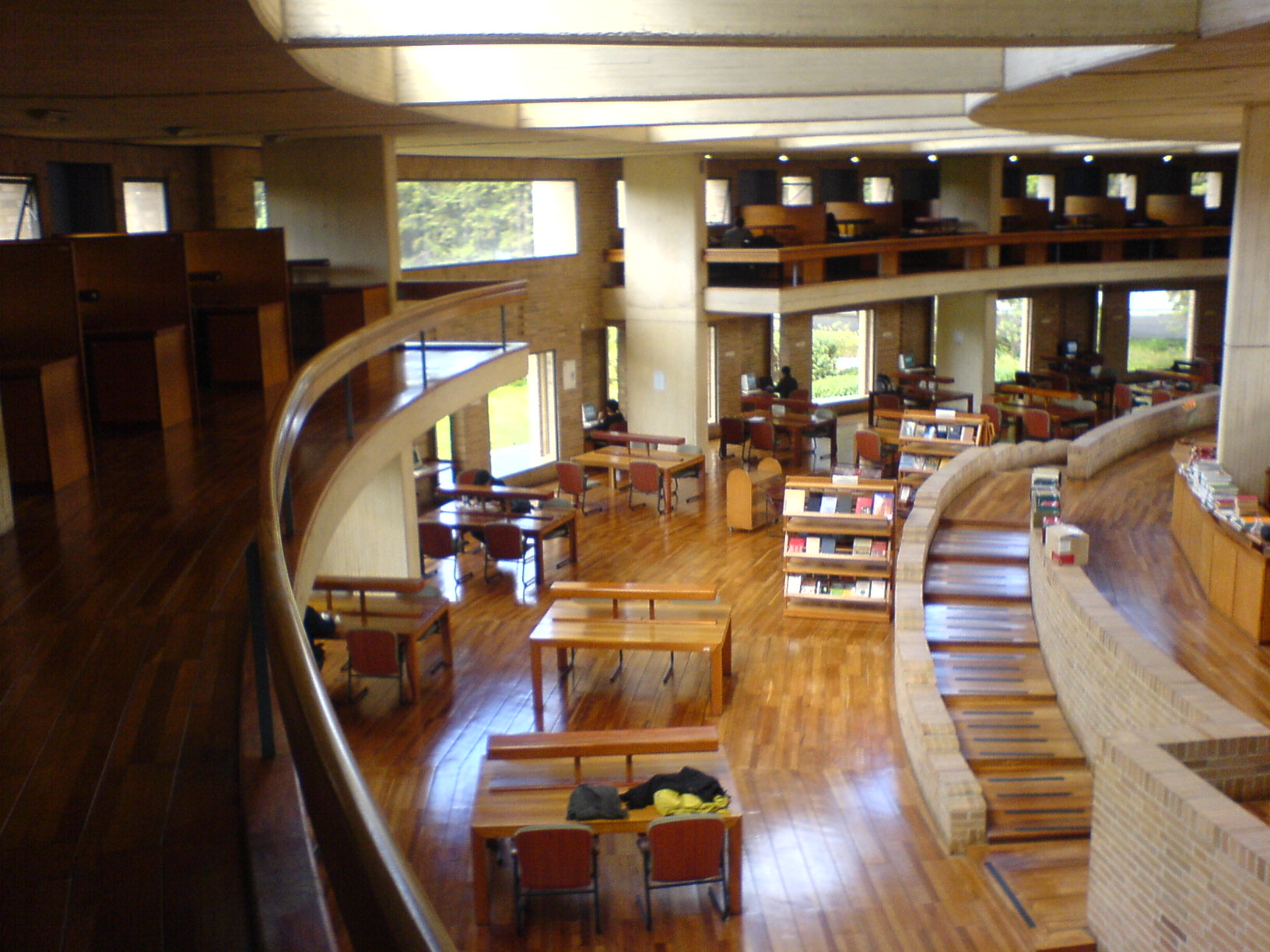
Biblioteca Ernesto Guhl a la ciutat universitària de la Universitat Nacional de Colòmbia.

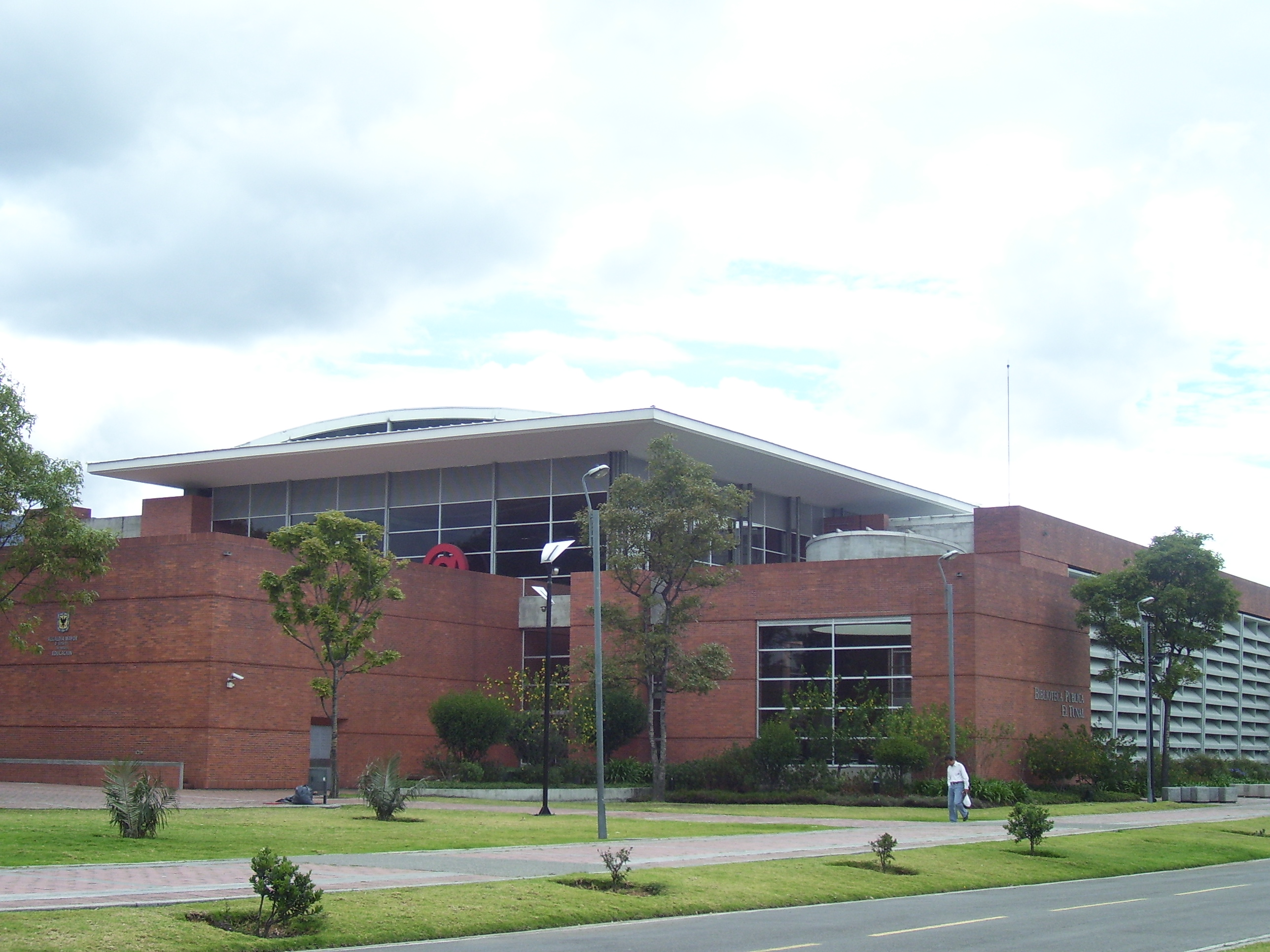
Biblioteca El Tunal.

La UNESCO va proclamar Bogotà com a Capital mundial del llibre 2007 en reconeixement de l'activitat literària de la ciutat. Es ressaltaven programes com ara el Llibre al Vent, la xarxa de biblioteques i la presència d'organitzacions que, de manera articulada, treballen per la promoció del llibre i la lectura a la ciutat.
La Biblioteca Nacional de Colòmbia (1777): que depèn del Ministeri de Cultura i la Biblioteca Luis Ángel Arango (1958), que depèn del Banc de la República, són les dues grans biblioteques públiques de la ciutat. La primera és dipositària de més de dos milions d'exemplars, amb un important fons de llibres antics. La segona compta amb gairebé dos milions d'exemplars. Amb 45 mil metres quadrats i deu mil visitants diaris, constitueix un dels centres culturals més dinàmics del continent. Del Banc de la República depèn també la Biblioteca Alfonso Palacio Rudas, al nord de la ciutat, amb prop de 50 mil exemplars. Altres grans biblioteques públiques són: la Biblioteca del Congrés de Colòmbia (amb 100.000 exemplars), la de l'Institut Caro y Cuervo (amb gairebé 200 mil exemplars, la més important biblioteca llatinoamericana de filologia i lingüística), la Biblioteca de l'Acadèmia d'Història, la Biblioteca de l'Acadèmia de la Llengua, la Biblioteca de l'Institut Colombià d'Antropologia i Història ICANH i nombroses biblioteques universitàries.
La ciutat compta també amb la Biblored, institució que administra 16 biblioteques petites i 4 grans biblioteques públiques (Biblioteca Virgilio Barco, Biblioteca El Tintal, Biblioteca El Tunal i Biblioteca Julio Mario Santodomingo). També hi ha les sis seus de la Xarxa de Biblioteques de la Caixa de Compensació Familiar Colsubsidio i, amb les biblioteques i centres de documentació adscrits a institucions com el Museu Nacional de Colòmbia (especialitzat en llibres antics, catàlegs i art), el Museu d'Art Modern de Bogotà, l'Aliança Francesa, el Centre Colombo Americà, etc. Un altre conjunt de biblioteques de Bogotà el constitueixen les noves iniciatives col·laboratives entre l'Estat, la ciutat i organismes internacionals. Aquest és el cas del Centre Cultural Gabriel García Márquez, dissenyat per encàrrec del Fons de Cultura Econòmica de Mèxic, i el Centre Cultural Espanyol, fruit d'un acord de col·laboració entre el govern d'Espanya i l'ajuntament de la ciutat.

### Museus

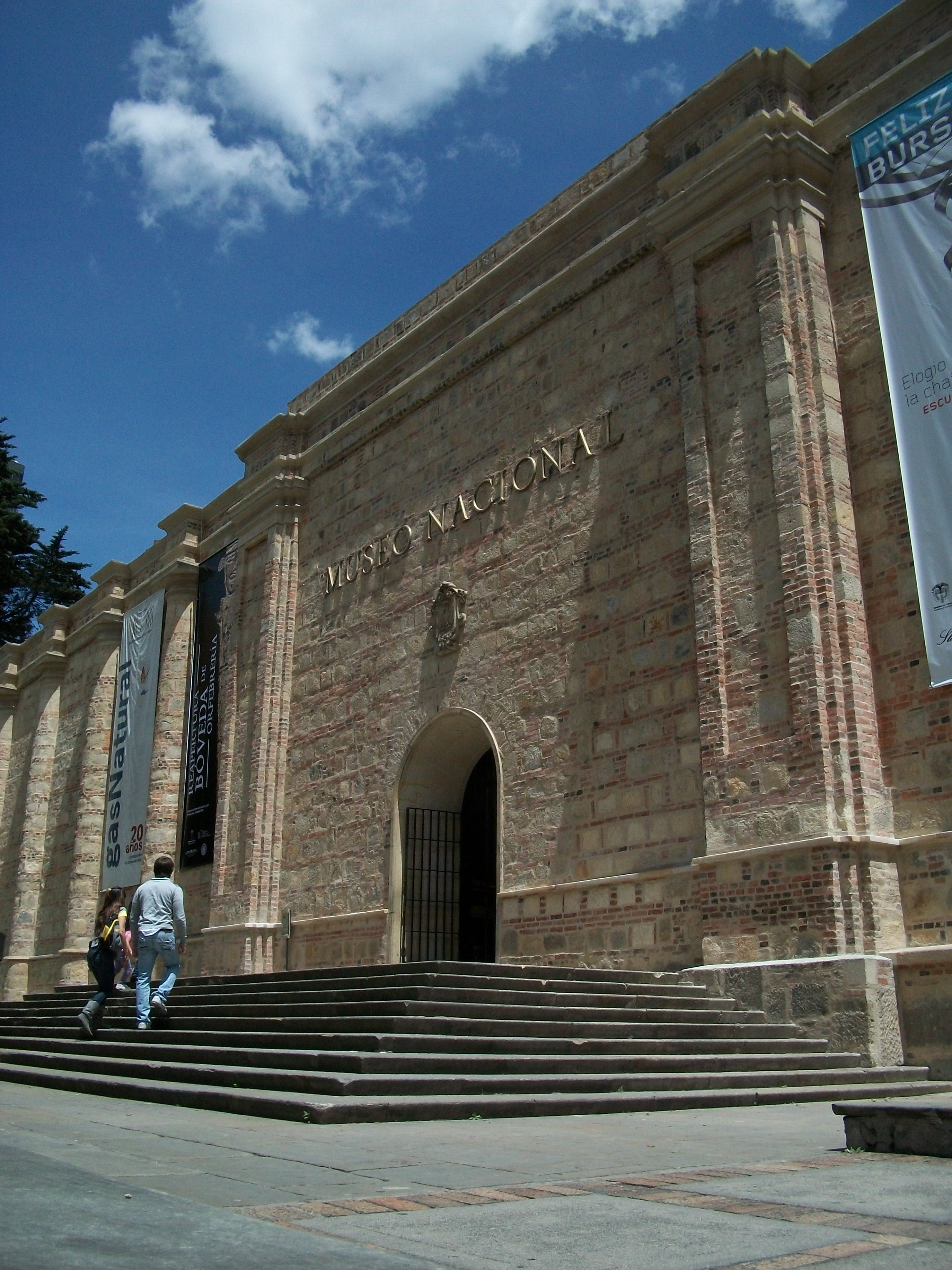
Museu Nacional de Colòmbia.

La ciutat ofereix 58 museus i prop de 70 galeries d'art, entre els quals sobresurten el Museu Nacional de Colòmbia; el patrimoni es divideix en quatre col·leccions: art, història, arqueologia i etnografia, i el Museu de l'Or, amb 35.000 peces d'or i tumbaga, a més de trenta mil objectes ceràmics, lítics i tèxtils, representa la major col·lecció d'orfebreria prehispànica del món.
També cal destacar el Museu Botero, on es poden trobar, a més de 123 obres de Fernando Botero, 87 obres d'artistes internacionals, el Museu d'Art Modern de Bogotà que posseeix una col·lecció d'arts gràfiques, disseny industrial i fotografia, el Museu d'Art colonial que reuneix la més important col·lecció d'art colonial de Colòmbia, i la Fundació Gilberto Alzate Avendaño, que a més de realitzar activitats relacionades amb les arts escèniques, presenta de forma temporal a les seves sales exposicions d'art.
Entre els museus de caràcter científic estan el Museu Arqueològic - Casa del Marqués de San Jorge que compta amb prop de 30.000 peces d'art precolombí, l'Institut de Ciències Naturals, un dels quatre grans museus de ciències naturals d'Amèrica Llatina, i el Museu Geològic de Ingeominas posseeix una col·lecció especialitzada en Geologia i Paleontologia.
Bogotà compta també amb museus històrics com la Casa Museu Jorge Eliécer Gaitán, el Museu de la Independència, la Quinta de Bolívar i la Casa Museu Francisco José de Caldas, així com amb les seus de Maloka i el Museu dels Nens de Bogotà que atreuen un considerable nombre de visitants, especialment entre la població infantil. A aquests centres se sumaran diversos nous museus com el Museu d'Art Decó i el Museu de Bogotà.

### Parcs

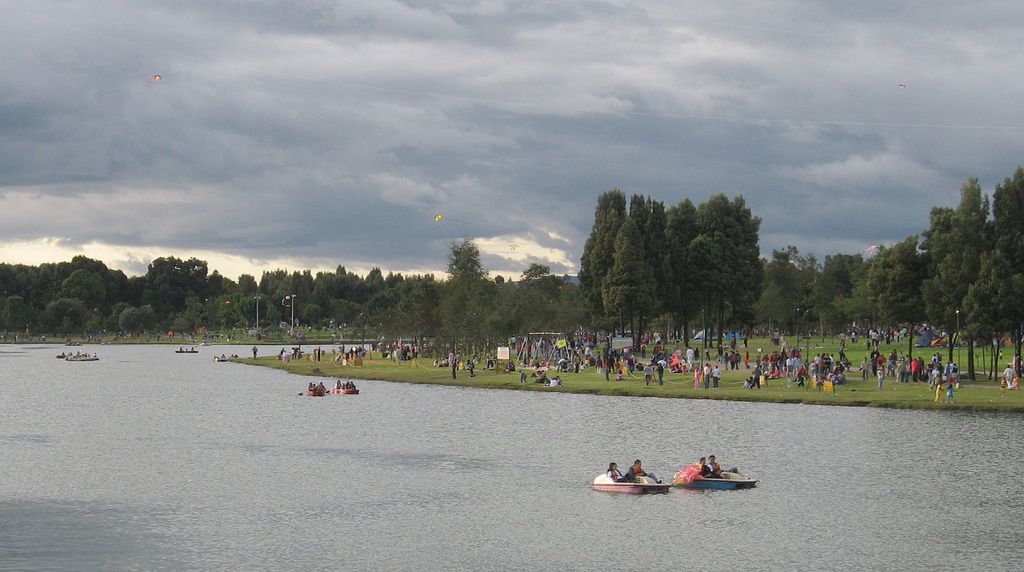
Parc Metropolità Simón Bolívar.

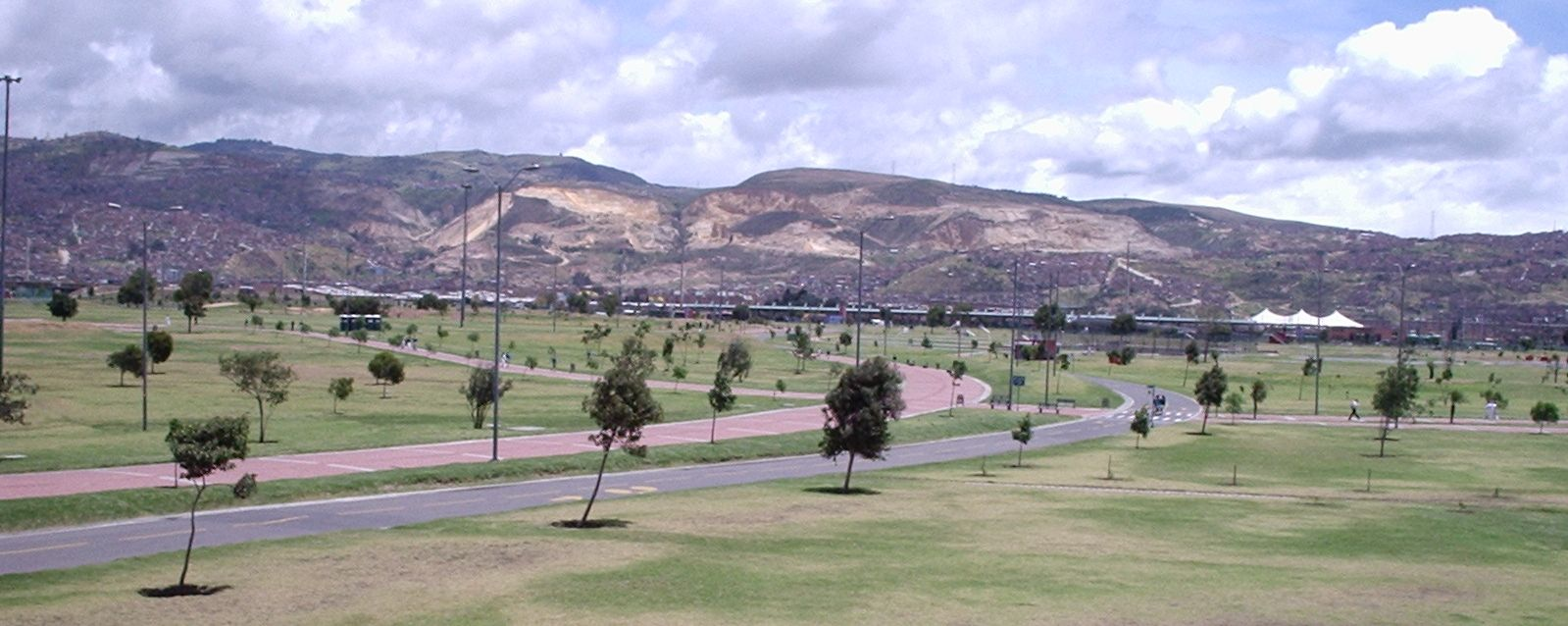
Parc El Tunal.

Bogotà D. C. es caracteritza per tenir un ampli sistema de parcs dels quals s'integren entre si per un conjunt de corredors vianants i carrils bici. Aquests es conjuguen en harmonia amb les placetes, places, aiguamolls i alberedes per donar-li un caràcter emblemàtic a la ciutat. El Districte Capital de Bogotà té compatibilitzats més de mil parcs urbans. Aquest sistema de parcs per definició del districte el conformen un conjunt de zones verdes, parcs urbans, àrees protegides i àrees de tractament especial.
El Parc Metropolità Simón Bolívar és el més important de la ciutat, ja que és el de major extensió amb prop de 400 hectàrees i es constitueix en el "pulmó de la ciutat". A més compta amb la major varietat i quantitat de facilitats i atractius. S'inclouen llocs d'interès esportiu com el Palau dels Esports de Bogotà, recreatius com el Museu dels Nens de Bogotà pedagògic com la Biblioteca Virgilio Barco], ambiental com el constitueix el Jardí Botànic José Celestino Mutis i turístics com ho és la Plaza de los Artesanos, amb les seves fires artesanals.

### Arts escèniques

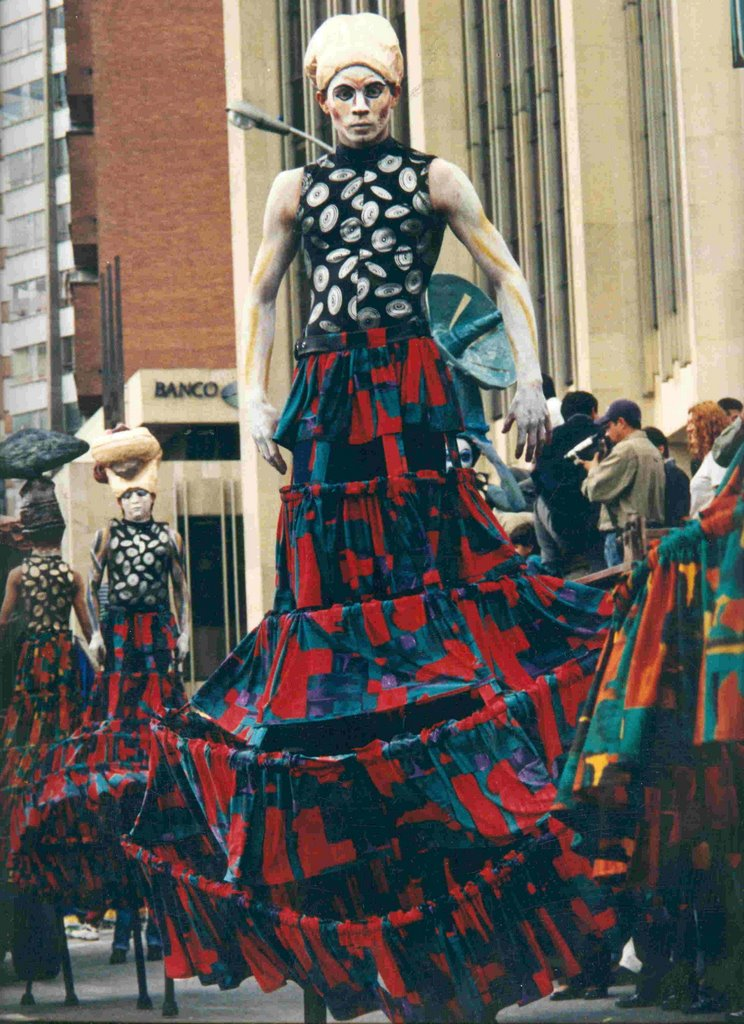
Festival Iberoamericà de Teatre.

A més del ja esmentat Festival Iberoamericà de Teatre, la ciutat té quaranta-cinc sales de teatre, sent la principal, el Teatre Colón i les sales del Teatre Nacional en les seves dues seus, el de la Castellana i el del Carrer 71, així com la tradicional sala del TPB, el Teatre La Candelaria, el Teatre Camarín del Carmen (amb més de 400 anys d'existència, que va ser abans un convent, després un hospital, després hotel i actualment restaurant i teatre), el Teatre Colsubsidio (privat), i un símbol de la ciutat, el remodelat teatre Jorge Eliécer Gaitán, el de major aforament de Sud-amèrica en l'actualitat, ubicat a la Carrer Séptima al Centre Internacional de Bogotà, l'Auditori León de Greiff situat a la Universitat Nacional de Colòmbia, és el major auditori i amb la millor acústica de Colòmbia, on actualment es presenta l'Orquestra Filharmònica de Bogotà i altres múltiples esdeveniments culturals. També es troba el denominat Teatre a l'aire lliure, "La Media Torta" on també es realitzen esdeveniments musicals.
Pel que fa al setè art, la metròpoli disposa d'un festival de cinema, el Festival de Cinema de Bogotà, i nombroses sales, les quals presenten tant com les millors cintes de cinema comercial del moment, com cinema art, el que permet apreciar les diverses realitzacions de directors europeus, asiàtics i llatinoamericans.
El principal pol cultural de la ciutat es troba en el sector de la Candelaria, centre històric de la ciutat. Aquest presenta una concentració d'universitats i centres acadèmics única a Amèrica del Sud. En aquest mateix sector es troben la gran majoria dels museus importants de la ciutat, per aquestes i més raons, per a l'any 2007 Bogotà va ser designada com a Capital Iberoamericana de la Cultura.

### Mitjans de comunicació
La ciutat compta amb quatre canals de televisió (Capital, Citytv, Canal 13 i TeleAmiga), a més dels cinc canals nacionals (els privats:Caracol i RCN, y els públics Canal Uno, Señal Institucional i Señal Colòmbia). Compta també amb múltiples serveis de televisió per satèl·lit, com el de DirecTV i el de Telefónica, per cable, en la seva major part proporcionada per l'empresa Telmex (Antigues Tv Cable, Cablecentro i Superview), l'empresa UNE de les Empresas Públicas de Medellín que ofereix el servei de televisió digital per xarxa LAN (IPTV) i analògica per xarxa bidireccional (HFC), amb centenars de canals internacionals, a més de diversos canals exclusius per a Bogotà en els diferent serveis de televisió per satèl·lit i per cable.
A la capital s'hi troben totes les grans cadenes radials del país i les seves diferents emissores en AM i FM; en un 70% de les emissores d'FM està disponible el servei RDS.
Compta també amb diversos diaris, entre els quals destaquen: El Tiempo, El Espectador, Portafolio, El Nuevo Siglo, La República, El Espacio i el diari ADN de circulació gratuïta. Com a setmanaris, cal destacar Voz.

### Gastronomia

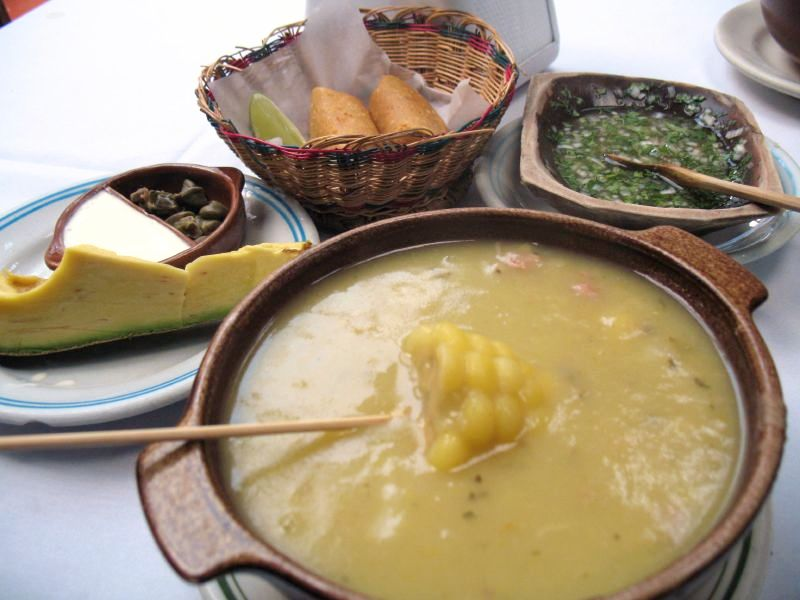
L'ajiaco és el plat típic més representatiu de Bogotà.

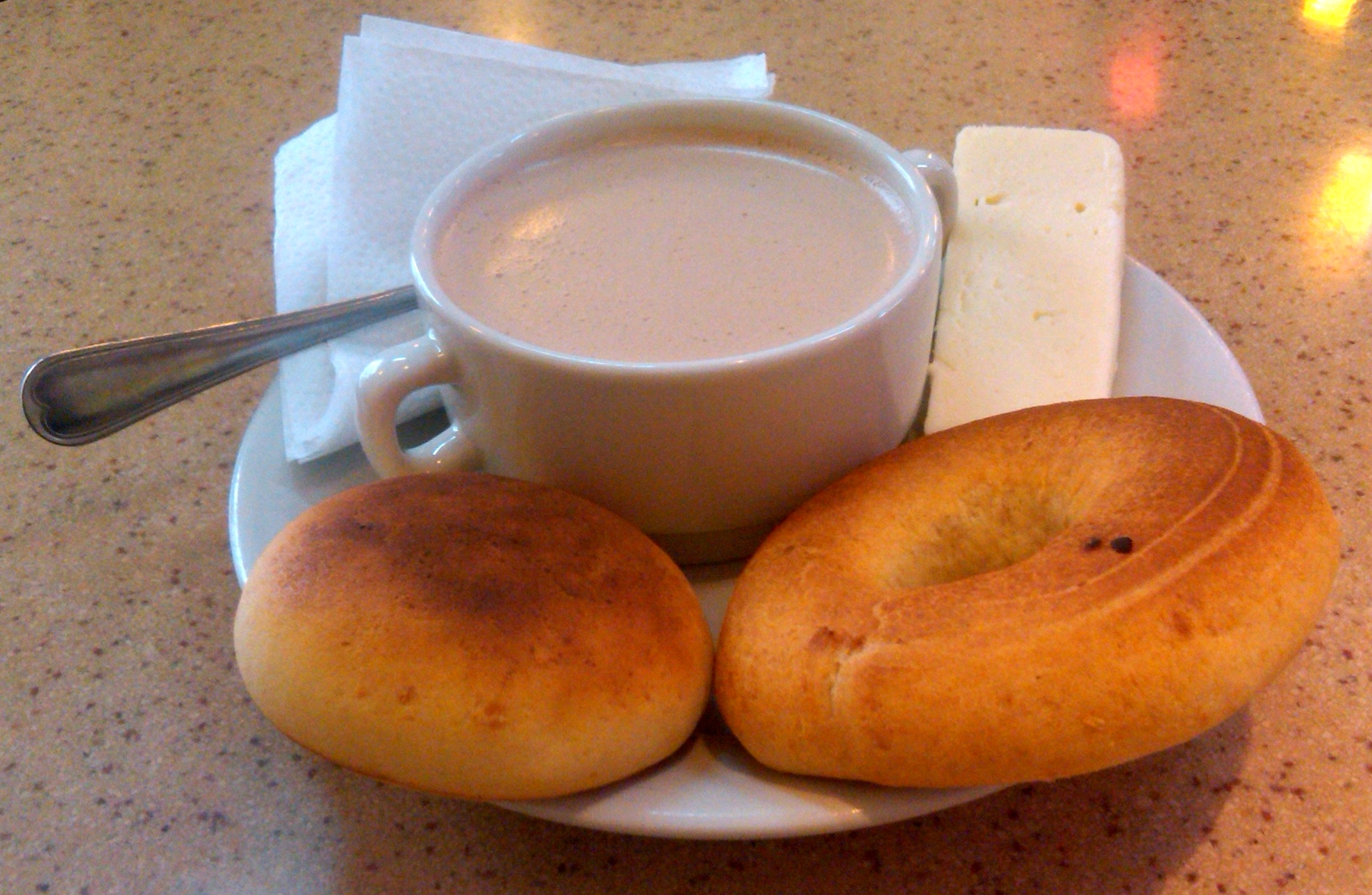
Xocolata de Santa Fe amb almojàbana, formatge fresc i pandequeso.

A Bogotà és possible trobar restaurants de menjar típic, internacional i especialitzada en diferents llocs de la ciutat. Els principals sectors de restaurants internacionals són Usaquén, La Macarena, la Zona G, La Candelaria i el Centro Internacional. En aquests llocs és igualment fàcil trobar restaurants especialitzats en la gastronomia d'altres regions de Colòmbia.
Dins dels plats típics bogotans es pot destacar l'ajiaco de Santa Fe, que és una sopa preparada amb pollastre, patates de diferents varietats, dacsa i guascas (una espècia), usualment se li addiciona crema de llet i tàperes i s'acompanya d'alvocat i una deliciosa crema de curuba.
També és molt tradicional consumir tamal amb xocolata; el tamal colombià és una pasta de massa de blat de moro amb carn o pollastre, cigró, pastanaga i condiments, embolicat en fulles de plàtan i cuit al vapor. Per descomptat ningú es pot anar de Bogotà sense degustar des de l'omnipresent "negre" (cafè), fins a infinits plats preparats tots amb cafè 100% colombià. Val a dir, tanmateix, que el mode normal de prendre el cafè és l'anomenat cafè americà, més aigualit que un cafè sol (ristretto).
De la mateixa manera, les principals postres típiques de la ciutat són les figaflors amb almívar de llet, maduixots amb nata i quallada amb melao. El canelazo és una beguda de l'Altiplà cundiboyacense que es prepara amb aigua de panela, aiguardent i canyella, i es consumeix calenta.
Als voltants de la ciutat s'ubiquen llocs de trobada per degustar pandeyuca, pandebono i  almojàbanas, que són panets de farina de blat de moro, que es consumeixen amb quallada o amb formatge. La changua és una sopa que inclou ous en llet amb sal i algunes espècies; és un esmorzar tradicional dels bogotans i cundinamarquesos, que l'acompanyen amb garulles, civada, chicha i masato, que són per la seva banda begudes típiques de la regió.
Altres plats típics de la ciutat i la seva regió són la sopa de pa en cassola, el albondigón la mazamorra i l'olla bogotana, que inclouen patates de la Sabana.

### Religió

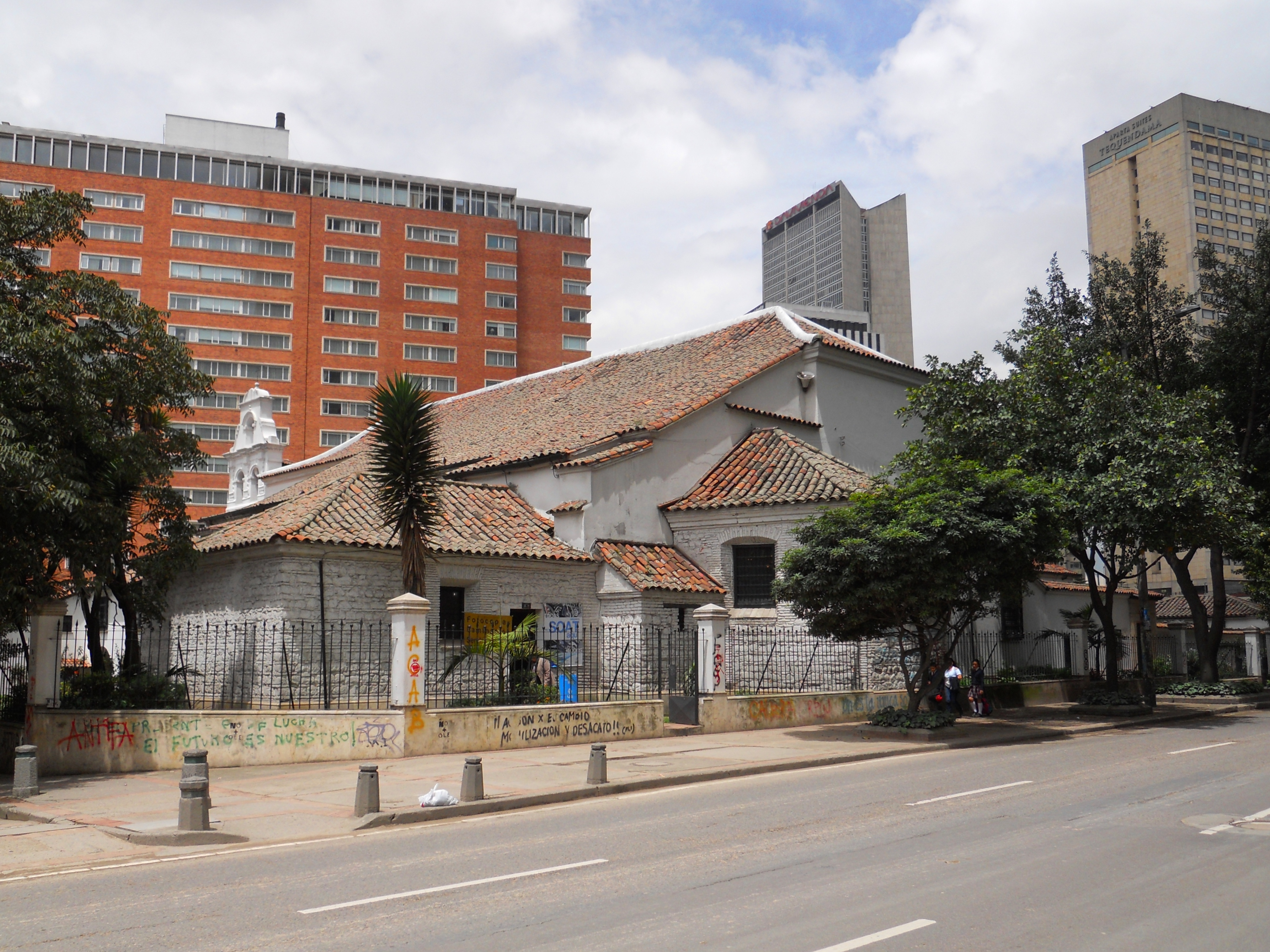
Església de San Diego al Centre Internacional.

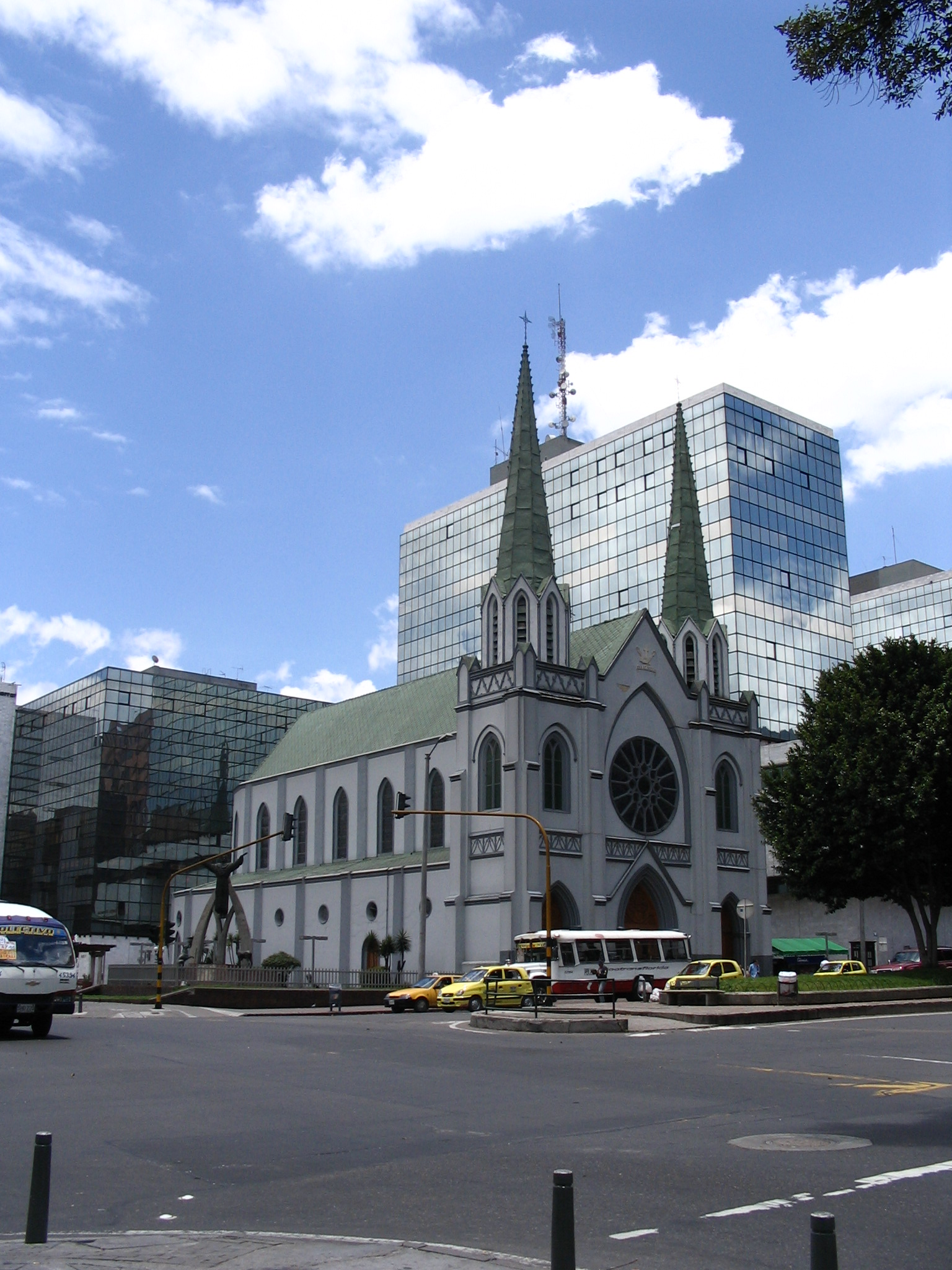
Església de la Porciúncula al barri de negocis del carrer 72

Igual que a la resta de Colòmbia, el valor de la unitat familiar és força important en la societat bogotana, que és especialment notable en celebracions religioses i èpoques especials de l'any.
Històricament, la ciutat (des dels seus primers anys) ha tingut una tradició d'arrelament al catolicisme. Mostra d'aquesta tradició religiosa és el nombre de temples construïts al centre històric de la ciutat, i els costums associades a ella, com l'ascens als turons tutelars de Monserrate i Guadalupe, en les cims dels quals es troben temples catòlics. La ciutat a més és seu de l'Arxidiocesi de Bogotà, erigida l'11 de setembre de 1562 i posteriorment elevada a arxidiòcesi el 22 març de 1564; la seva església matriu és la Catedral Primada de Colòmbia.
La Constitució de 1991 ha facilitat la presència de moviments protestants i altres grups religiosos en la població. És així com la ciutat té almenys dues mesquites de la religió musulmana ubicades a Chapinero i al centre de la ciutat, cinc sinagogues de la religió jueva en el nord de la ciutat, una Església Ortodoxa ubicada a Chapinero, un temple mormó situat al carrer 127 amb Autopista del Nord, quatre centres budistes situats al nord de la ciutat. També a Bogotà hi ha diversos temples protestants en diferents sectors de la ciutat.

### Esports
L'sjuntament promou el lleure, l'esport i el bon ús dels parcs a Bogotà, ciutat en què segons estimatius de 1998, tan només el 10% de la població practica algun esport, i únicament el 0,7% ho fa amb regularitat. Aquesta situació és contrarestada amb iniciatives com la xarxa de carrils bici, que, a més de ser un mitjà de transport, contribueix a la pràctica del ciclisme.

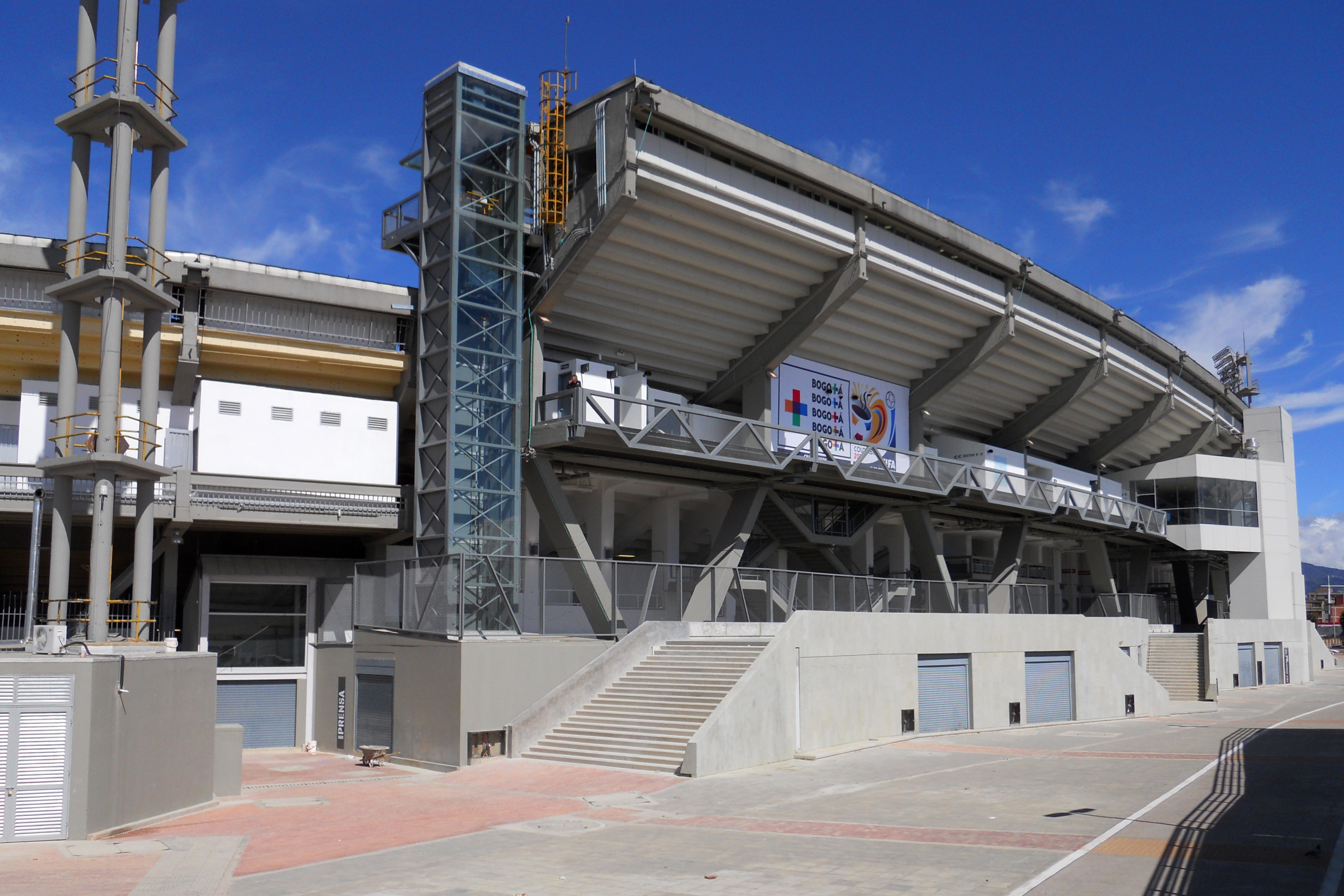
Estadi El Campín.

El futbol sala ha estat declarat com a esport símbol de Bogotà, ja que és la disciplina més practicada a la ciutat. El futbol professional colombià és un esdeveniment esportiu de caràcter nacional que atrau significativament l'interès dels seguidors d'aquest esport a la ciutat. Així, els dos dels tres clubs professionals de la ciutat, Millonarios i Santa Fe, disposen d'una base de seguidors important. Els 20 títols aconseguits per aquests dos equips (Millonarios 13, Santa Fe 7) fan de Bogotà la segona ciutat colombiana amb major nombre de campionats guanyats, només superada per Cali. Els dos equips juguen de locals a l'Estadi Nemesio Camacho El Campín que a més va ser la seu de la Selecció de futbol de Colòmbia on va obtenir el títol de la Copa Amèrica 2001 i va ser seu de la final del Mundial de Futbol Sub-20 de 2011. L'altre equip de Primera Divisió a Bogotà és el Club Deportivo La Equidad.
Altres escenaris esportius importants són el Coliseu Cobert El Campín, el complex aquàtic del Parc Simón Bolívar, el Palau dels Esports i la Unitat Esportiva El Salitre que inclou el Velòdrom Luis Carlos Galán Sarmiento (seu dels Campionat Mundial de Ciclisme en Pista de 1995) i l'Estadio Distrital Hermes Barros Cabas (estadi de beisbol) entre d'altres.

### Símbols de la ciutat

Escut de Bogotà.

- La bandera de Bogotà està conformada per una franja horitzontal groga, que ocupa la meitat superior, i una franja horitzontal vermella, que complementa la part inferior. Va ser adoptada com a símbol de la ciutat el 1952 a través del decret 555 del Districte Especial.[93]
- L'escut de Bogotà va ser atorgat per Carles I d'Espanya per al territori de Nova Granada segons Reial Cèdula donada a Valladolid, Espanya, el 3 de desembre de 1548. Va ser oficialitzat i adoptat com a símbol de la ciutat mitjançant Acord de 31 de 1932.[94]
- L'himne de Bogotà va ser escrit pel poeta Pedro Medina Avendaño i la seva música va ser obra de Roberto Pineda Duque. Es va presentar per primera vegada el 7 d'agost de 1974 i es va oficialitzar com a himne de la ciutat pel decret 1000 del mateix any.[95]
- La noguera (Juglans neotropica) va ser declarada arbre insígnia de la ciutat per acord de districte número 069 de l'any 2002.[94]
- Per iniciativa del Consell de Bogotà a través del projecte 088 de l'any 2003, i mitjançant acord número 109 del 29 de desembre de 2003, l'orquídia (Odontoglossum luteopurpureum) va ser adoptada com a insígnia de Bogotà[93]
- El lema o marca de ciutat és "Bogotá, 2.600 metros más cerca de las estrellas", adoptat pel Consell de Bogotà a través de l'acord 446 de 1996.[96]
- La patrona de la ciutat és Santa Elisabet d'Hongria, per consagració de l'arxidiòcesi de Bogotà des de finals del segle xvi.[97]

## Turisme

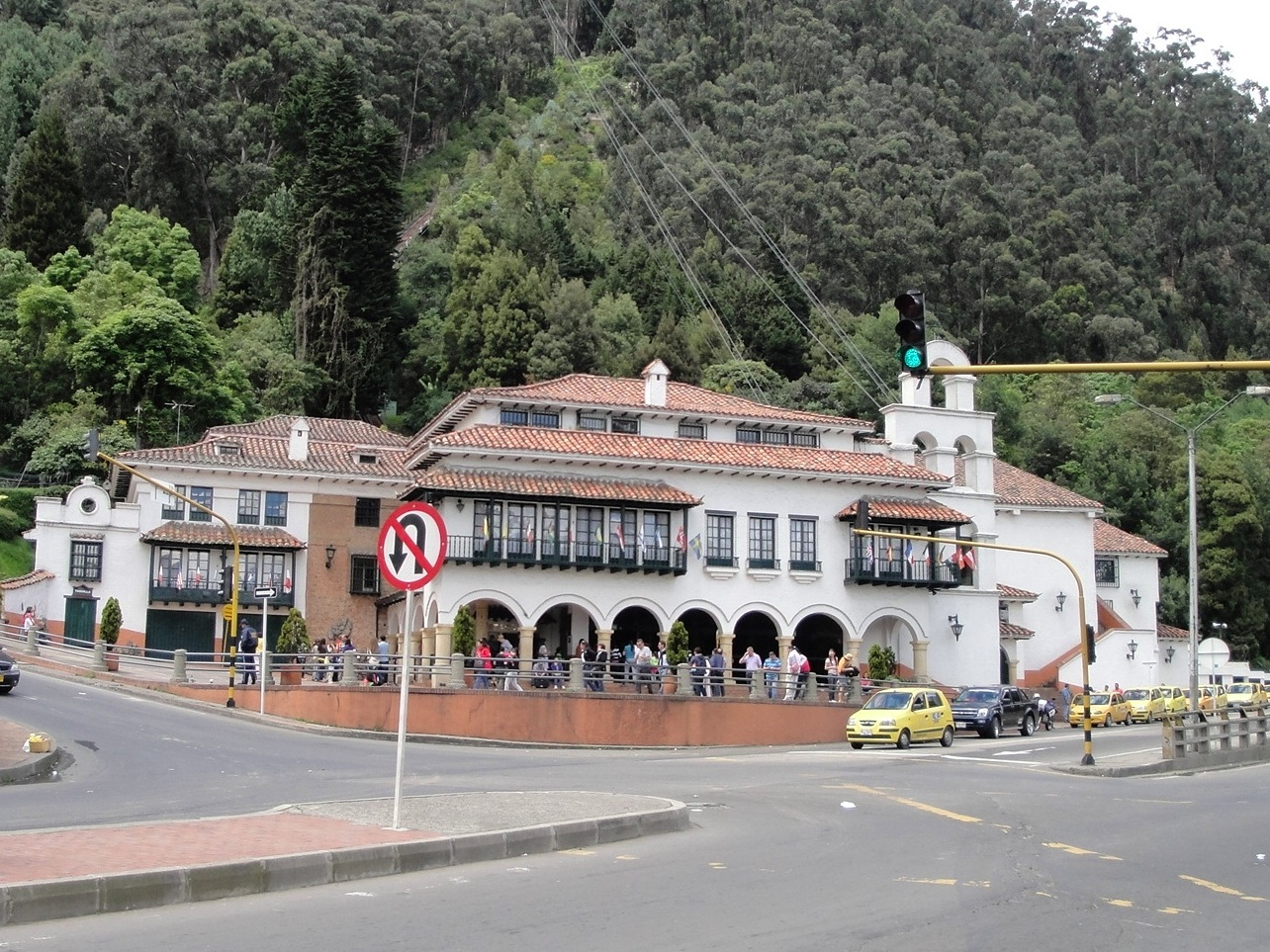
Estació de funicular de Montserrate.

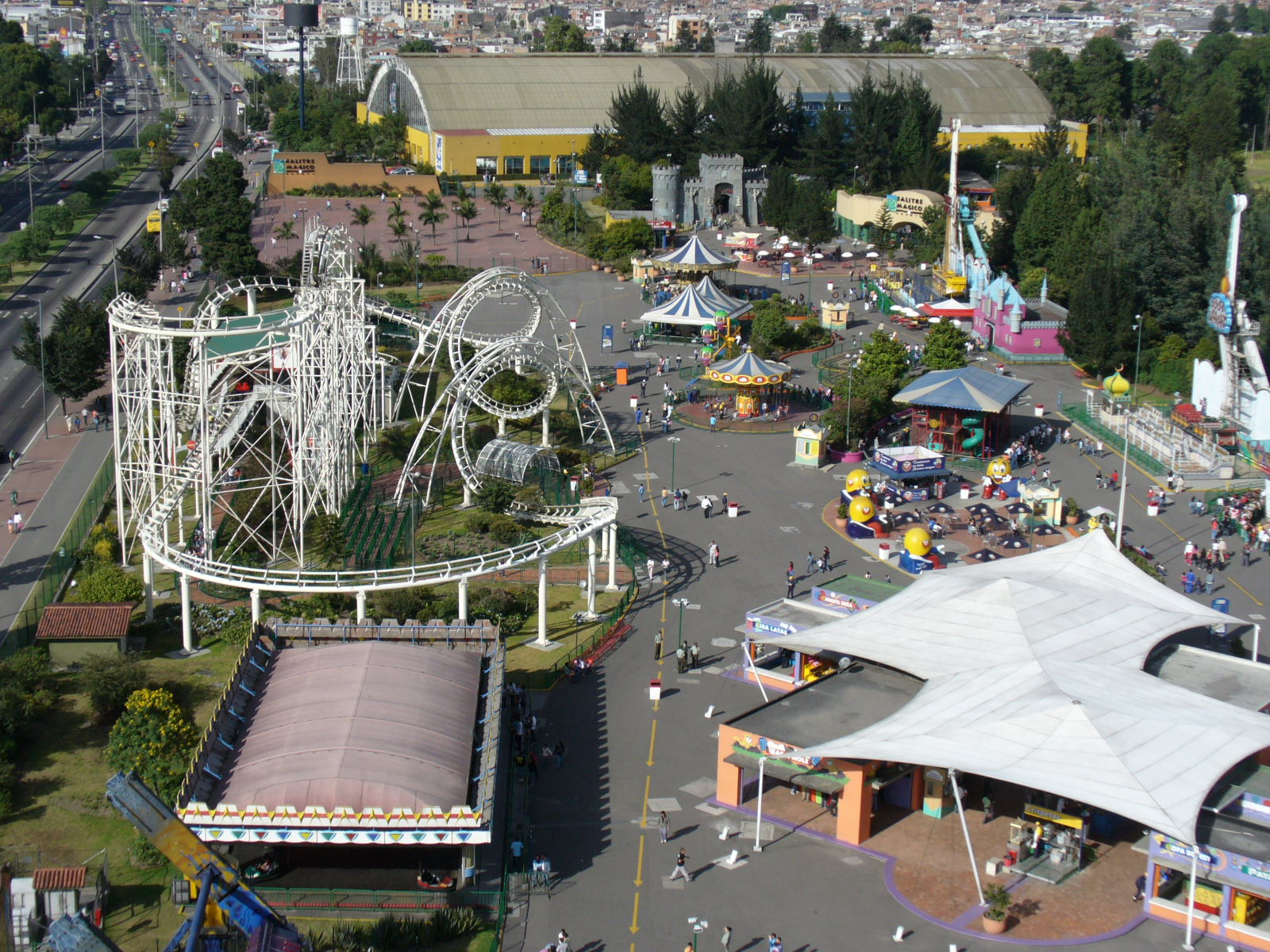
Parc de diversions Salitre Mágico.

Bogotà és coneguda mundialment com una destinació turística, en ocupar el lloc 21 de 53 escollits, segons el prestigiós diari The New York Times. A més, per tercer any consecutiu la capital del país es va convertir en la principal destinació per a estrangers que visiten Colòmbia, per damunt de Cartagena, ciutat que per molts anys havia ocupat el primer lloc de preferència.
El Districte Capital rep el 52% de les persones que arriben de l'estranger al país.
Llocs turístics importants de Bogotà són el Jardí Botànic José Celestino Mutis, la Quinta de Bolívar, l'Observatori Nacional, el Planetari de Bogotà, Maloka, al mirador de la Torre Colpatria així com el Mirador de La Calera, el Monument de Banderes a les Américas (al costat de l'estació Banderas del TransMilenio) i La Candelaria, localitat que és patrimoni i Bé d'Interès Cultural de Caràcter Nacional. A més, la ciutat compta amb nombrosos parcs d'atraccions mecàniques com: Salitre Mágico, Mundo Aventura i Camelot.
A Bogotà hi ha una variada oferta d'allotjament que oscil·la entre posades per a motxillers i hotels cinc estrelles. L'oferta d'hotels al centre històric de La Candelaria i les seves zones veïnes, està dirigida a un públic amant de la cultura i les arts. Els hotels ubicats a prop de Ciudad Salnitre es troben dirigits als visitants que fan escales curtes en Bogotà o necessiten la proximitat a l'Aeroport Internacional El Dorado. En canvi, els hotels ubicats cap al nord de la ciutat, estan enfocats cap a un turisme de negocis, compres o plaer.
En zones veïnes a Bogotà com la Llacuna de Fúquene i els Embassaments del Neusa, Tominé i Sisga, existeix la possibilitat de fer càmping i practicar esports aquàtics. També és possible acampar en el Parc Nacional Natural Sumapaz (entre el Districte Capital i el Departament del Meta), o al Parc Nacional Natural Chingaza a l'orient de Bogotà.
La ciutat compta amb el Tren Turístic de la Sabana de Bogotà que fa recorreguts els caps de setmana i festius des centre de Bogotà fins al Parc Jaime Duque, Zipaquirá i a vegades, fins a Nemocón. En Zipaquirá està la Catedral de Sal (Patrimoni Històric i Monument Nacional). A la mateixa zona està Guatavita, on es presumeix sobre la llegenda de El Dorado.
D'altra banda, a l'altura del Salto de Tequendama, una caiguda d'aigua situada a una hora de viatge des del sud de Bogotà, es pot trobar el Zoològic Santa Cruz. També al sud, en Soacha, es troba el Parc Natural Chicaque, i sortint per l'Autopista Sud, a gairebé tres hores de Bogotà, es troben els balnearis de Melgar i Girardot.
A Facatativá, a l'occident de Bogotà es troba el centre arqueològic conegut com a Parc Arqueològic Piedras del Tunjo.
Addicionalment, a la rodalia de Bogotà més específicament al municipi de Tocancipá (20 minuts) es compta amb l'únic circuit d'automobilisme de Colòmbia, la qual cosa constitueix un gran atractiu per als amants de la velocitat.

## Ciutats agermanades
El 29 d'octubre de 1971 la ciutat va subscriure un acord d'agermanament de ciutats amb:
- Miami, Estats Units

El 14 de juny de 1982 la ciutat va firmar un acord d'agermanament per a la cooperació internacional amb:
- Seül, Corea del Sud

També va participar el 12 d'octubre de 1982 en la declaració d'agermanament entre totes les capitals iberoamericanes, i va establir aquest vincle amb les següents ciutats:
| - Asunción, Paraguai - Brasília (Brasil) - Buenos Aires, Argentina - Caracas, Veneçuela - Ciutat de Guatemala, Guatemala - Ciutat de Mèxic, Mèxic - Ciutat de Panamà, Panamà - Guayaquil, Equador | - Islamabad, Pakistan - La Paz, Bolívia - L'Havana, Cuba - Londres, Anglaterra - Madrid, Espanya - Managua, Nicaragua - Medellín, Colòmbia - Montevideo, Uruguai | - Quito, Equador - San José, Costa Rica - San Juan, Puerto Rico - San Salvador, El Salvador - Santiago de Xile, Xile - Santo Domingo, República Dominicana - Tegucigalpa, Hondures - Torí, Itàlia |